# Chiesa dei Santi Michele e Gaetano
La chiesa dei Santi Michele e Gaetano, più spesso chiamata semplicemente San Gaetano,  è un luogo di culto cattolico del centro storico di Firenze, situata in piazza degli Antinori (in continuità con via de' Tornabuoni) nell'isolato tra via dei Corsi, via dei Pescioni e via degli Agli. Pur di antichissima fondazione, la chiesa rappresenta oggi il più grande e completo edificio barocco della città.

## Storia
Il nome antico della chiesa veniva spesso storpiato: così si hanno tracce di numerose varianti di nome:
- San Michele Bertelde (o Bertilde, Bertelli, de' Bertolli, in Bertoldi...)
- San Michele a piazza Padella (una piazzetta inglobata poi nella nuova basilica)
- San Michele degli Antinori
- San Michele dei Diavoli (perché san Michele Arcangelo era il capo delle milizie angeliche contro il demonio)[1]

### Origini

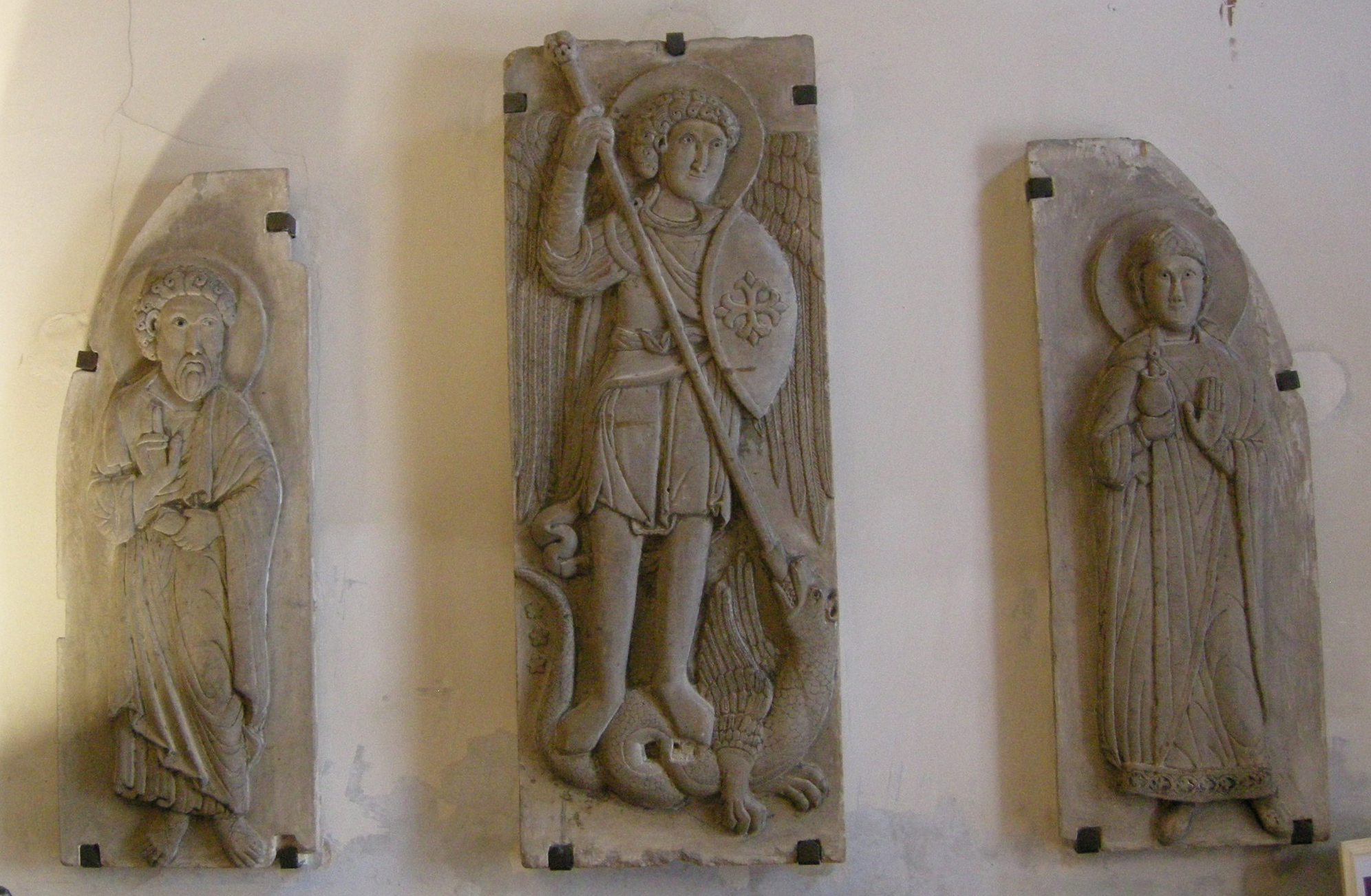
I rilievi romanici da San Michele Bertelde

Le origini della chiesa, già dedicata all'arcangelo Michele e detta San Michele Bertelde, risalgono almeno all'XI secolo: Michele era infatti un santo protettore dei longobardi. Una prima documentazione sulla chiesa risale al 1055, quando veniva indicata tra i possedimenti della potente abbazia di Nonantola presso Modena. Il monastero aveva il patronato della chiesa, e la reggeva tramite un priore e alcuni canonici appartenenti al clero secolare. L'ultimo atto nonantolano che menzioni la giurisdizione è del 1290.
Dopo essere stata curata dal clero regolare fiorentino, venne utilizzata dai monaci olivetani di San Miniato al Monte. All'epoca la chiesa contava un'unica navata, con il tipico orientamento verso est, ed aveva un'abitazione per i monaci ed un chiostro. Della chiesa primitiva, distrutta definitivamente nel 1640 quando la navata della nuova chiesa era completata, restano poche tracce: tre rilievi in marmo facenti forse parte del portale romanico, oggi nella Cappella Antinori e raffiguranti San Michele, San Pietro e San Miniato.

### I Teatini
Nel 1592 venne concessa ai Padri Teatini, uno dei nuovi ordini protagonisti della Controriforma che affiancarono alla tradizionale dedica a San Michele quella del loro fondatore San Gaetano di Thiene, ma solo dopo la sua canonizzazione, il 12 aprile 1671 ad opera di Clemente X.
I nuovi titolari dell'edificio decisero di ricostruirlo ex novo con un ambizioso progetto, concepito dagli stessi religiosi (come padre Anselmo Cangiano e padre Andrea Castaldo, fondatori della comunità fiorentina) e di don Giovanni de' Medici ed elaborato da Matteo Nigetti che non sappiamo in che misura tenne conto dei suggerimenti. Pare inoltre che già nel 1597 il Buontalenti ne avesse fatto un progetto, trasformato in un modello ligneo (oggi perduto) da Dionigi Nigetti, padre di Matteo.

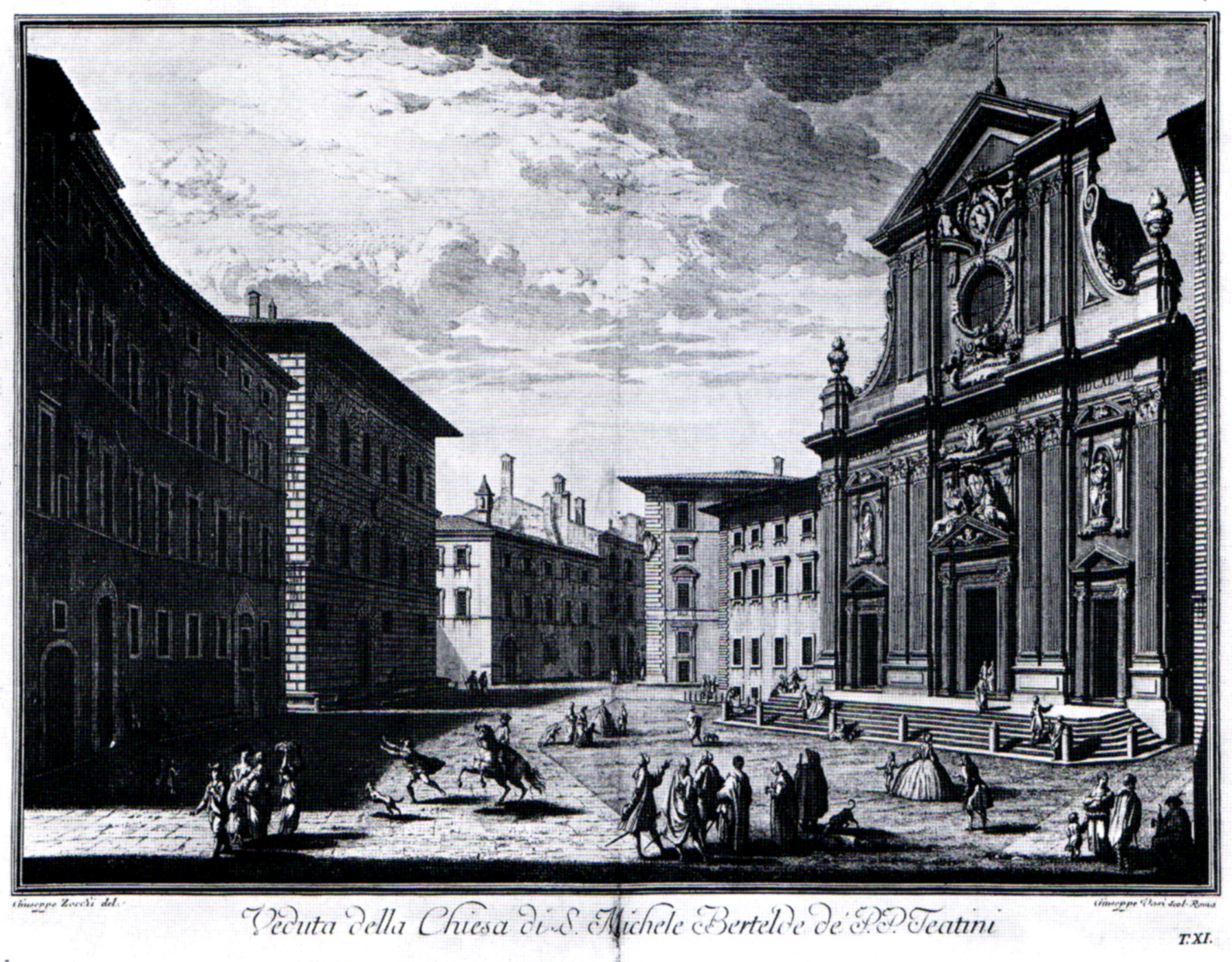
Veduta di piazza Antinori, Giuseppe Zocchi, 1744

I Teatini erano entrati presto in ottimi rapporti con l'aristocrazia fiorentina, che elargì donazioni, legati e generose elemosine. Oltre alla benedizione del papa fiorentino Clemente VII essi furono sovvenzionati dalla stessa famiglia granducale: la granduchessa Cristina di Lorena, moglie di Ferdinando I, e suo figlio il cardinale Carlo de' Medici, il cui nome si legge ancora oggi sulla facciata, elargirono un regolare finanziamento per la costruzione. Particolarmente attivi furono anche gli Antinori, che avevano il palazzo antistante la chiesa.
Le nobili famiglie dell'entourage della corte granducale, impegnate a realizzare intorno a via Tornabuoni una delle zone più fastose della città, speravano con San Gaetano di creare la più bella chiesa barocca di Firenze.
Ed in effetti, in questa mirabile opera architettonica, costruita, arredata e decorata nell'arco di un secolo, dal 1604 al 1701, si può ripercorrere la storia dell'arte sacra del Seicento fiorentino.
La prima pietra venne solennemente posta il 22 agosto 1604. Matteo Nigetti seguì i lavori fino al compimento del transetto e del coro, quando nel 1633, prima gli successe l'architetto di corte Gherardo Silvani, coadiuvato dal figlio Pierfrancesco.
Nel 1631 i Teatini posero lo stemma del loro più illustre benefattore, Carlo de' Medici, all'interno della chiesa, al centro della volta della crociera.
I Silvani completarono il corpo della navata e le cappelle laterali, continuando il progetto originario. Il 29 agosto 1649 il cardinale Carlo consacrò solennemente il tempio, che non disponeva ancora della facciata.
Nel 1701 la costruzione fu completata con l'ampliamento scenografico della scalinata su piazza Antinori.
Nel 1785, in seguito alla soppressione delle Compagnie religiose operate da Pietro Leopoldo di Lorena, furono colpiti anche alcuni ordini religiosi, i più importanti dei quali furono i Cistercensi (Badia di Settimo e chiese di Cestello e di Santa Maria Maddalena dei Pazzi), i Celestini (San Michele dei Visdomini) e i Teatini. La chiesa così divenne parrocchia.

## Descrizione

### Esterno

#### Facciata

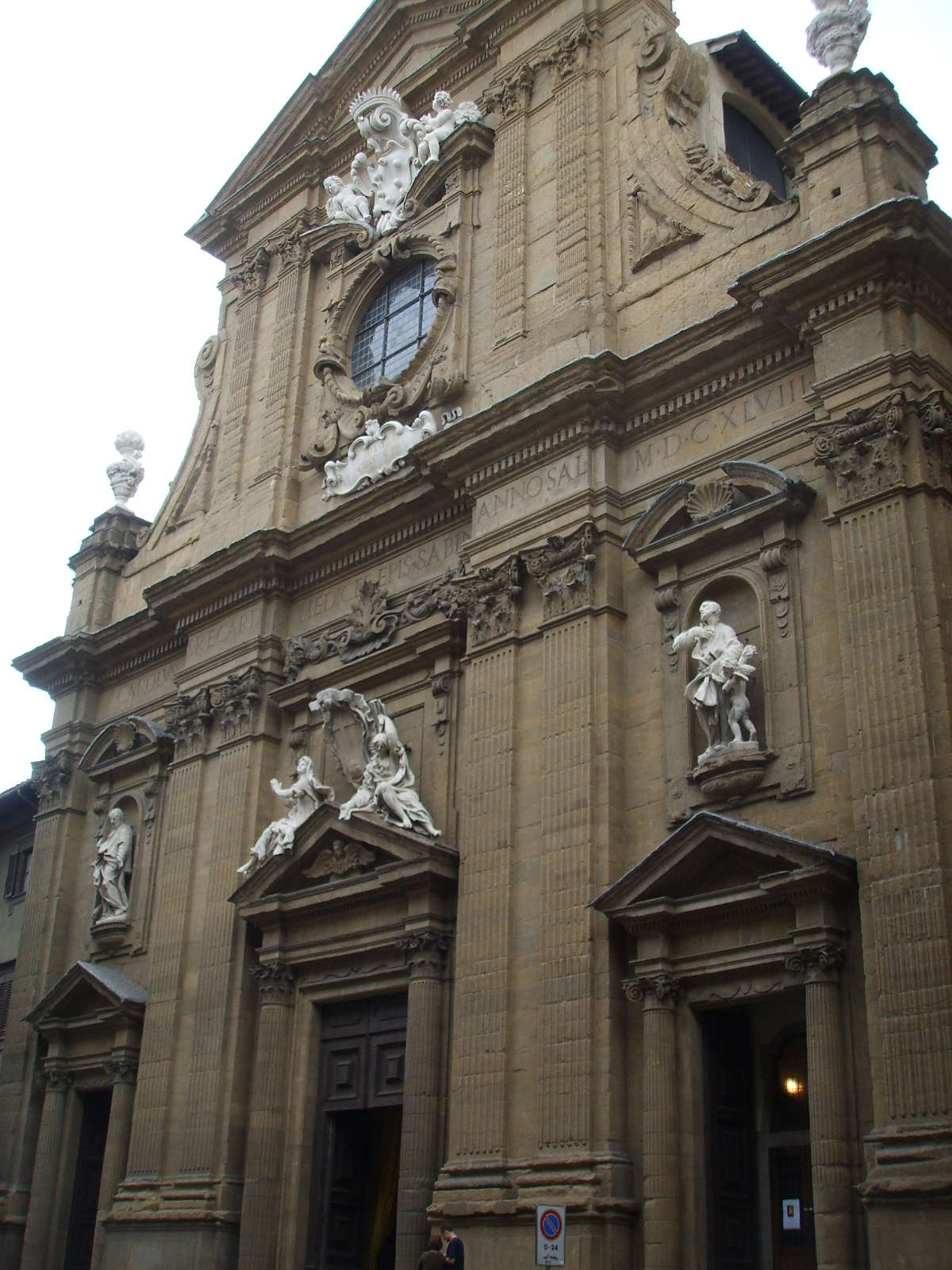
La facciata

La facciata, costruita nella tipica pietraforte fiorentina, rappresenta uno stile nuovo rispetto agli schemi delle chiese cittadine, aggiornato a un gusto pià scenografico, di importazione romana, a partire dalla scalinata. La facciata fu abbellita da sculture in marmo bianco, che risaltano sullo sfondo color avana opaco. Venne messa in opera a partire dal 1648 e conclusa nel 1683, senza le sculture. Cosimo III, all'epoca gran principe, sovvenzionò con il pagamento di 40 scudi al mese il progetto per la decorazione della facciata, tra il 1688 e il 1693. Architetto incaricato del progetto fu Gherardo Silvani, che prese sicuramente a modello la vicina facciata di Santa Trinita del Buontalenti, elaborando una realizzazione ancora più trionfalmente teatrale. All'epoca doveva anche essere stato influenzato dai due modelli lignei per la facciata del Duomo di Firenze del Buontalenti stesso e di Don Giovanni de' Medici.
Venne progettata su due ordini divisi da uno sporgente cornicione, attraversata verticalmente da due coppie di paraste scanalate con capitelli compositi, che si ripetono anche alle estremità nella parte inferiore. Nella parte inferiore si aprono tre portali con timpani triangolari che fanno pensare a una tripartizione interna in navate che non esiste. Al di sopra dei timpani laterali si aprono due nicchie che contengono le statue di San Gaetano di Thiene di Balthasar Permoser e Sant'Andrea Avellino, uno dei maggiori esponenti dell'ordine, eseguita da Anton Francesco Andreozzi. Entrambe hanno un'impostazione teatrale, ma la prima presenta anche una profondità psicologica nel gesto di San Gaetano che indica la gente, oggetto della missione dei teatini, che manca completamente nella seconda.

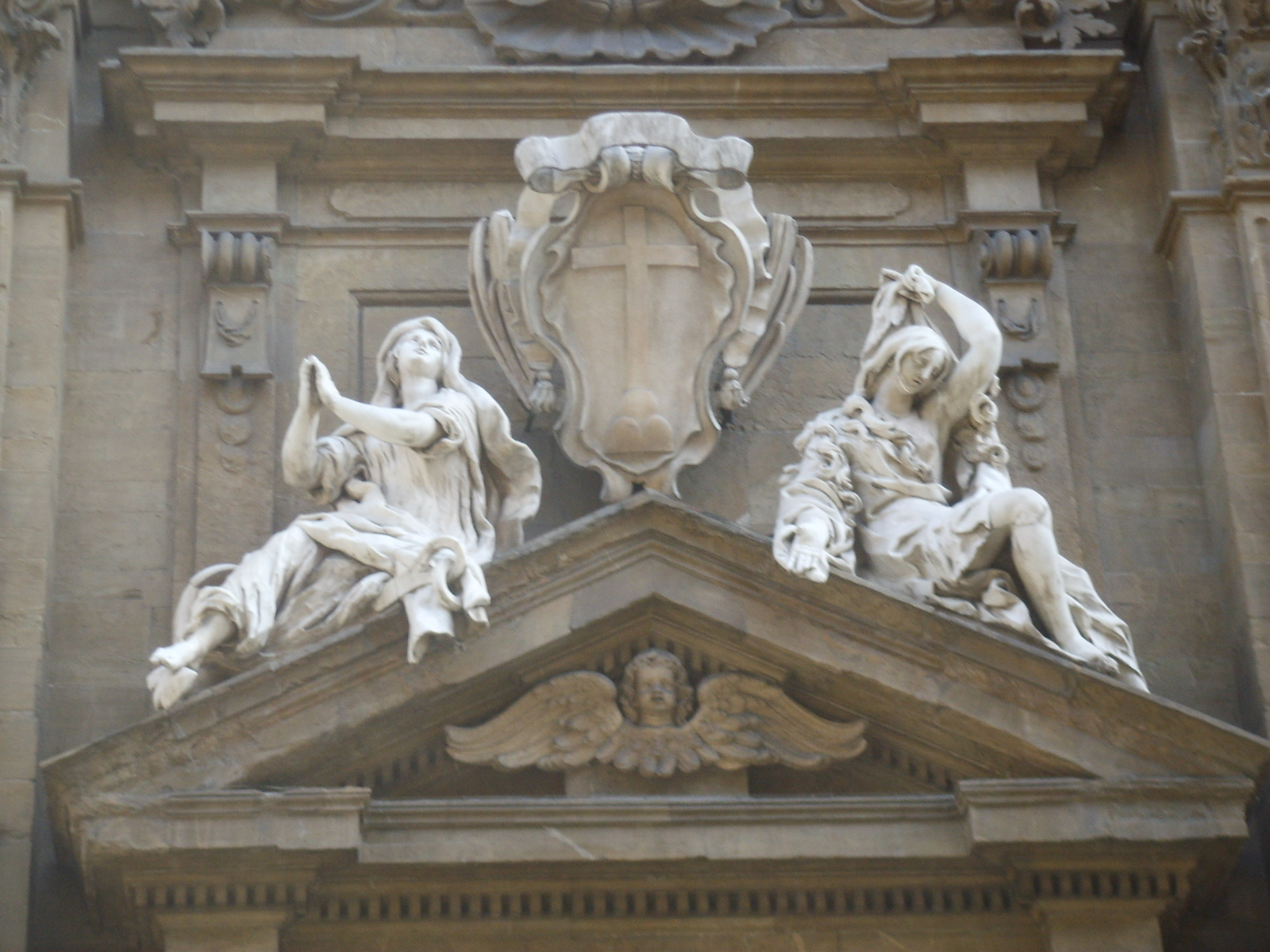
Balthasar Permoser, Speranza e Poverta accanto alla stemma dei Teatini

Il portale centrale è invece decorato dallo stemma dei teatini affiancato dalla personificazioni della Speranza e della Povertà, del Permoser, che richiamano le regole fondamentali dell'ordine.
Il nome di Carlo de' Medici torna nell'iscrizione a caratteri cubitali che corre lungo l'alto cornicione centrale.
Il registro superiore è dominato dall'oculo del rosone, sormontato dallo stemma Medici sorretto da due putti marmorei di Carlo Marcellini (1688 circa). In alto in grande timpano suggerisce la forma a capanna della basilica, mentre ai lati due volute terminano nei piedistalli di due urne con il fuoco della Fede, scolpite in marmo da Pietro Romolo Malavisti su disegno di Giovan Battista Foggini. Notevoli sono gli effetti chiaroscurali ottenuti con il sovrapporsi dei volumi, i dentelli, le profonde riquadrature.
La facciata è stata restaurata due volte nel Novecento, per evitare distacchi di pietrame.

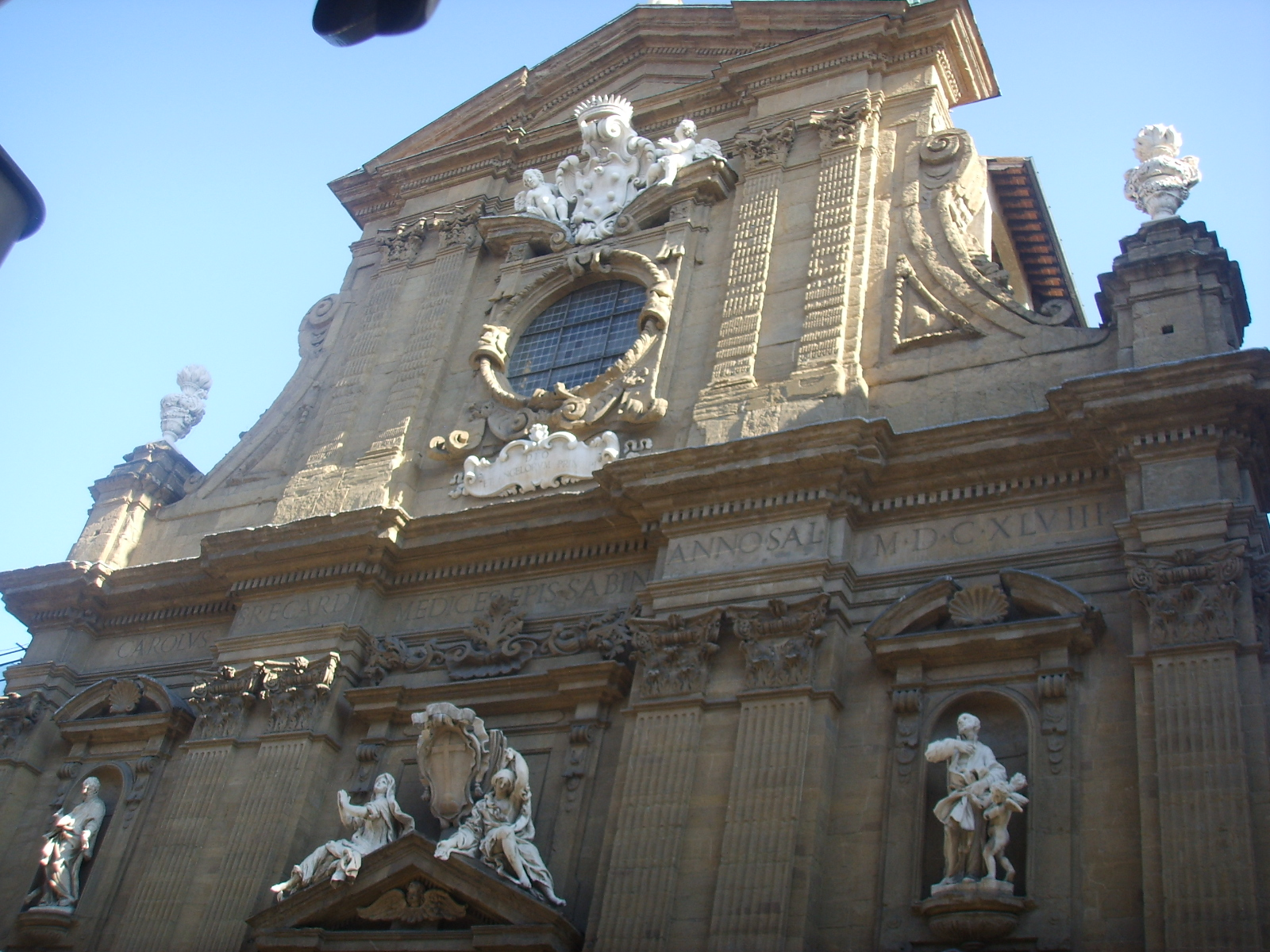
Scorcio dal basso
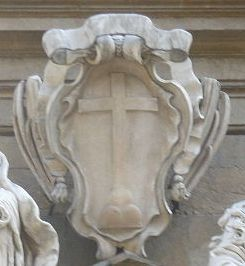
Stemma dei teatini
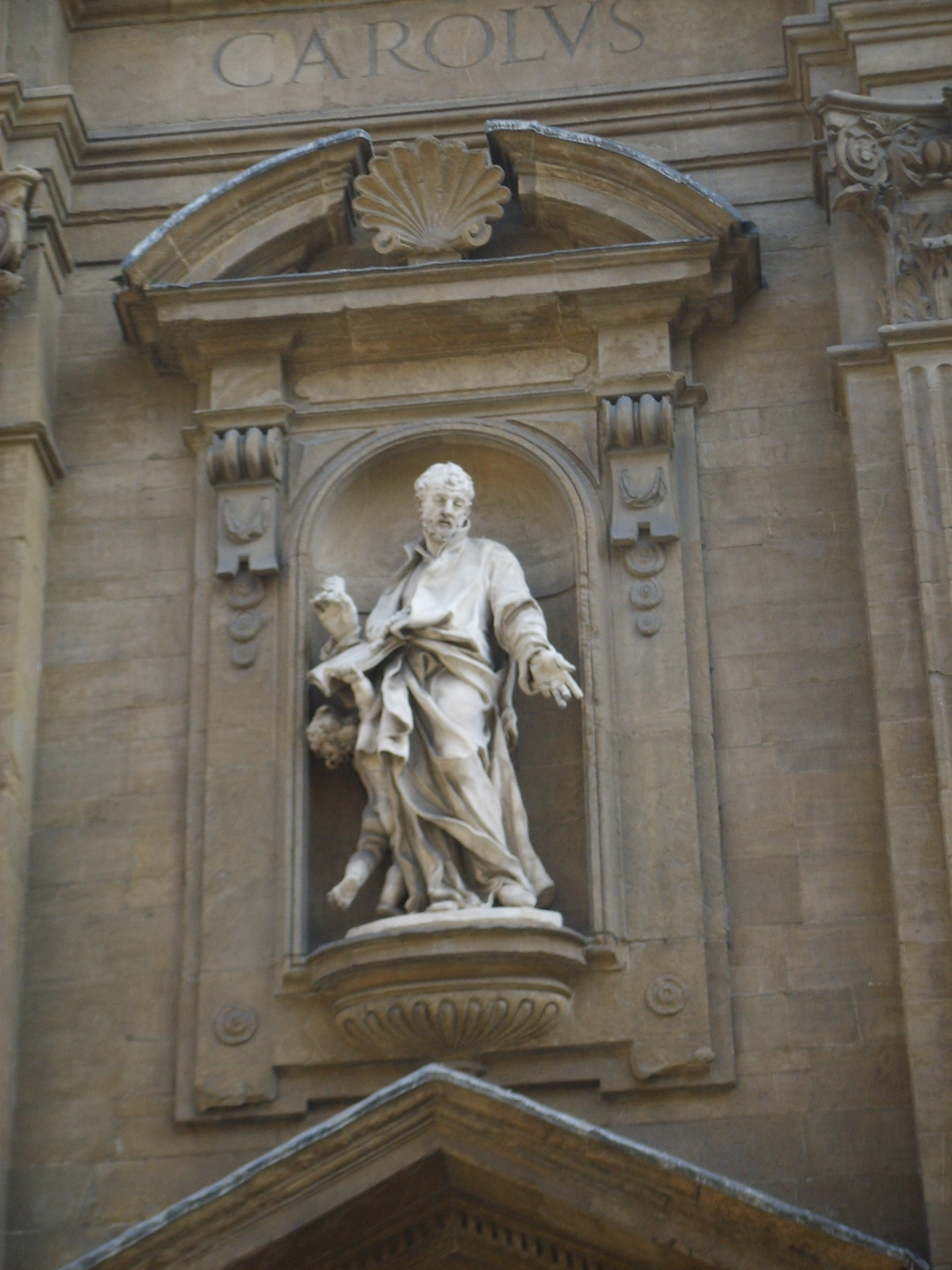
Statua di San Gaetano, di Balthasar Permoser
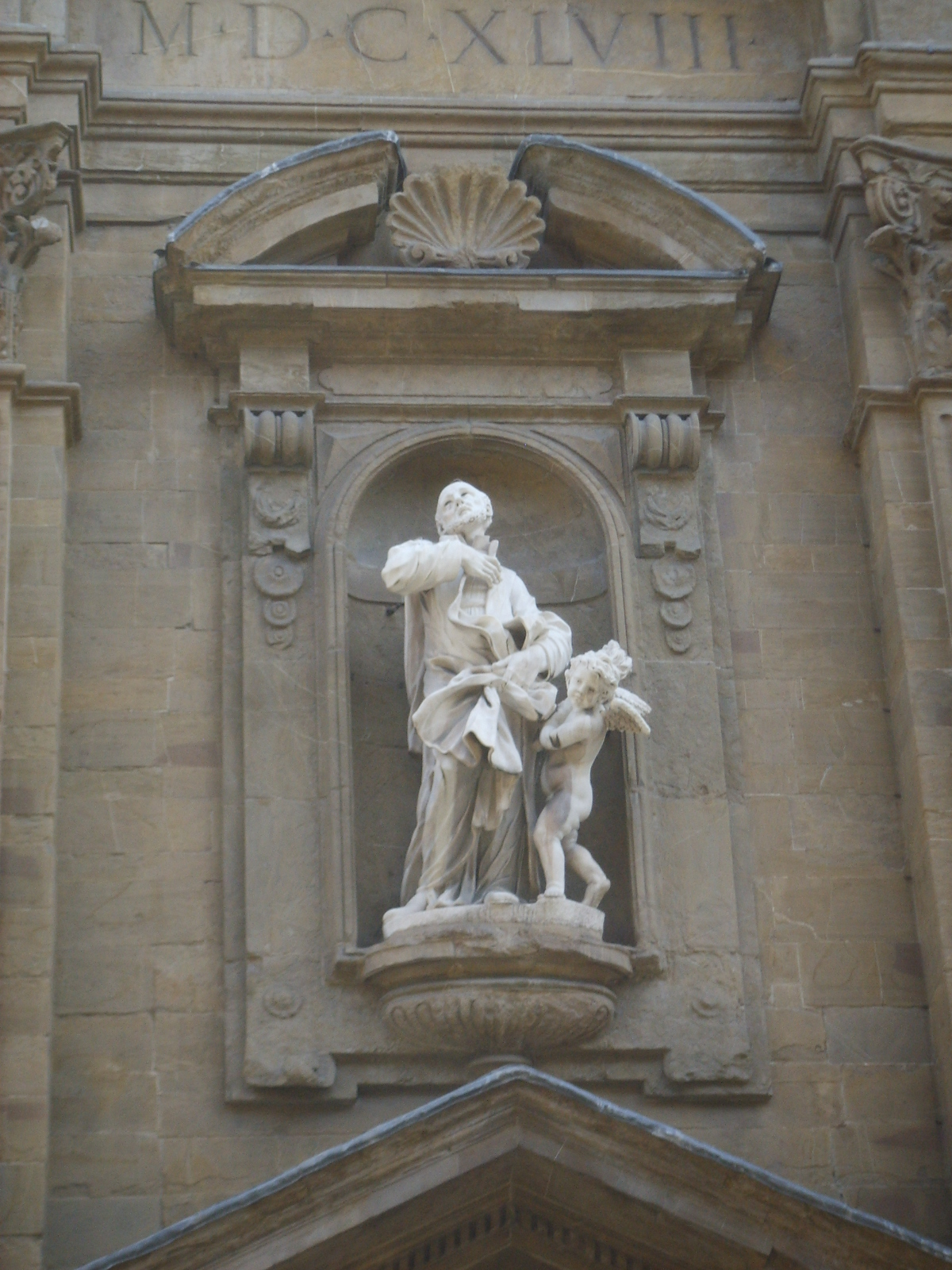
Statua di Sant'Andrea Avellino, di Anton Francesco Andreozzi

#### Campanile
Il campanile venne eretto tra il 1604 e il 1618 in sostituzione di una torre precedente e su progetto di Bernardo Buontalenti. Le campane vennero alloggiate in una struttura lignea di Andrea Balatri, con ferri del fabbro Giovanni Pigliuzzi. Vi si trovato cinque campane, una per fornice su ciascun lato e una quinta, più piccola, posta centralmente sulla volta. Nel 1996 le campane vennero elettrificate con martelletti, per evitare che gli oscillamenti danneggiassero, alla lunga, la cella campanaria.
Un'altra campana, dismessa, si trova oggi nella cappella Antinori ed è datata 1824, con un'iscrizione che ricorda che venne fusa nella Fonderia Moreni su commissione del sacerdote Antonio Nuti.

### Interno

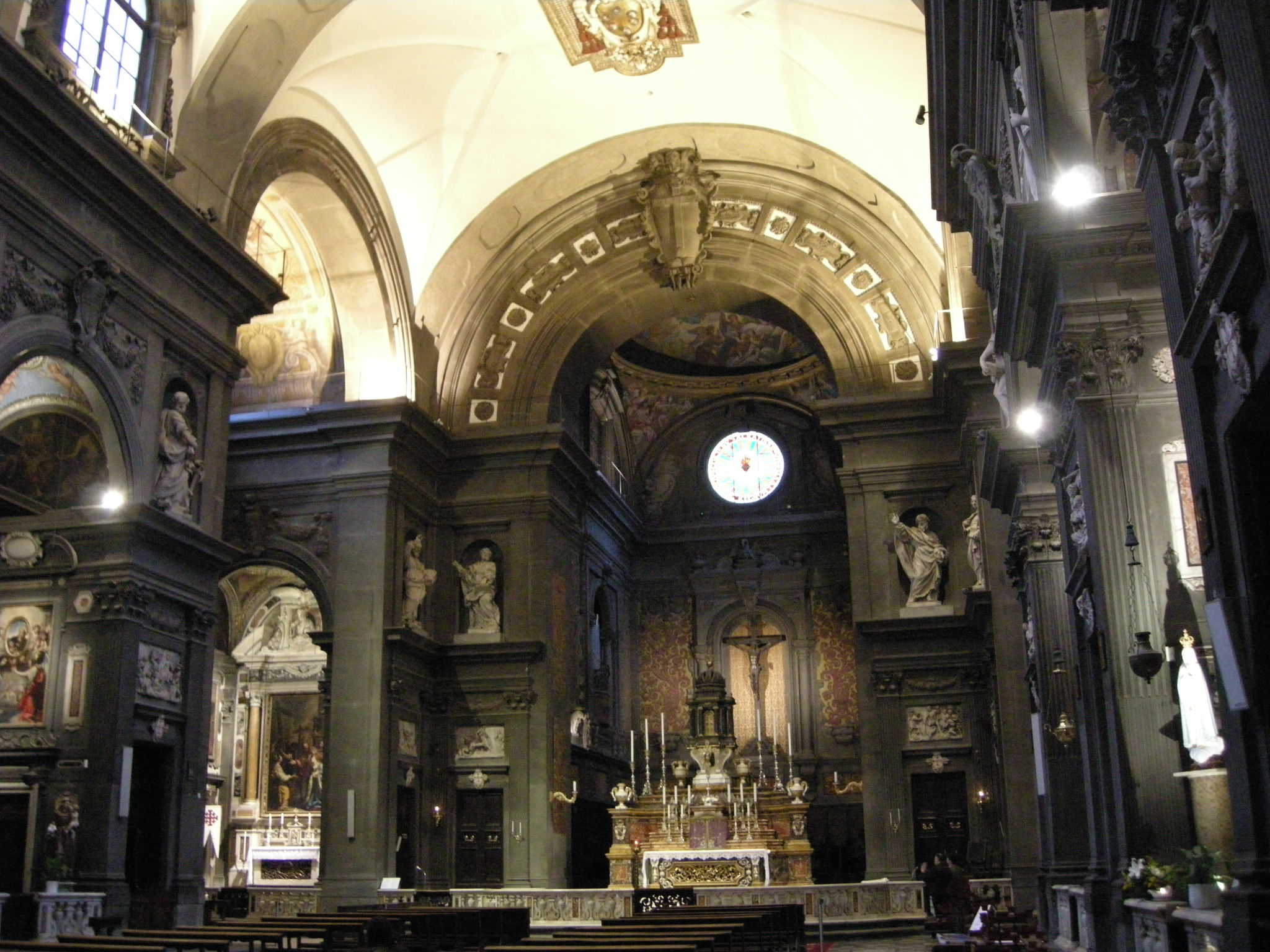
L'interno

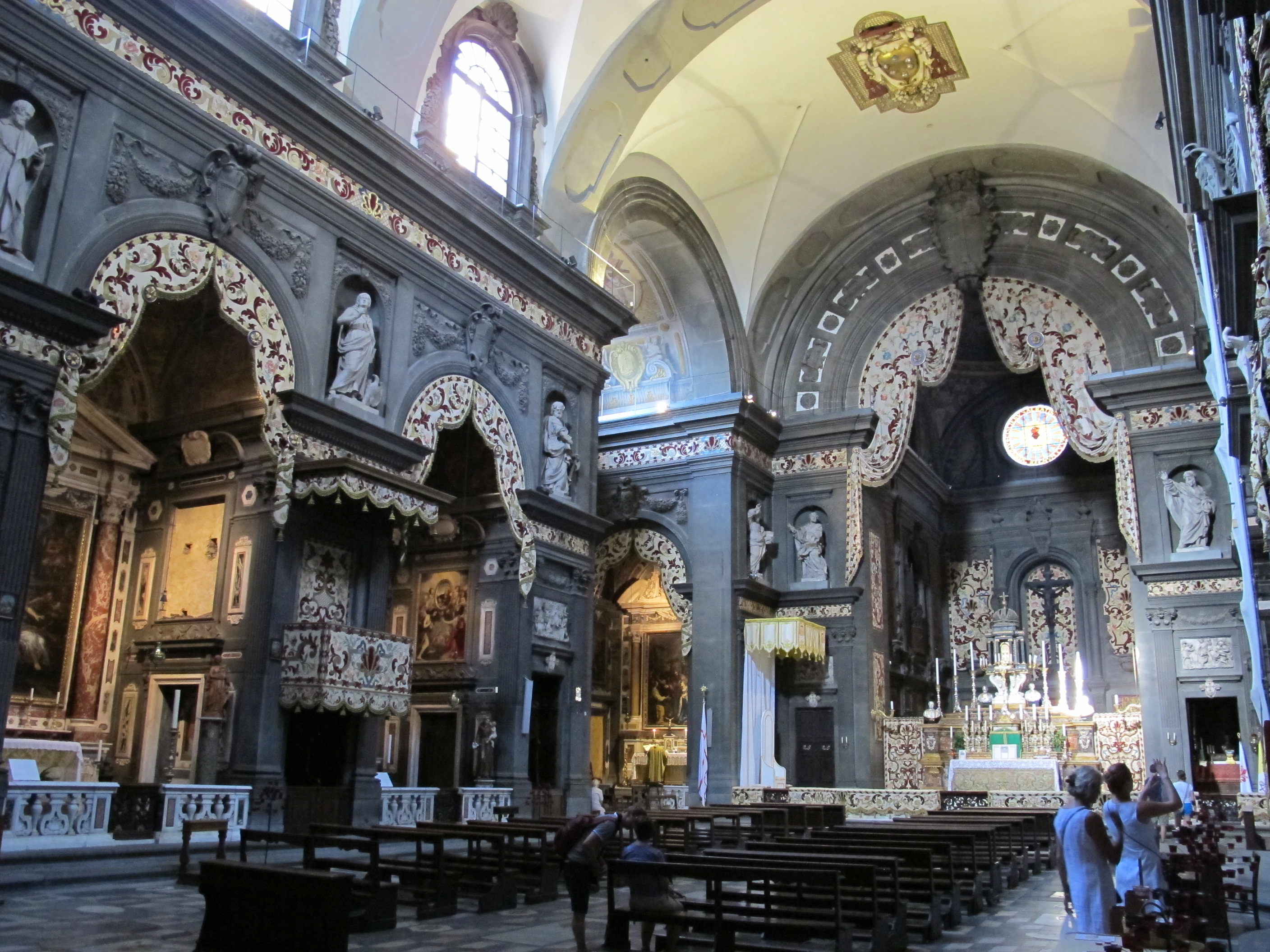
L'interno addobbato col parato seicentesco (2012)

L'armonioso interno, rimasto intatto, è a croce latina con navata unica e cappelle laterali, tre per lato e dotate di passaggi intercomunicanti.
La navata è coperta con volta a botte lunettata ripartita da arconi trasversali ed è illuminata da grandi finestre con arco a tutto sesto, mentre i due bracci del transetto sono coperti con volta a botte semplice. L'abside è inquadrata da un maestoso arco di trionfo, sul quale è scolpito lo stemma teatino, dominato dalla Croce, ed è coperta da una cupoletta. All'incrocio tra navata e transetto sul soffitto si trova il monumentale stemma del Cardinale Carlo de' Medici, opera di Bastiano Pettirosso del 1631.
Notevole è l'effetto di policromia, tra la pietra serena delle membrature architettoniche, il bianco della volta delle statue e dei bassorilievi, i marmi policromi del pavimento e delle tarsie decorative. La luce entra dagli ampi finestroni nella parte più alta della navata, creando effetti chiaroscurali notevoli rispetto alle cappelle in penombra.
Tra la seconda e la terza cappella di sinistra si trova il pulpito ligneo sostenuto da due mensoloni con teste d'angelo e decorato da due putti-cariatidi; sotto di esso vi è la tomba di famiglia dei Cardi, ai quali appartenne il pittore Ludovico Cardi detto il Cigoli.
La chiesa possiede un magnifico parato tessile mobile settecentesco a fondo bianco, che si aggiunge al parato fisso giallo e rosso risalente a un periodo a cavallo tra il Sei e il Settecento. Questo parato è straordinariamente completo ed è il terzo più antico di Firenze, dopo quello quattrocentesco della Badia Fiorentina (in velluto broccato d'oro) e quello in damasco rosso di Santa Maria Novella.

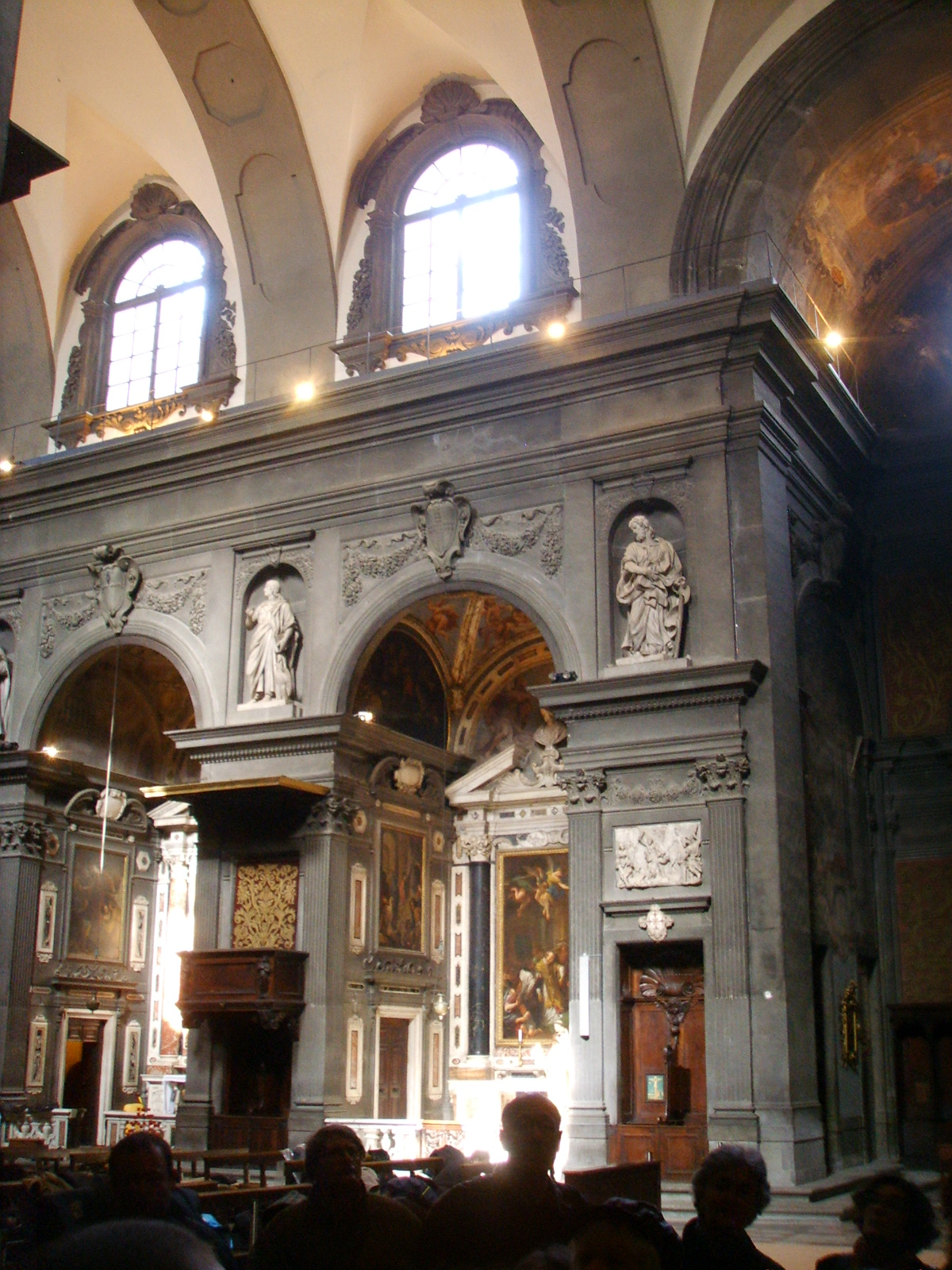
Scorcio della navata
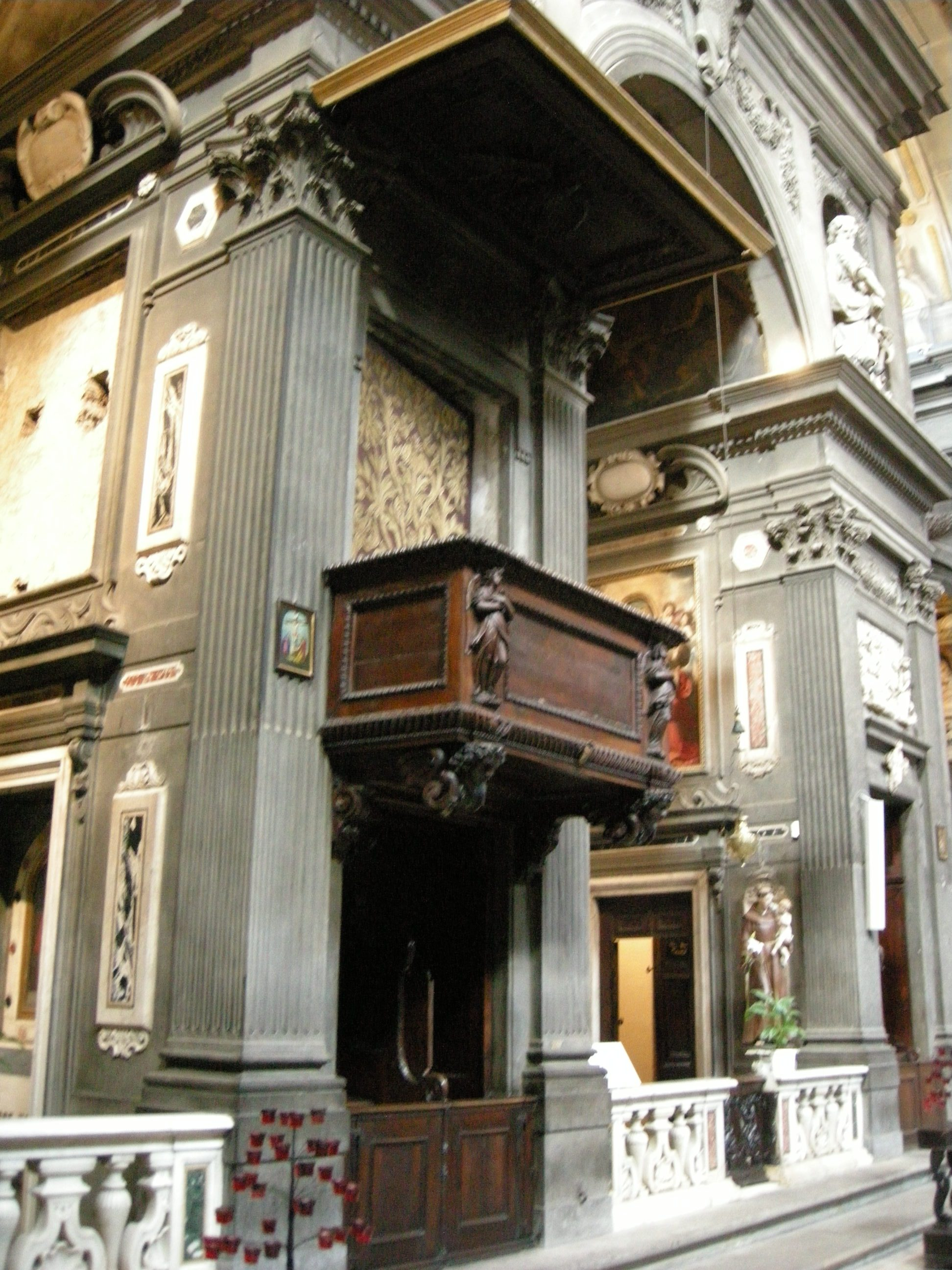
Il pulpito
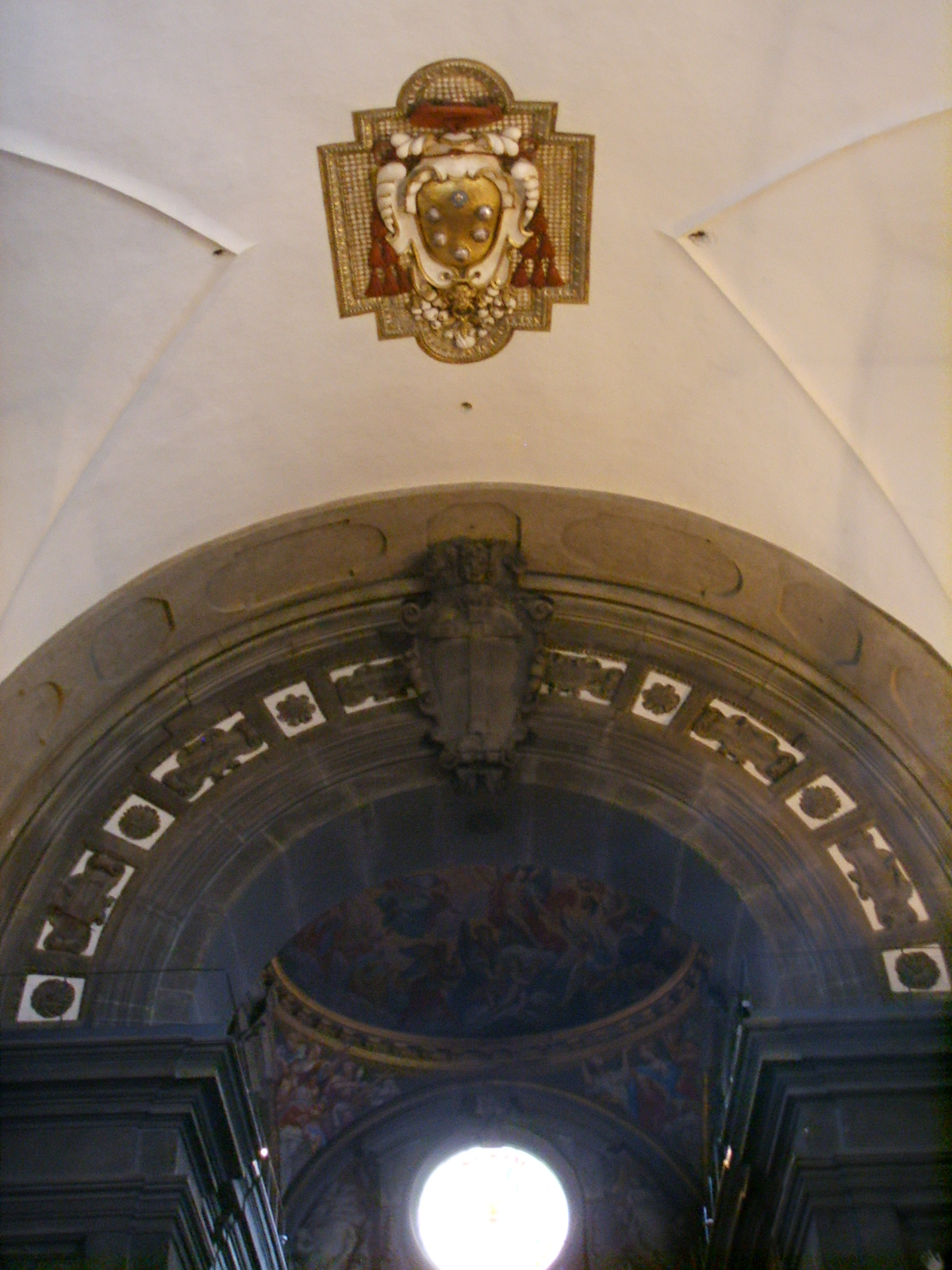
Lo stemma nella volta

#### Ciclo degliApostolieEvangelisti
Nella fascia superiore della navata si dispiega uno dei più importanti cicli scultorei del Seicento fiorentino, con una serie di statue marmoree di Apostoli e Evangelisti a grandezza superiore a quella normale. Al di sotto di ciascuna statua si trovano uno o due rilievi raffiguranti episodi della loro vita, eseguiti da vari artisti.
L'accoppiamento statua-rilievo fu un motivo inedito per Firenze. Prima che tutti i rilievi fossero completati ve ne erano di provvisori in terra imbiancata, sostituiti in seguito da quelli in marmo. Di queste prove resta solo il Martirio di San Simone di Giovan Battista Foggini.
Lato sinistro (dall'altare alla controfacciata)
| Ref | Img | Statua                              | Autore                  | Img | Bassorilievo                                               | Autore                  | Anno |
| --- | --- | ----------------------------------- | ----------------------- | --- | ---------------------------------------------------------- | ----------------------- | ---- |
| 1   |     | San Pietro                          | Giovan Battista Foggini |     | Martirio di san Pietro                                     | Giovan Battista Foggini | 1683 |
| 2   |     | San Giuda Taddeo                    | Giuseppe Piamontini     |     | Martirio di Giuda Taddeo e san Simone                      | Giuseppe Piamontini     | 1698 |
| 3   |     | San Mattia                          | Gioacchino Fortini      |     | Martirio di san Mattia                                     | Gioacchino Fortini      | 1696 |
| 4   |     | San Giovanni Apostolo e Evangelista | Antonio Novelli         |     | (nessuno per la presenza del pulpito)                      |                         | 1640 |
| 5   |     | San Matteo Evangelista              | Antonio Novelli         |     | Martirio di san Matteo                                     | cerchia del Foggini     | 1640 |
| 6   |     | San Bartolomeo                      | Giovan Camillo Cateni   |     | Martirio di san Bartolomeo                                 | Giuseppe Piamontini     | 1698 |
| 7   |     | San Luca Evangelista                | Giovan Camillo Cateni   |     | San Luca ritrae la Madonna col Bambino Predica di san Luca | Giovan Camillo Cateni   | 1693 |

Lato destro (dall'altare alla controfacciata)
| Ref | Img | Statua                | Autore                  | Img | Bassorilievo                                         | Autore                       | Anno |
| --- | --- | --------------------- | ----------------------- | --- | ---------------------------------------------------- | ---------------------------- | ---- |
| 1   |     | San Paolo             | Giovan Battista Foggini |     | Martirio di san Paolo                                | Giovan Battista Foggini      | 1683 |
| 2   |     | San Tommaso           | Giovanni Baratta        |     | Martirio di san Tommaso                              | scultore fiorentino del '700 | 1700 |
| 3   |     | San Filippo           | Bartolomeo Cennini      |     | Martirio di san Filippo                              | scultore toscano             | 1658 |
| 4   |     | San Giacomo Minore    | Lodovico Salvetti       |     | Martirio di san Giacomo                              | scultore toscano             | 1658 |
| 5   |     | Sant'Andrea           | Antonio Novelli         |     | Martirio di sant'Andrea (1774)                       | Giovan Battista Capezzoli    | 1640 |
| 6   |     | San Simone            | Antonio Novelli         |     | Martirio di san Simone                               | Antonio Novelli              | 1640 |
| 7   |     | San Marco Evangelista | Giuseppe Piamontini     |     | San Marco in atto di predicare Martirio di san Marco | Giuseppe Piamontini          | 1693 |

#### Controfacciata
Sulla controfacciata si trova un arco trionfale che ricorda quello dell'altare maggiore. L'oculo ovale che vi si apre riprende quello in facciata solo in parte. Nel registro superiore è presente un maestoso organo costruito nel 1820 dal pistoiese Benedetto Tronci, che inglobò la struttura dell'organo seicentesco di Antonio Colonna. L'impianto scenografico con le lesene e il timpano in finta pietra fa parte della cassa di risonanza dell'organo stesso e fa parte dell'intervento ottocentesco. Anche la balaustra lignea in finto marmo risale alla stessa epoca.
La parte inferiore presenta, attorno al portale centrale inquadrato da colonne, quattro armadi murati e due acquasantiere scolpite del 1640, opera di Domenico Pieratti raffigurante due putti sorridenti che sostengono le vasche da una nuvoletta di marmo.

#### Altare maggiore

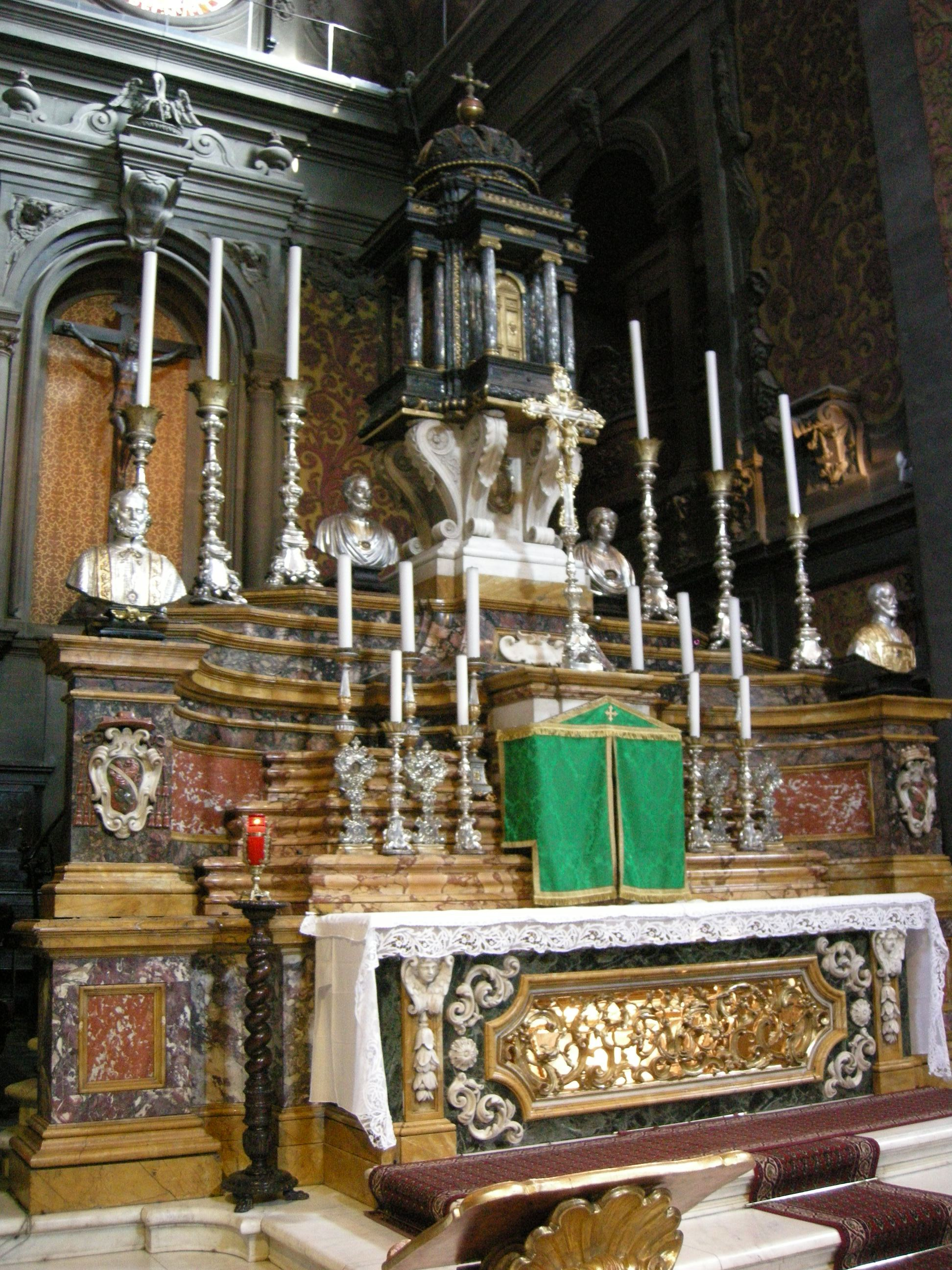
L'altare maggiore

Posto su un piano rialzato di pochi gradini e separato dalla navata da una balaustra (1669), l'altare maggiore venne consacrato il 29 agosto 1649 alla presenza del cardinale Carlo de' Medici, anche se l'aspetto attuale risale al rinnovamento del 1675. Composto da uno stupefacente accostamento di marmi pregiati, fu disegnato da Pierfrancesco Silvani: un fondale concavo culmina con un imponente ciborio d'argento, unico resto dell'apparato monumentale offerto dalla famiglia Torrigiani in occasione della canonizzazione di san Gaetano, e opera dell'orafo fiorentino Benedetto Petrucci. Tra i marmi usati vi sono il Rosso di Francia, il Lapislazzuli, il Verde Greco, il Giallo di Siena, il Giallo Antico di Numidia, ecc. Ai lati dell'altare sono presenti gli stemmi del cardinale Domenico Maria Corsi e del marchese Giovanni Corsi (i Corsi erano un'altra famiglia nobiliare con un palazzo in via de' Tornabuoni).
Alla base dell'altare, sotto la fastosa grata in legno dorato, sono custodite le reliquie dei santi Mario e Maria, figure oscure trasportate dalle catacombe di San Callisto nel 1615 su iniziativa della granduchessa Cristina di Lorena.

#### Il coro

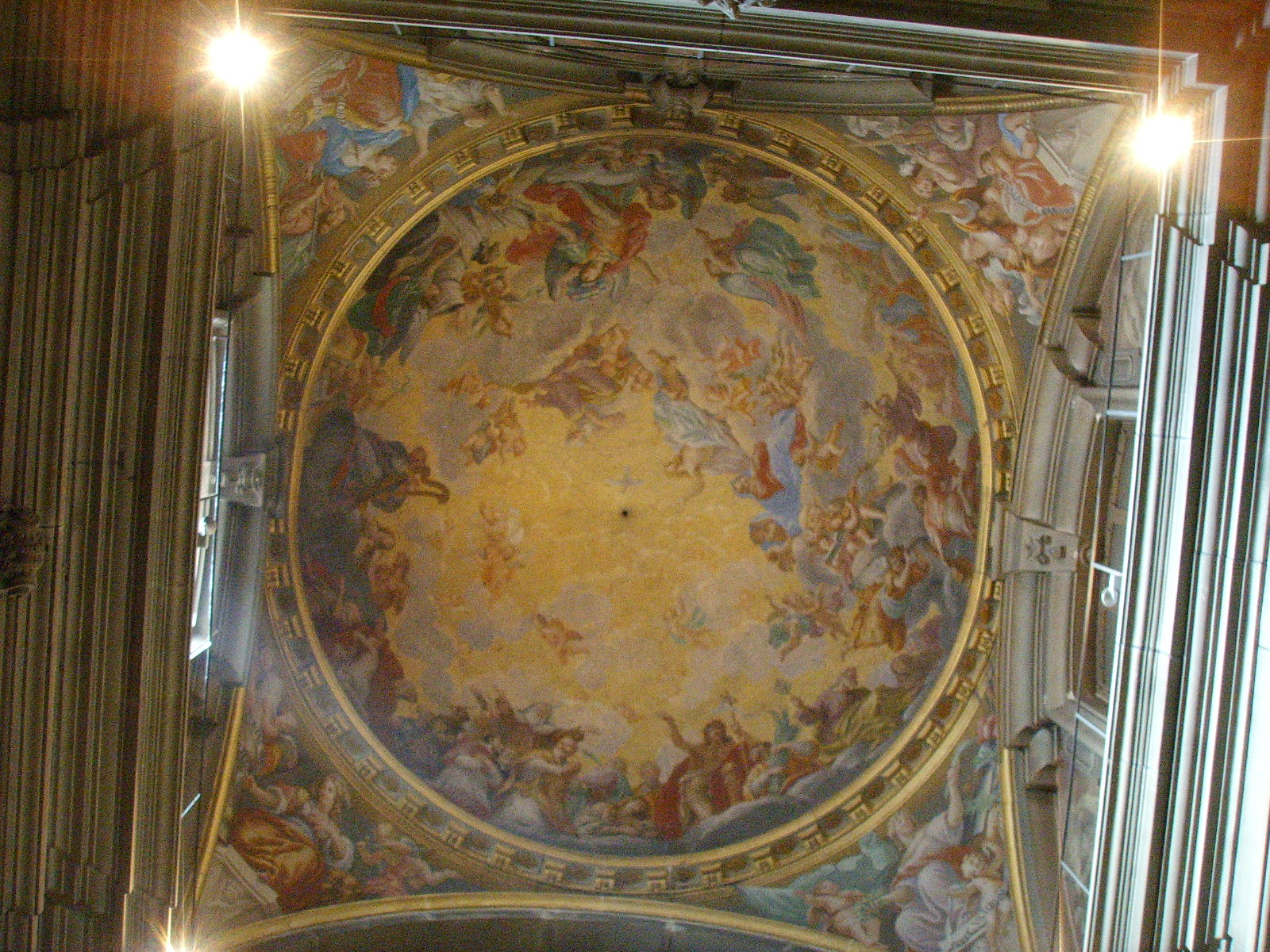
La cupola affrescata nel coro

Il coro si trova dietro l'altare maggiore ed è composto da un vano a base quadrata coperto da cupola. Venne completato nel 1630. La bicromia bianco/nero è qui smorzata dai fastosi parati fissi (realizzati tra la fine del Seicento l'inizio del Settecento) e dagli affreschi. Gli stalli lignei (in noce), attribuiti alla bottega di Jacopo Sani, sono distribuiti in due file ad altezze scalari e sono decorati da testine angeliche.
Al della parete centrale è collocato il grande Crocifisso bronzeo capolavoro di Francesco Susini, dono di Don Lorenzo de' Medici. Curiosamente raffigura il Cristo in posa spirante (prima di morire, quindi con quattro piaghe, senza la ferita nel costato), una iconografia vietata dal cofondatore dei Teatini Paolo IV Carafa, la cui proibizione però un secolo dopo era ormai caduta nel dimenticatoio. Il crocifisso è collocato in una nicchia sormontata da un pellicano simbolico, che, al pari di Cristo, si credeva si squarciasse il petto per offrire le proprie carni per nutrire la nidiata.
La cupola venne affrescata da Filippo Maria Galletti con la Gloria di san Gaetano presentato alla Trinità dall'arcangelo Michele, mentre nei pennacchi si trovano quattro allegorie: Abbondanza, Carità, Fortezza e Vittoria.
Ai due lati del coro, entro due serliane originariamente adibite a cantorie, si trova l'organo a canne Mascioni opus 457, costruito nel 1933.

#### Cappelle laterali

##### Cappelle di destra

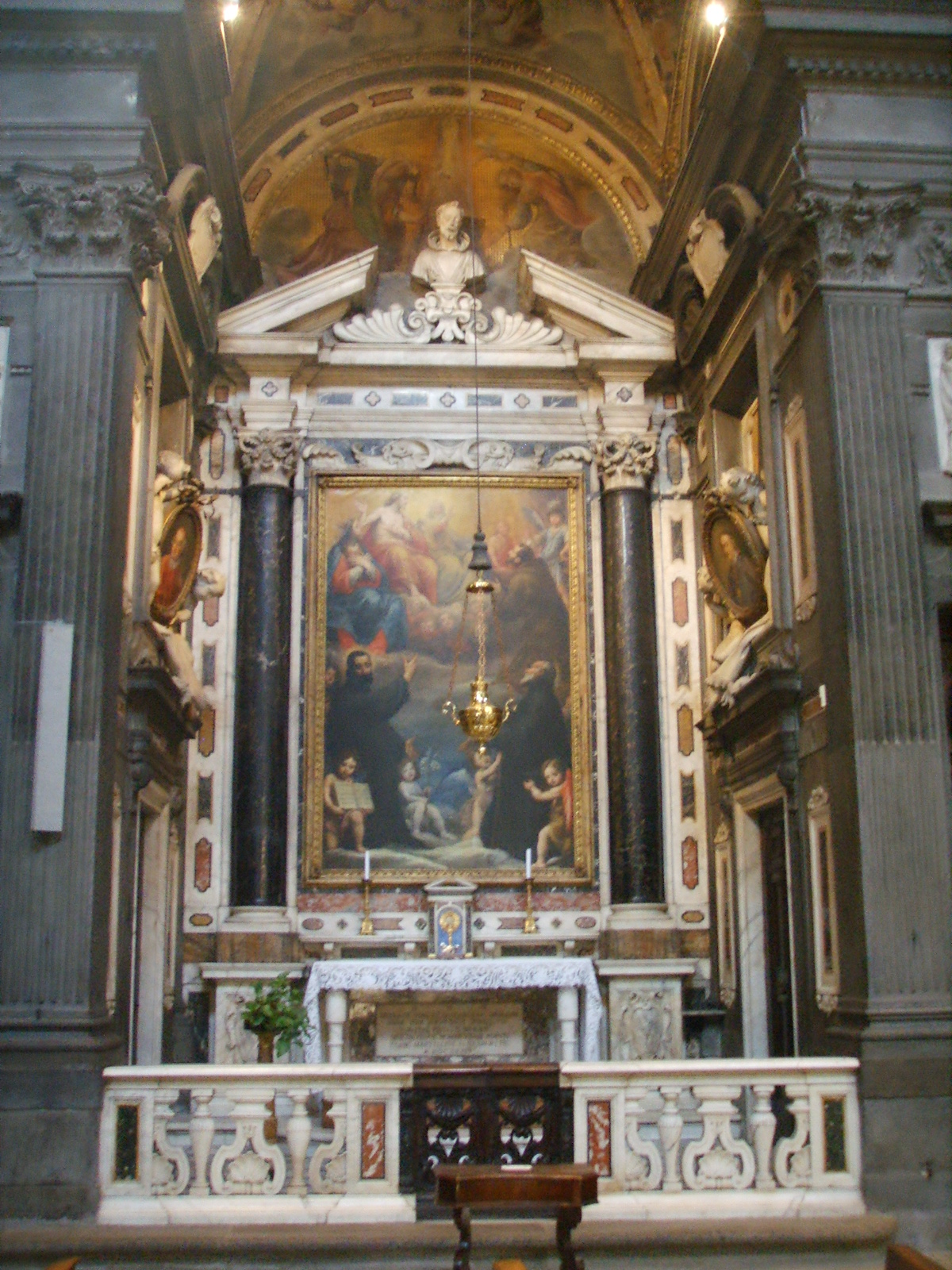
La Cappella Martelli

A partire dalla controfacciata si incontrano:
Cappella del Rosso
Dedicata a Sant'Andrea Apostolo, venne decorata da Ottavio Vannini. Nella volta affrescò tra gli stucchi dorati un Cristo in Gloria e gli erano state commissionate anche le tele laterali (San Giovanni che indica il Cristo a Sant'Andrea e la Vocazione di Sant'Andrea e San Pietro), ma morì nel 1643, così vennero completate dal suo allievo Antonio Ruggieri. A quest'ultimo si deve anche l'antica pala d'altare con il Martirio di Sant'Andrea, oggi spostata nella Cappella Antinori poiché sostituita con la Madonna col Bambino di Andrea della Robbia (1470-1480), già proveniente dall'antica chiesa. Nel timpano d'altare il busto della vergine è di Antonio Novelli (1642). Notevoli sono anche gli sportelli lignei della balaustra, con racemi vegetali intagliati che racchiudono le iniziali di Andrea Apostolo. 

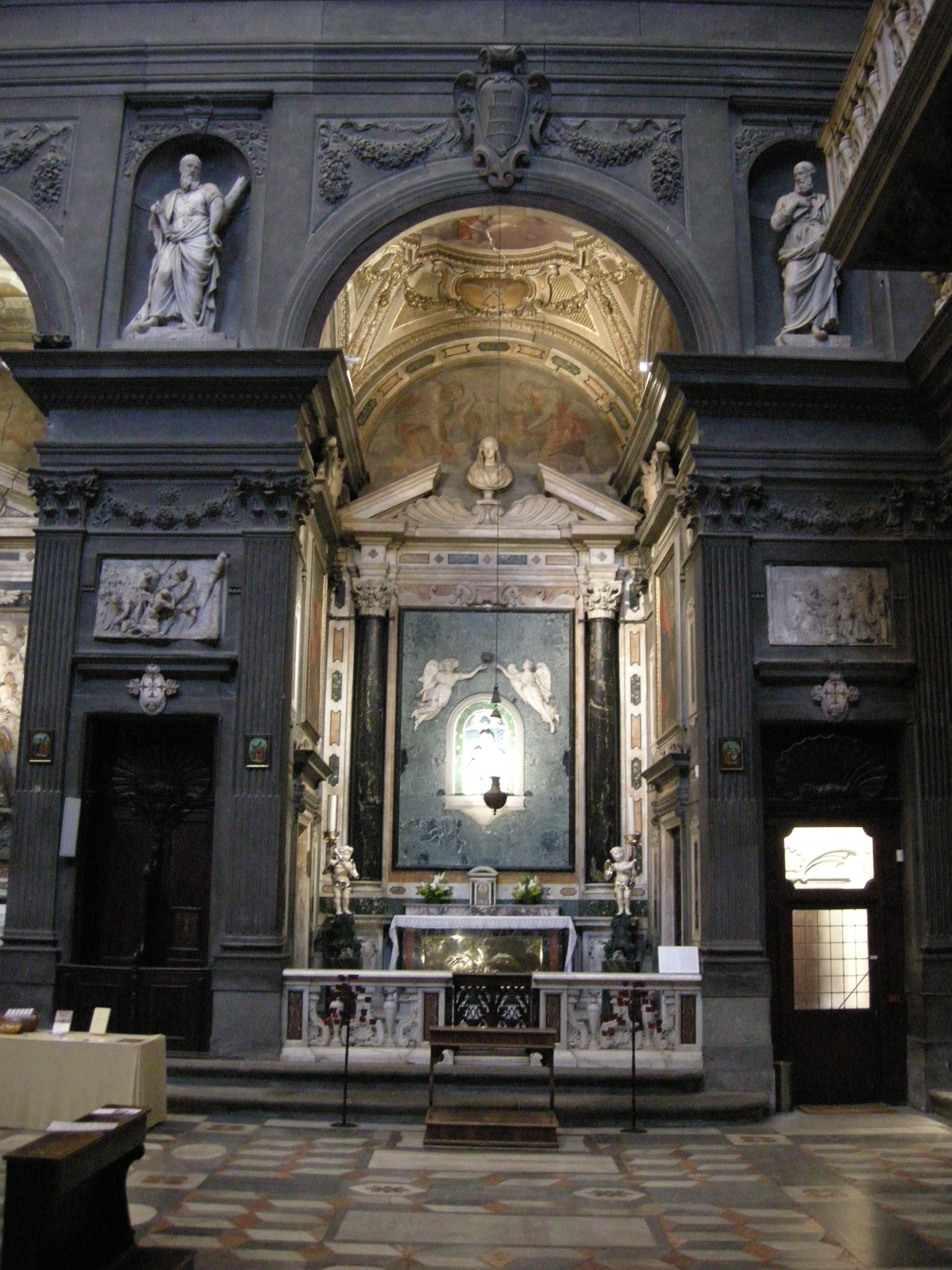
Cappella del Rosso
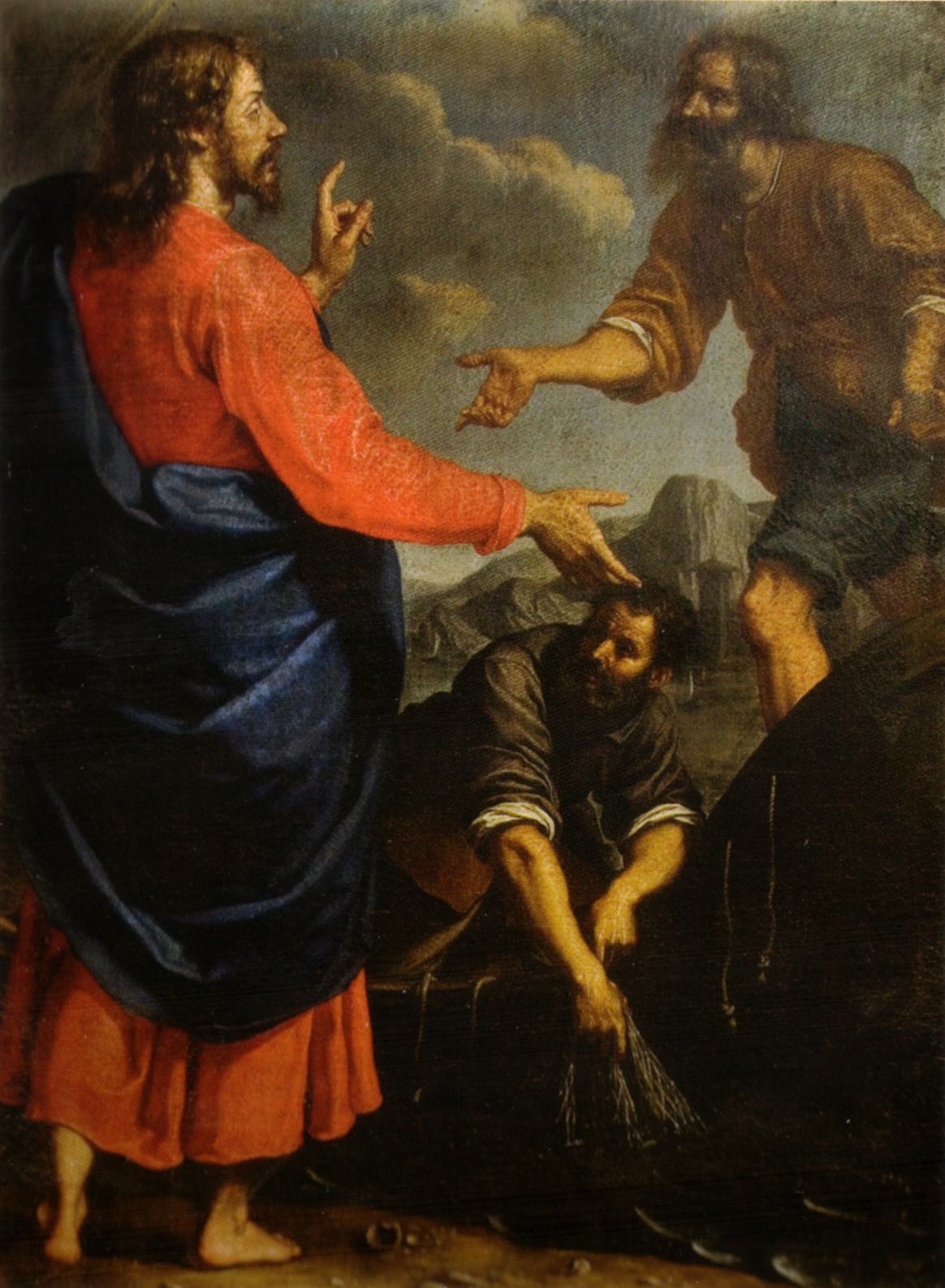
Ottavio Vannini, Vocazione di Sant'Andrea e San Pietro
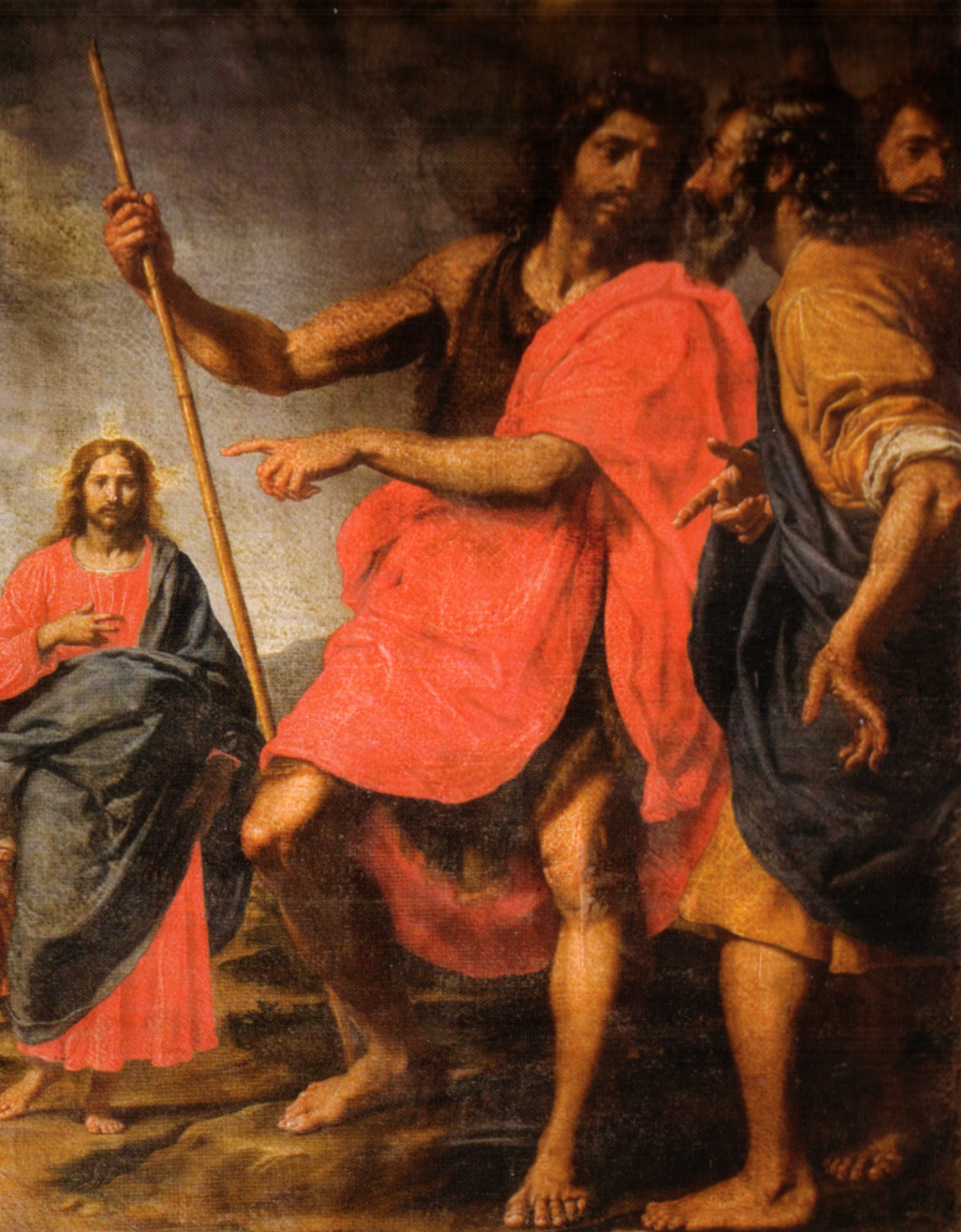
Ottavio Vannini, San Giovanni che indica il Cristo a Sant'Andrea
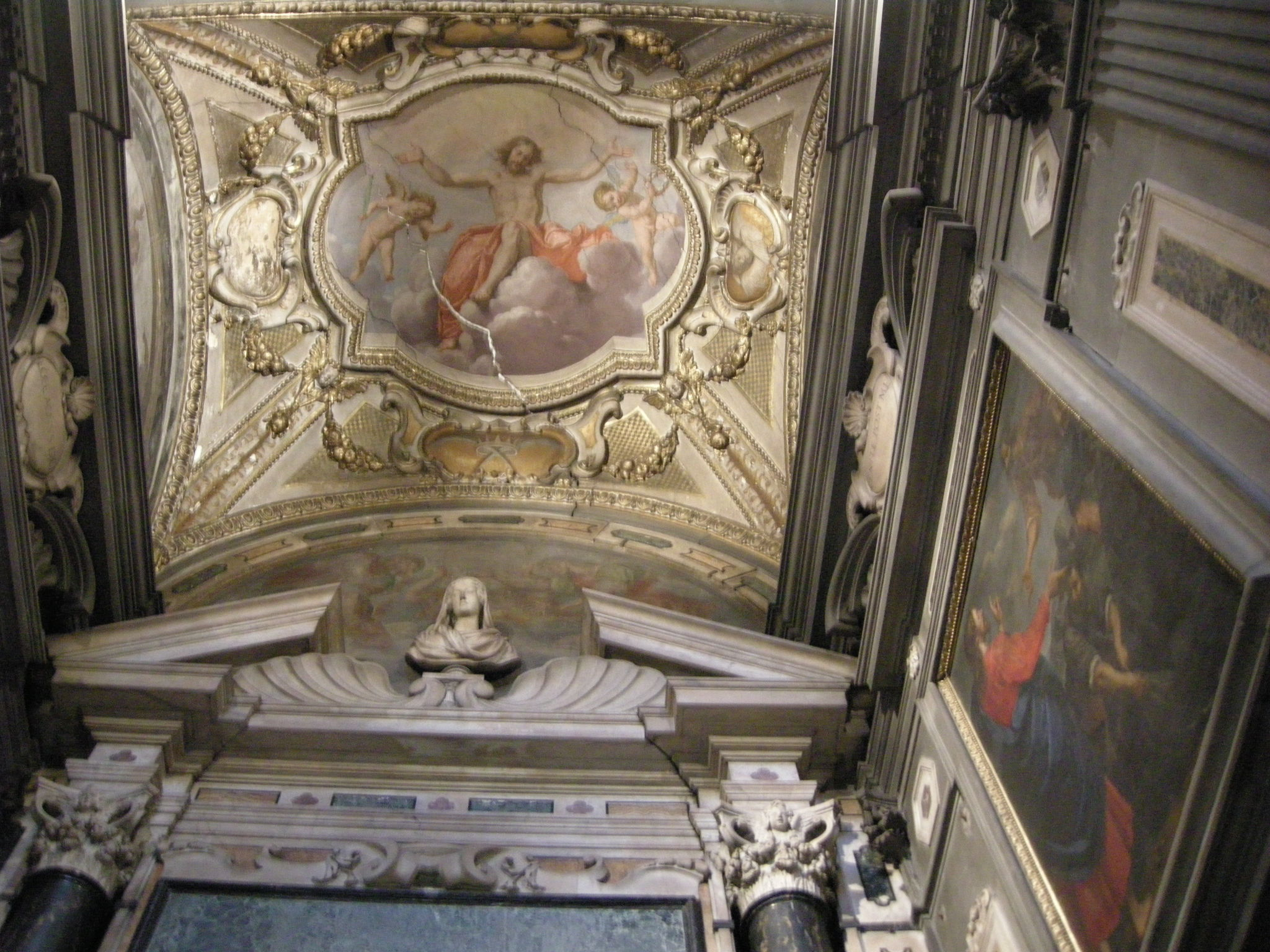
Il soffitto

Cappella Mazzei
Dedicata all'Arcangelo Michele, venne decorata a partire dal 1634. Angelo Michele Colonna realizzò gli affreschi della Trinità in gloria nella cupoletta - con effetti illusionistici - Angeli nelle lunette laterali e Annunciazione  in quella centrale. Jacopo Vignali dipinse invece le tele, con il trittico della Liberazione di San Pietro, l'Apparizione di un angelo a San Giovanni Evangelista a Patmos e San Michele che libera le anime del Purgatorio, quest'ultima spostata nel 1928 nella Cappella Tornaquinci e sostituita dalla terracotta policroma novecentesca con l'Apparizione del Sacro Cuore a Santa Margherita Maria Alacoque.

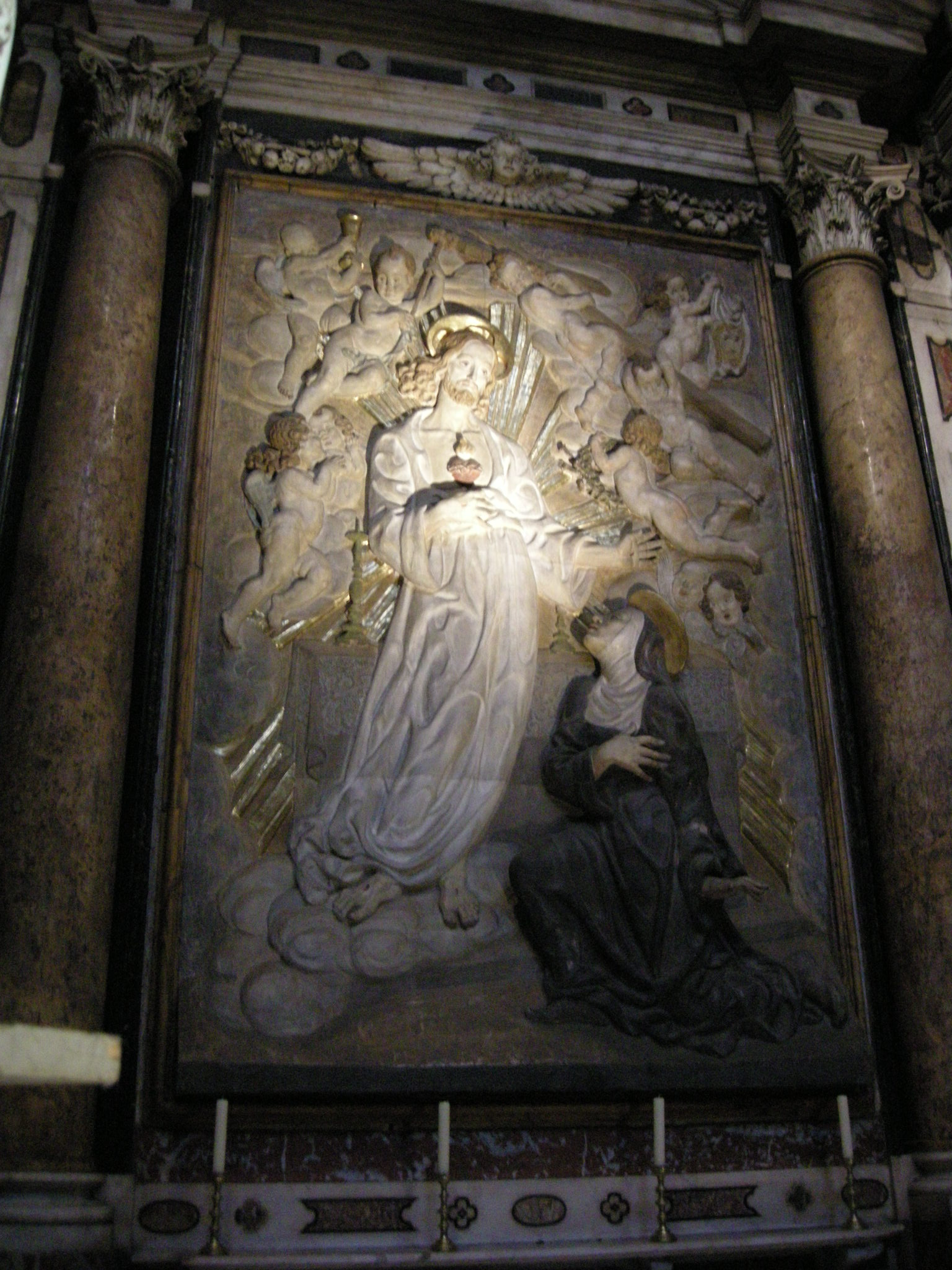
Apparizione del Sacro Cuore a Santa Margherita Maria Alacoque
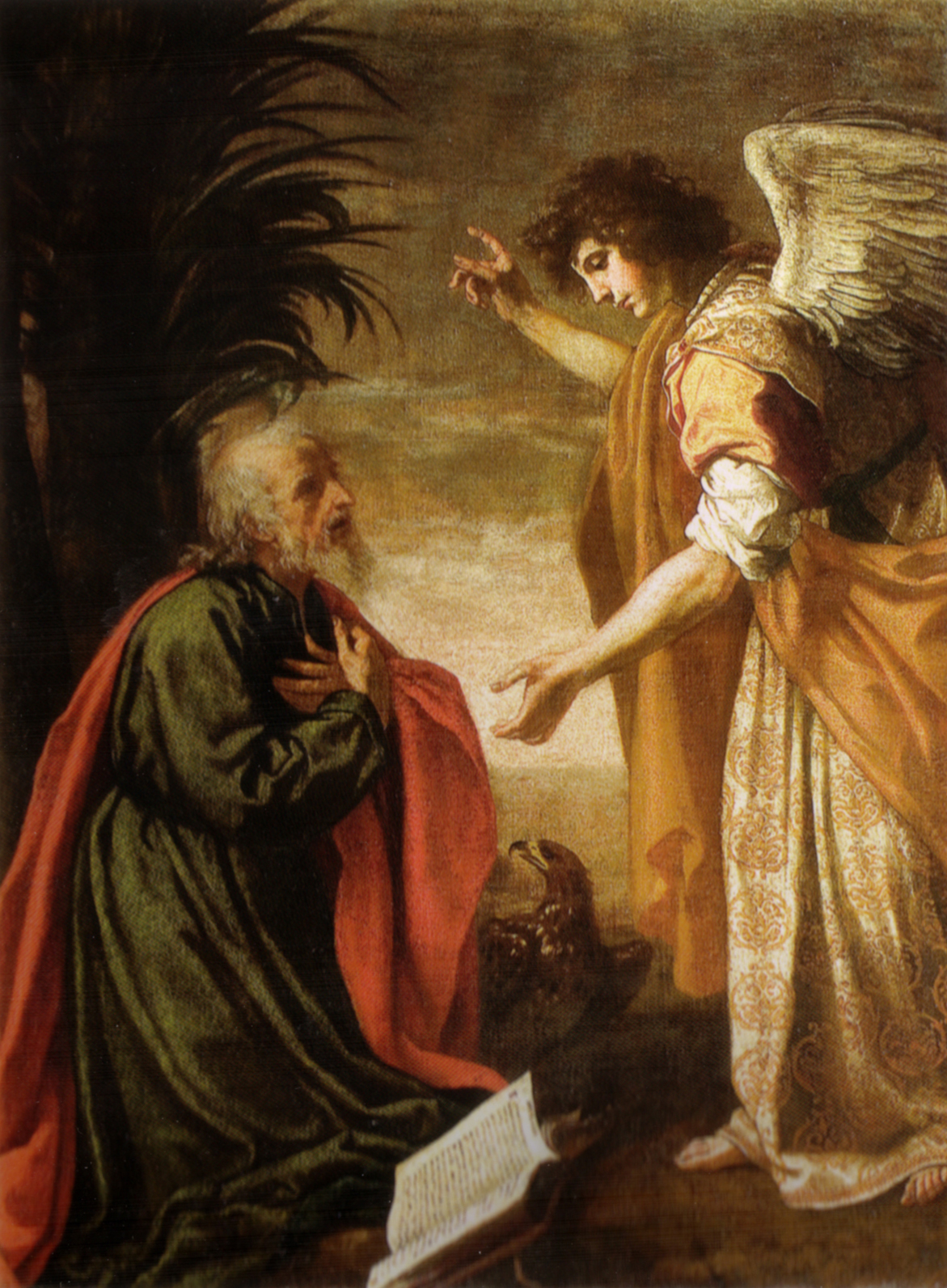
Jacopo Vignali, San Giovanni evangelista a Patmos
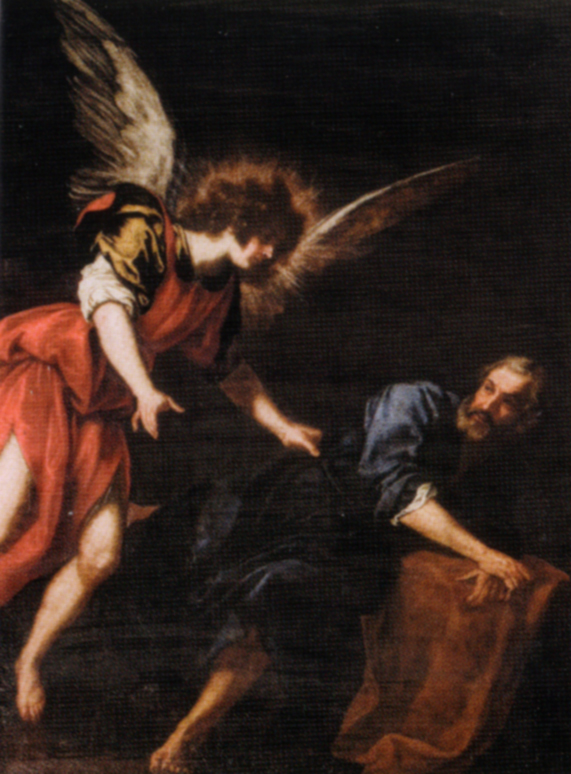
Jacopo Vignali, Apparizione di san Pietro
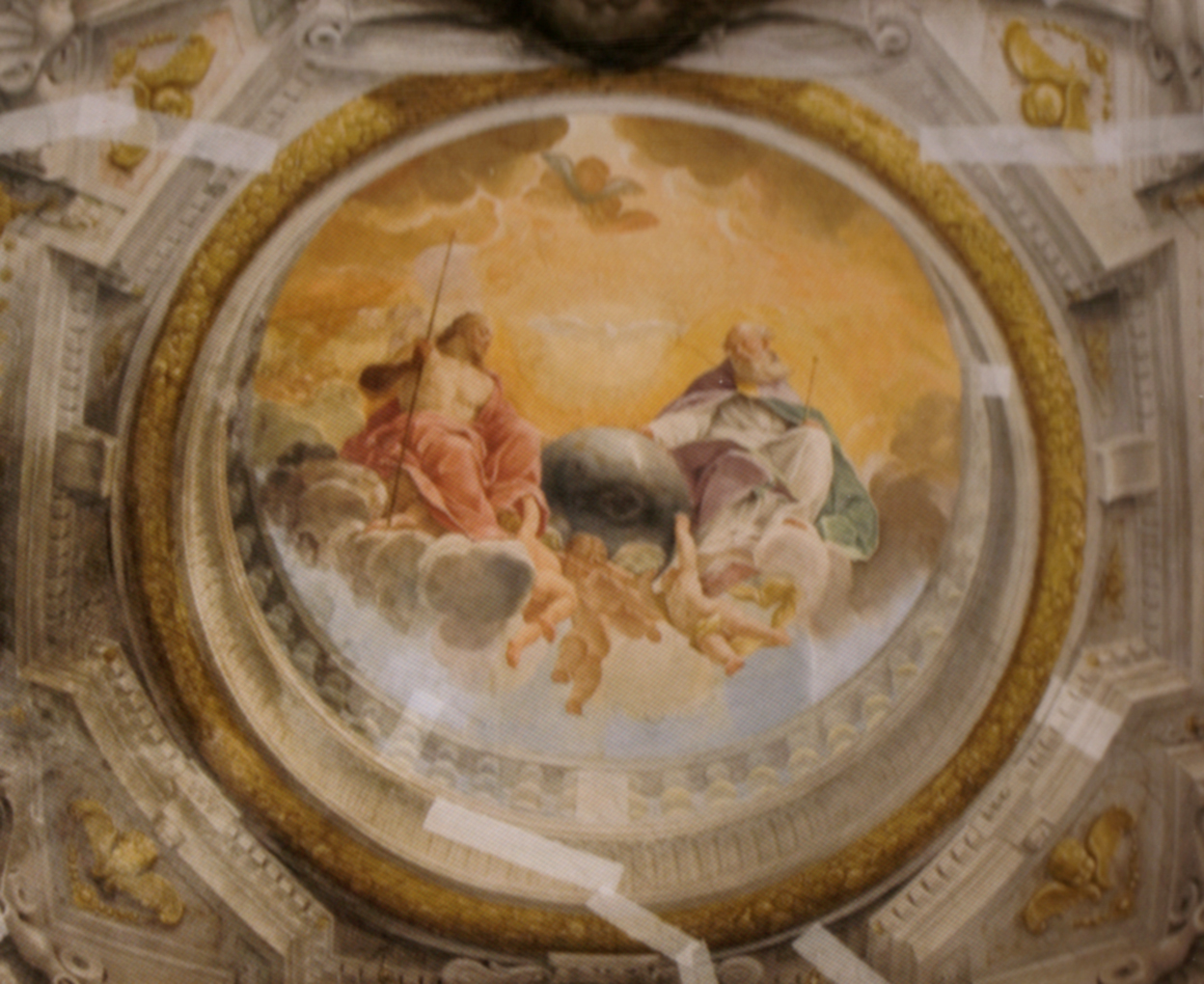
Angelo Michele Colonna, Trinità in gloria

Cappella Martelli

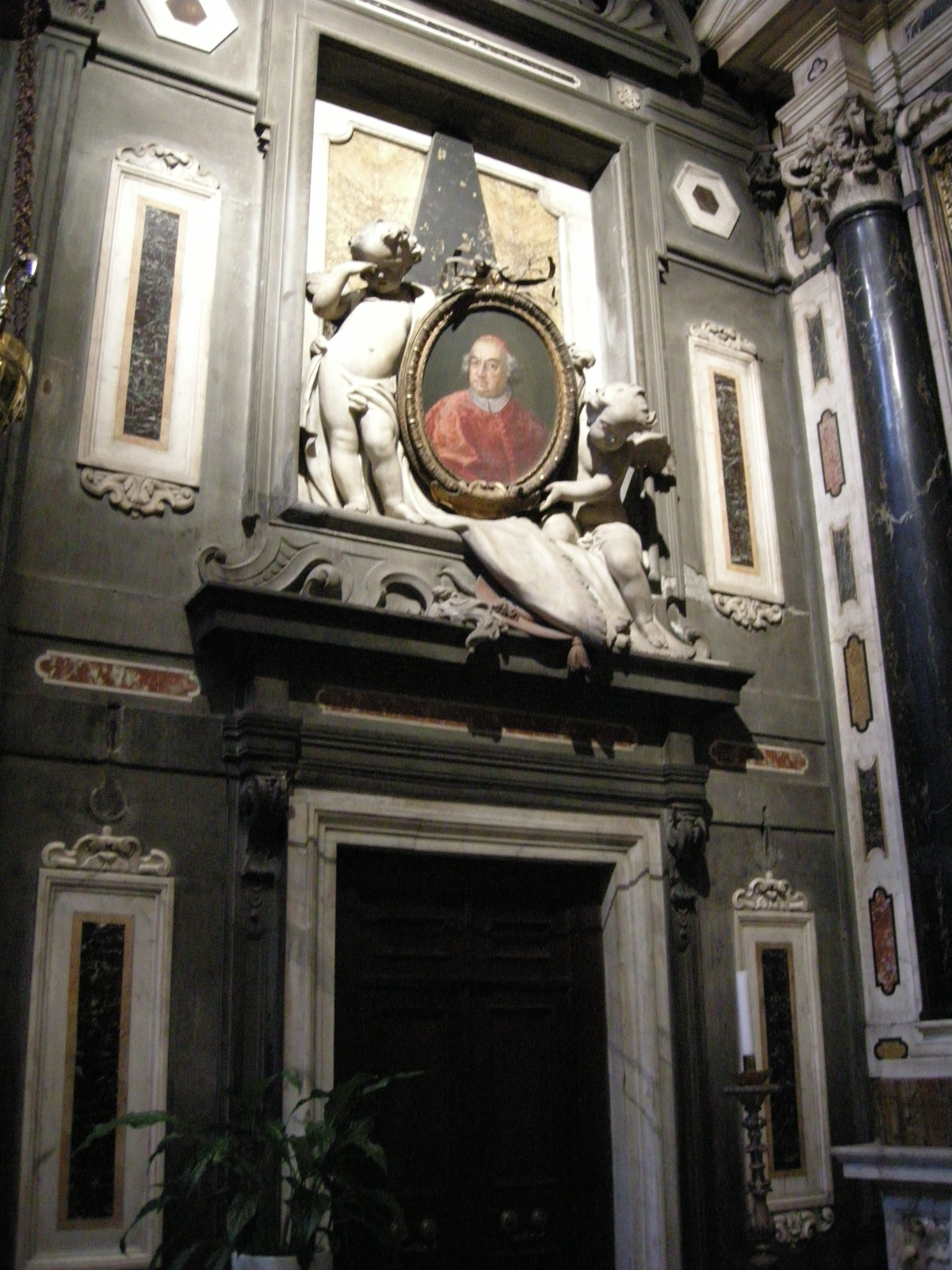
Tomba del cardinale Francesco Martelli

La famiglia Martelli dedicò la propria cappella a più santi: oltre ai titolari della chiesa, a Sant'Andrea Avellino, San Giovanni Battista, l'Immacolata e San Francesco: essi sono tutti raffigurati nella pala d'altare di Matteo Rosselli (1640). Nel timpano d'altare una rara opera scultorea dell'architetto Malavisti, con un busto di San Francesco, del 1635. Sulle pareti laterali si trovano due monumenti funerari a due importanti figure religiose della famiglia: il cardinale Francesco Martelli e l'arcivescovo di Firenze Giuseppe Maria Martelli, realizzati nel 1750 dallo scultore di origine fiamminga Franz Janssens. I due ritratti entro medaglioni su piramidi scure e sorretti da putti sono dei micro-mosaici eseguiti a Roma, che danno l'idea di essere dipinti. Nella parte alta sono presenti pitture di Sigismondo Coccapani con le Allegorie dell'Obbedienza e della Povertà nella lunetta centrale (affresco), Predicazione di San Vincenzo Ferrer e Prigionia di San Vincenzo a Saragozza su quelle laterali (tele) e una Immacolata accolta dall'Eterno Padre nella volta (affresco).

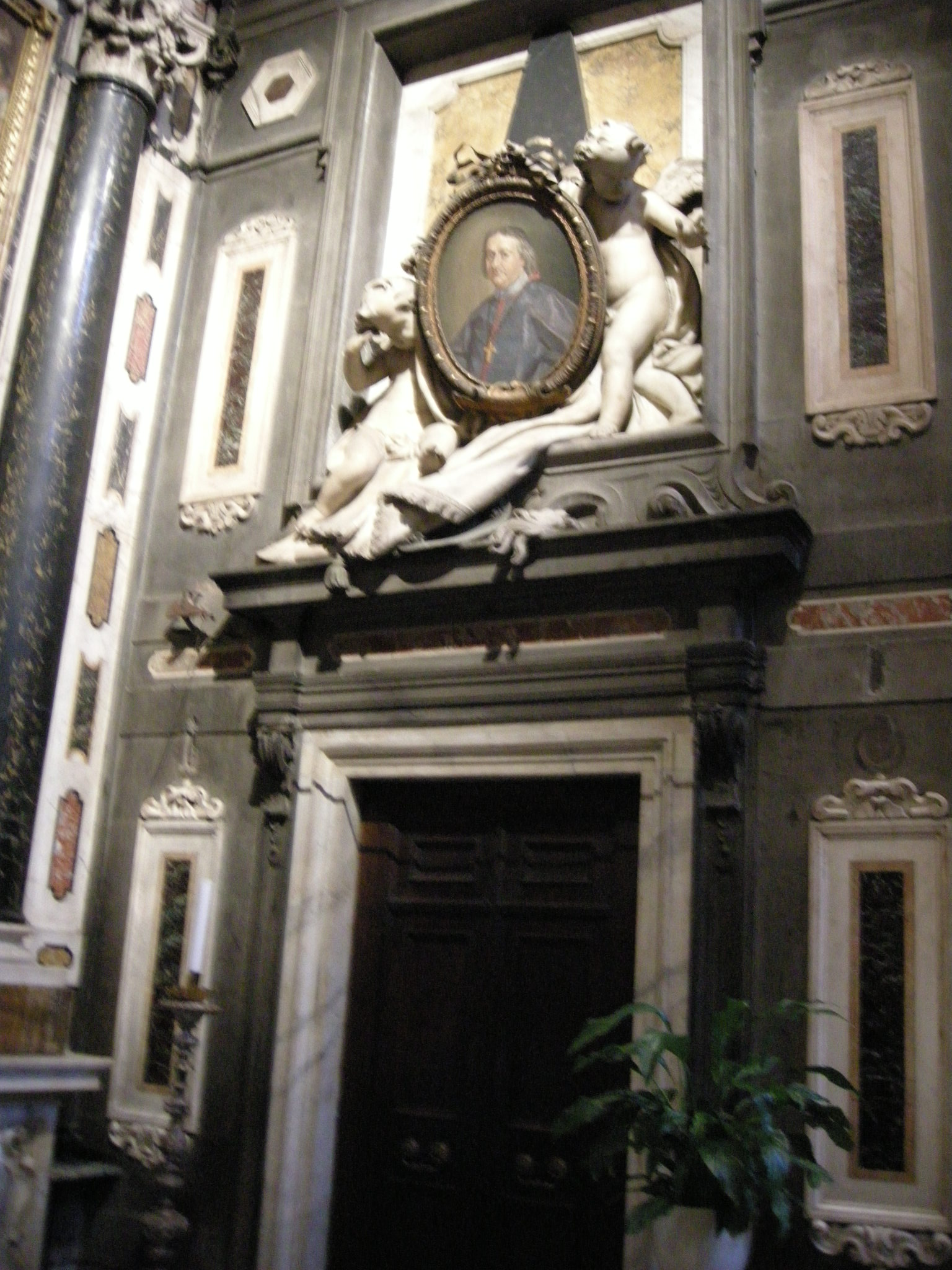
Tomba dell'arcivescovo Giuseppe Maria Martelli
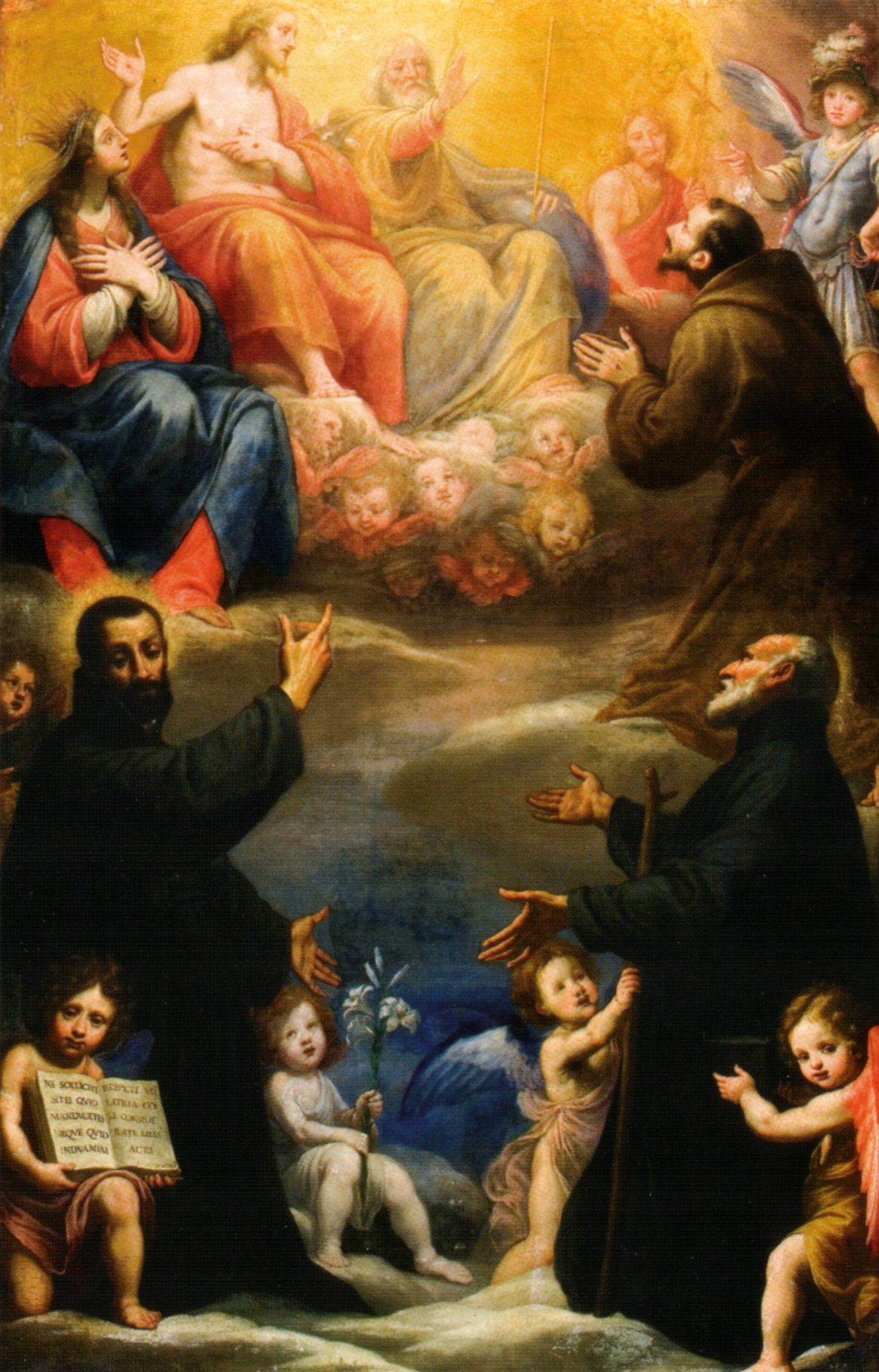
Matteo Rosselli, Santi adoranti la Trinità e la Madonna
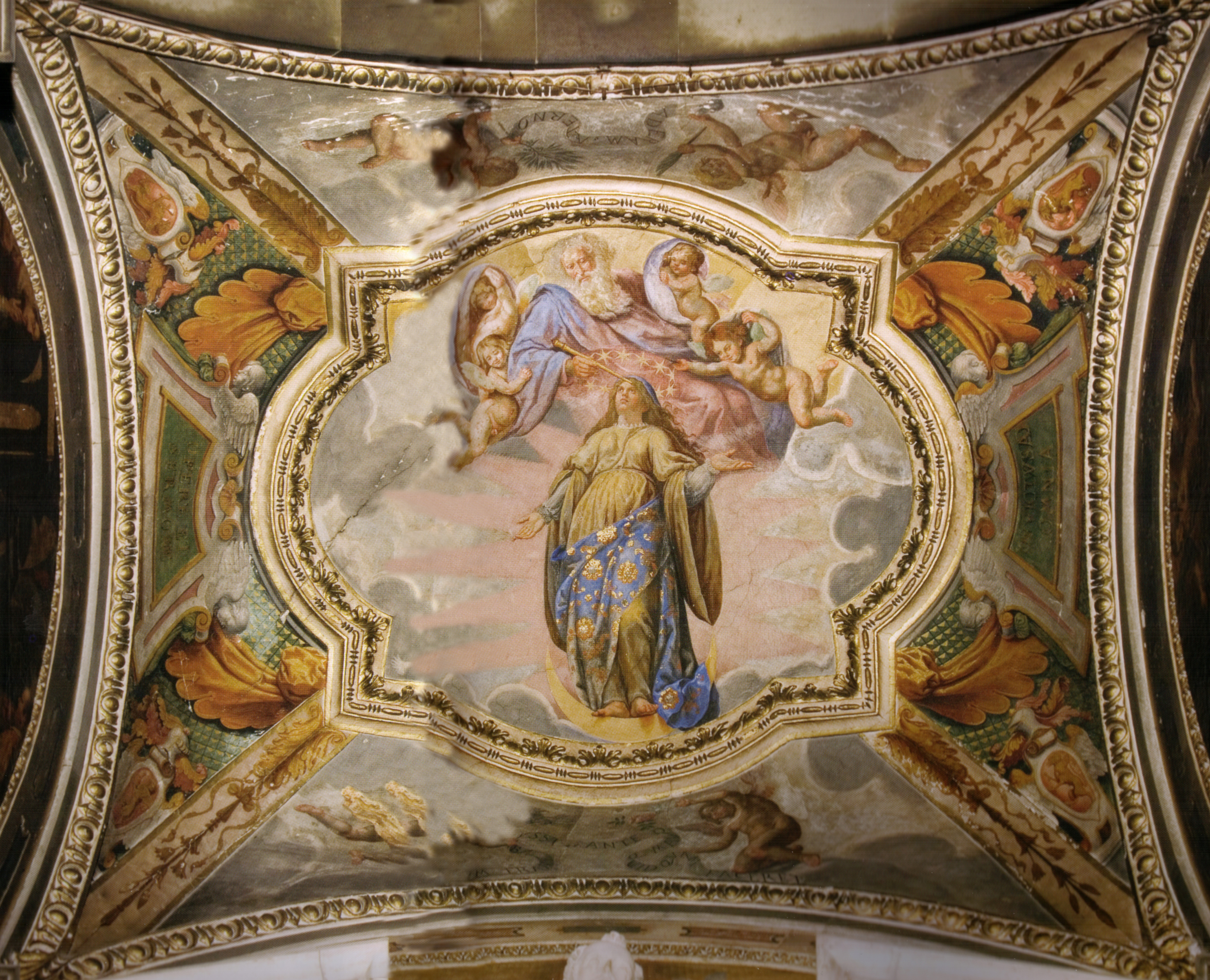
Sigismondo Coccapani, L'Immacolata e l'Eterno tra angeli
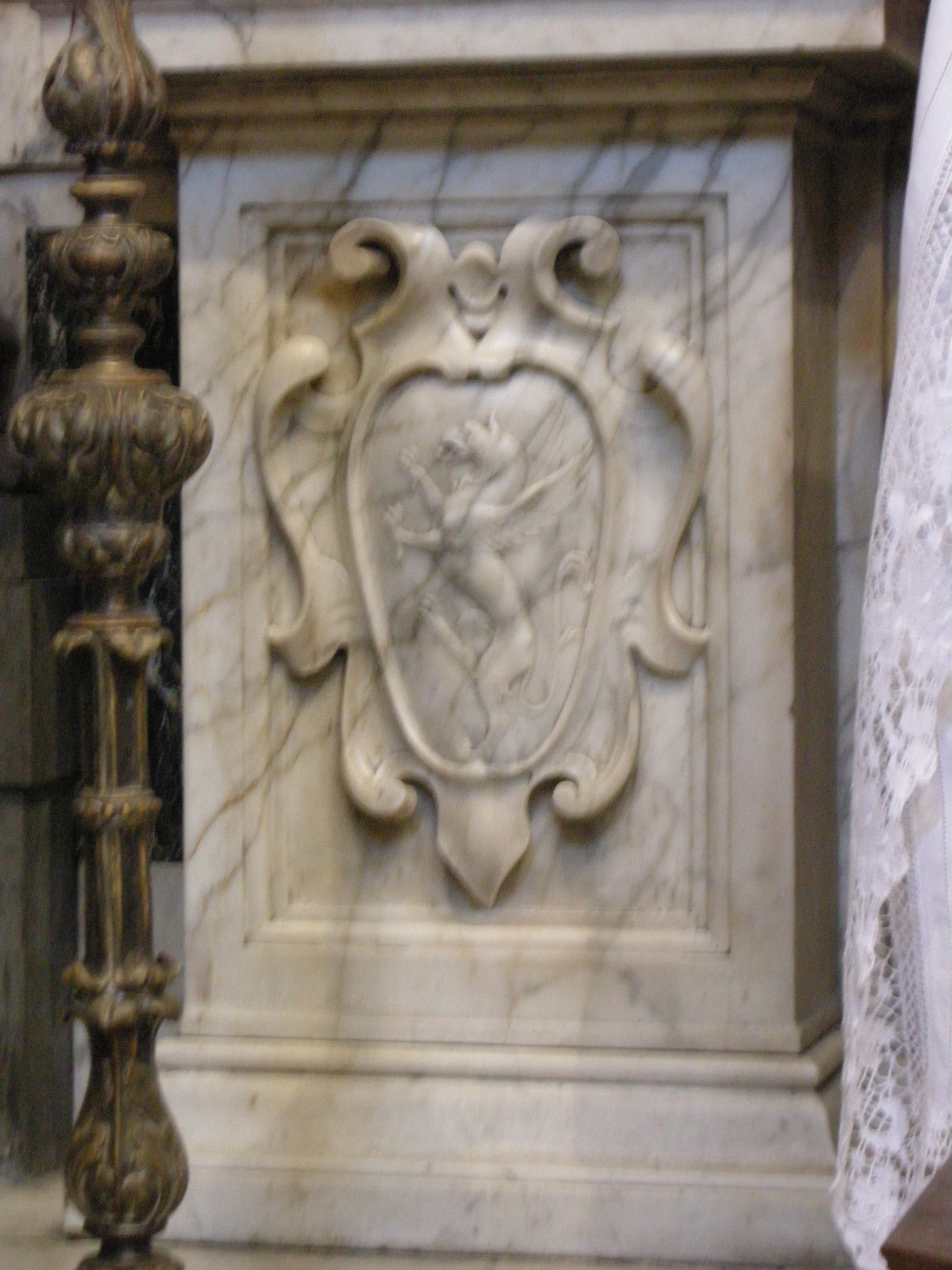
Stemma Martelli

##### Cappelle di sinistra
Dalla contro facciata all'altare.
Cappella Tornaquinci

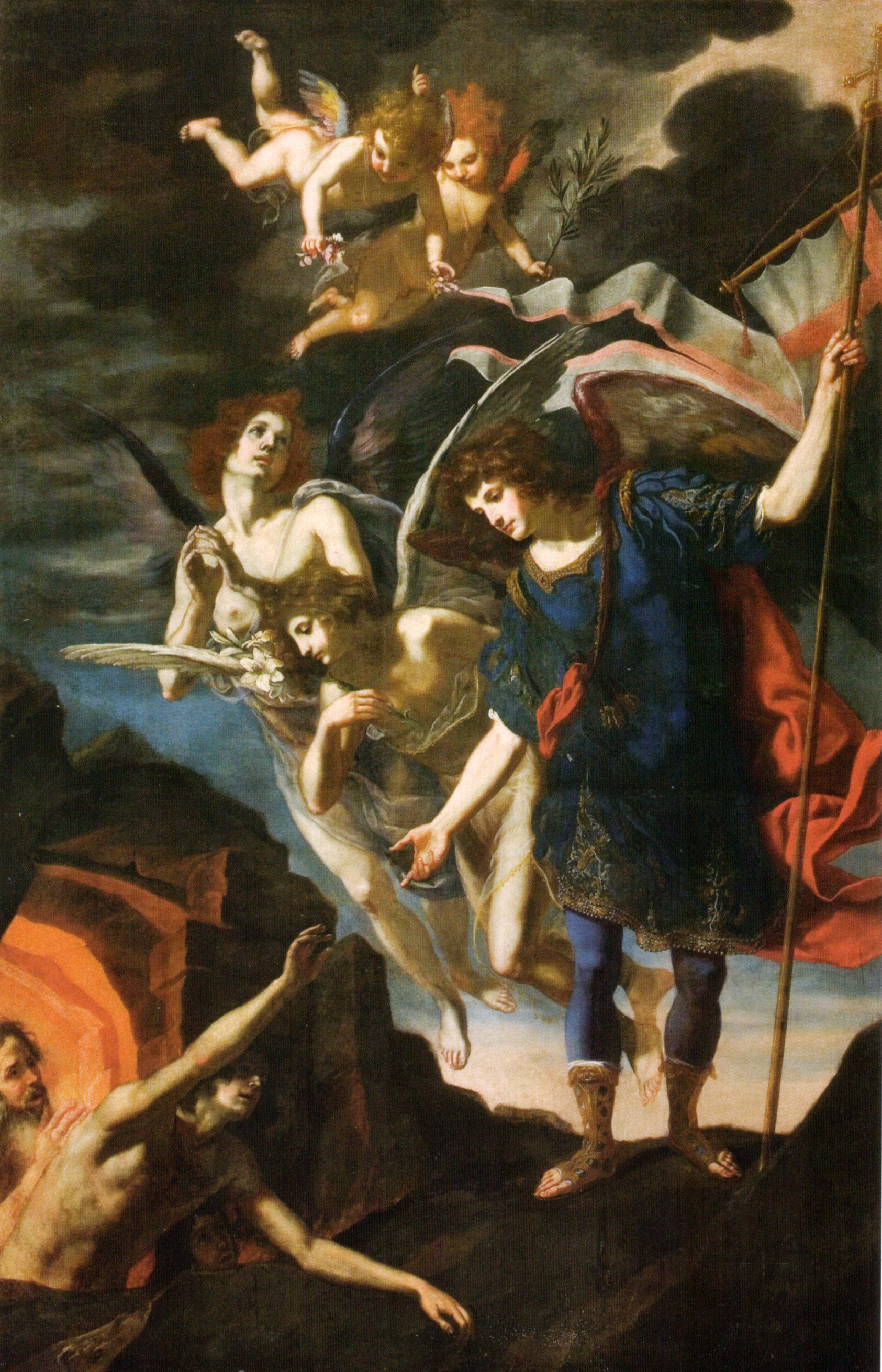
Jacopo Vignali, San Michele Arcangelo libera le anime del purgatorio, Cappella Tornaquinci

I Tornaquinci o Tornabuoni possedevano il grandioso palazzo a destra della chiesa. Dedicarono questa cappella di loro patronato fino al 1766 (poi passò agli Albergotti) a san Zanobi e i suoi diaconi Eugenio e Crescenzio. La decorazione originaria è andata dispersa; ne fa parte per esempio l'Immacolata settecentesca di Giacinto Fabbroni, oggi nella Cappella Antinori, e forse la tela di Filippo Maria Galletti oggi in deposito in attesa di restauro. Nel 1928 vi venne collocata la luminosa pala di Jacopo Vignali con San Michele Arcangelo che libera le anime del Purgatorio, facente parte del trittico della Cappella Mazzei. I due monumenti funebri ai lati vennero fatti erigere dagli Albergotti nel 1772 e sono dedicati a Marcellino Albergotti Beltrami, vescovo di Arezzo morto nel 1249, e a Francesco Albergotti, militare e senatore fiorentino. Gli stucchi nella volta sono attribuiti a Giovan Battista Ciceri (1698 circa) e incorniciano gli affreschi del galletti: Angeli e allegorie di Carità e Fortezza a destra, Angeli e allegorie di Pace e Mansuetudine a sinistra.

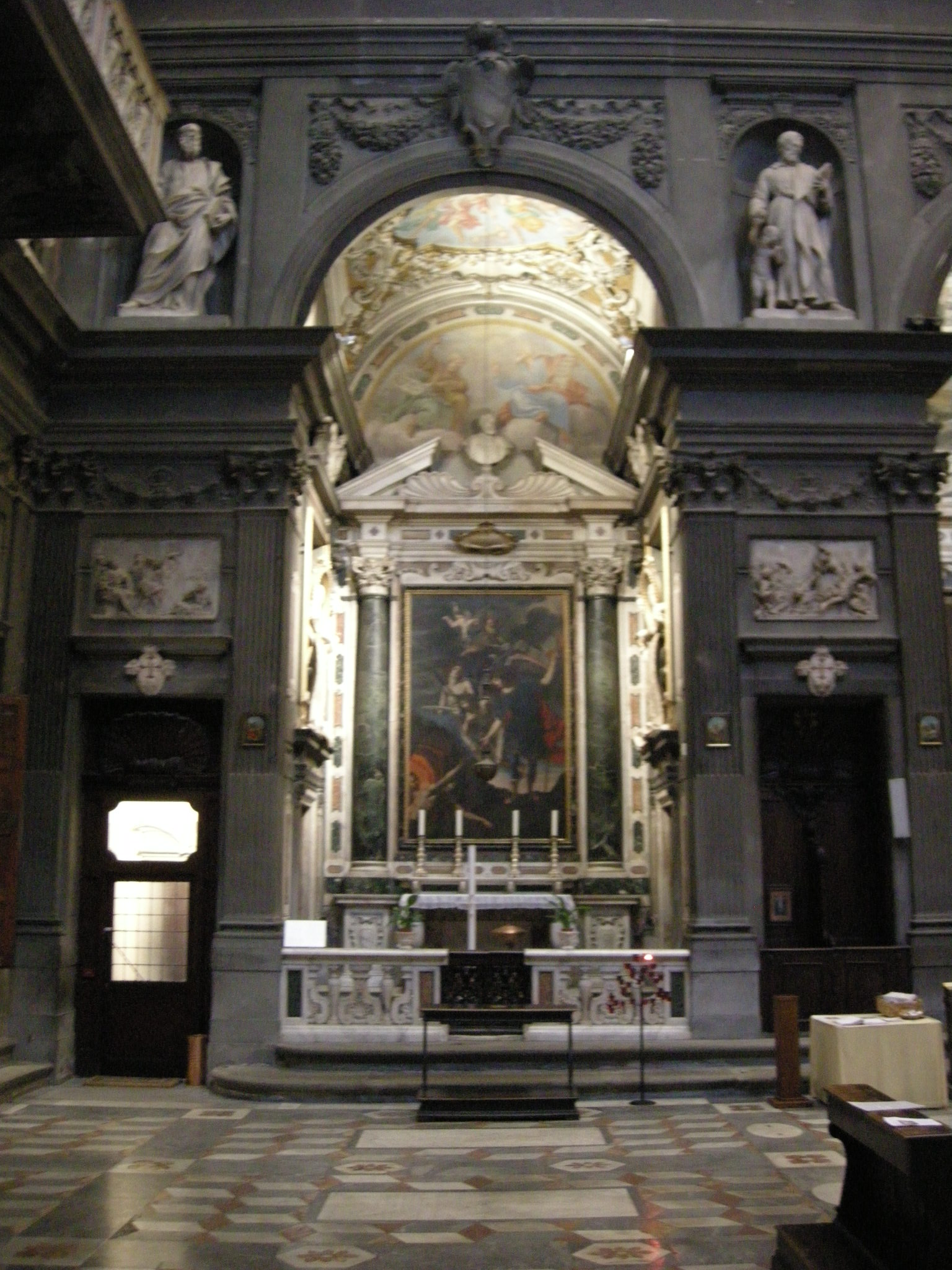
Cappella Tornaquinci
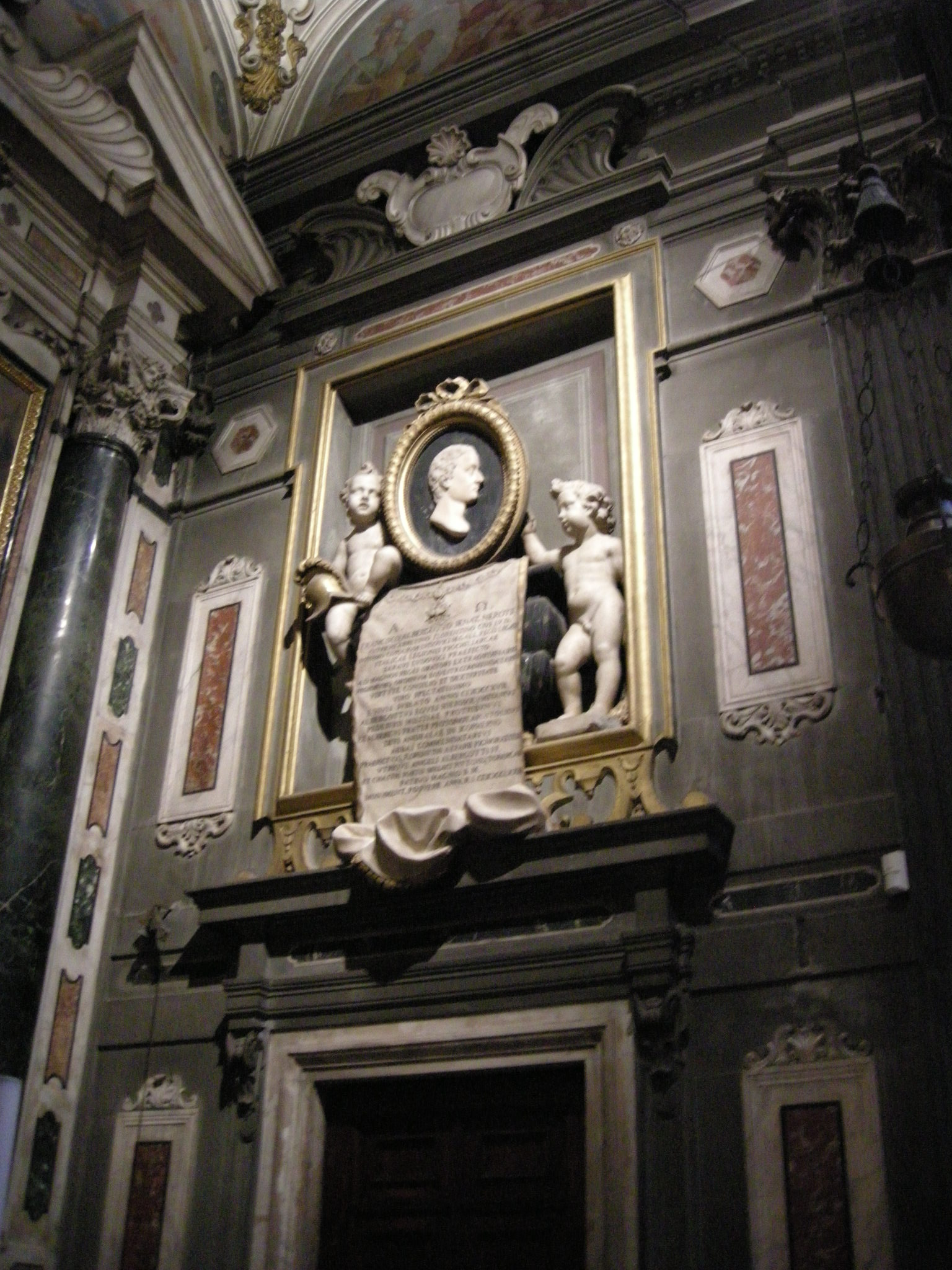
Monumento a Francesco Albergotti
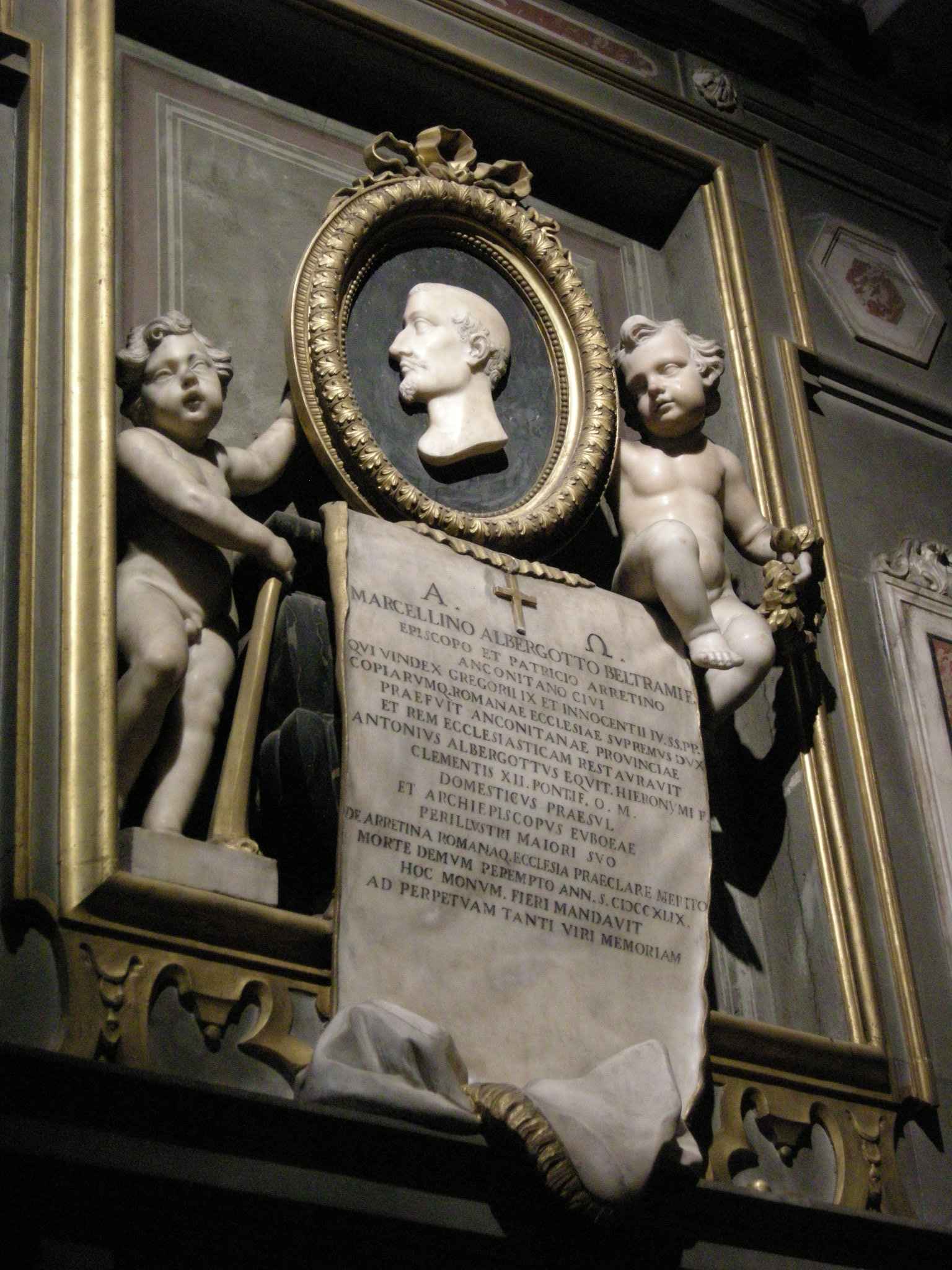
Monumento a Marcellino Albergotti Beltrami
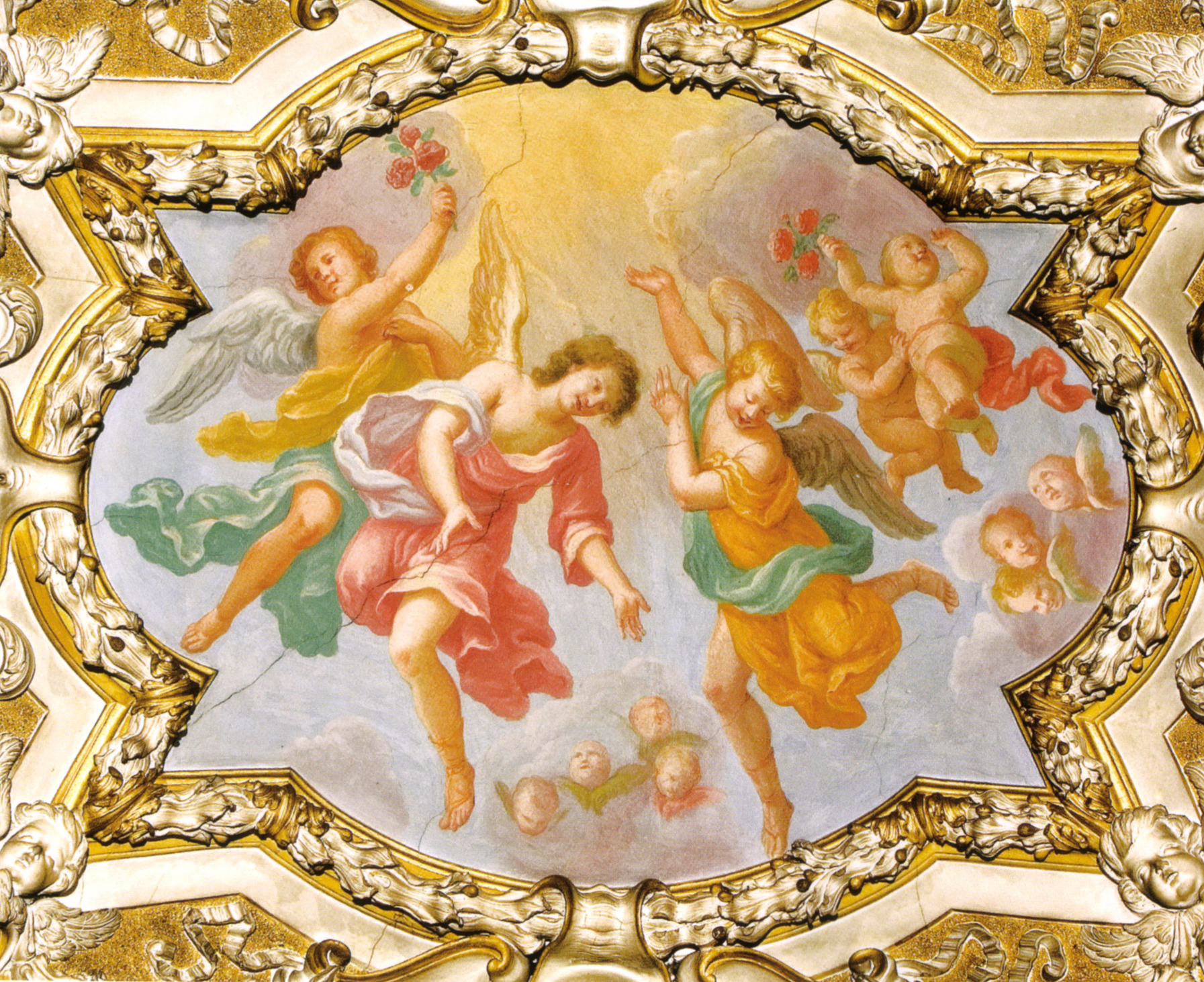
Filippo Maria Galletti, Angeli

Cappella Franceschi

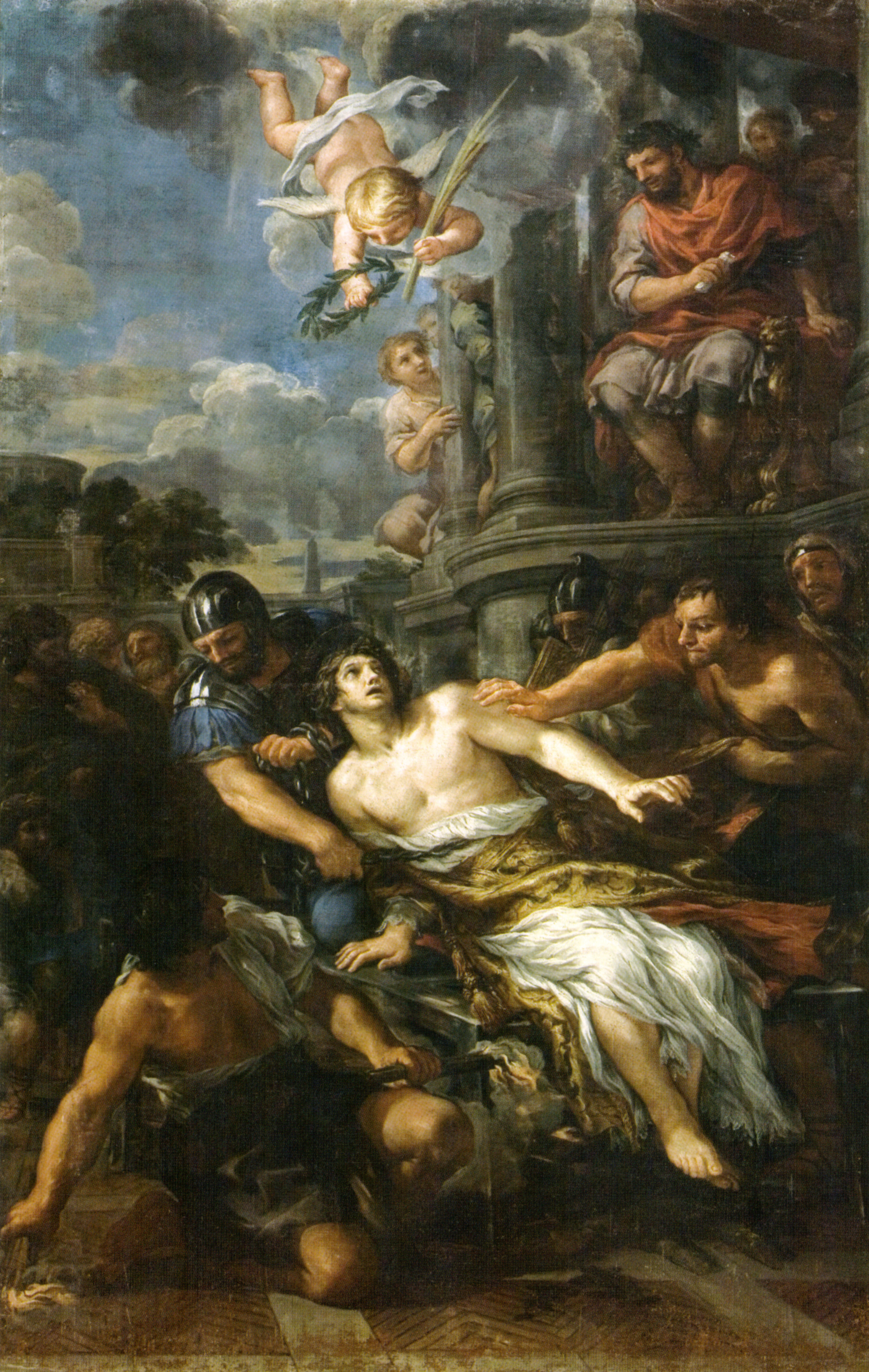
Pietro da Cortona, Martirio di san Lorenzo, Cappella Franceschi

La seconda cappella a sinistra fu concessa al barone Filippo Franceschi, marito della nobildonna Maddalena Corsini e padre del teatino Don Lorenzo e di Lorenzo Corsini Franceschi, letterato e commediografo. La cappella fu decorata da Angelo Michele Colonna (autore degli affreschi su volta e lunette con la Gloria di San Lorenzo entro una raffinata quadratura), ma è soprattutto nota per la pala di Pietro da Cortona con il Martirio di San Lorenzo: l'opera venne commissionata nel 1637 ma dipinta a più riprese tra Roma e Firenze e qui collocata verso il 1653. Importante tela del caposcuola romano, si distingue dalle altre opere della chiesa di scuola fiorentina per la sontuosità del colore, i vibranti panneggi, la luce che piove dall'alto e sottolinea il carattere dinamico e teatrale dei personaggi. Sulla parete sinistra si trova la tela di San Lorenzo che distribuisce i suoi beni ai poveri e risana un cieco di Matteo Rosselli (1643). A sinistra è invece collocata la Madonna che porge il Bambino a San Francesco, una delle ultime opere di Jacopo Chimenti detto l'Empoli (1636). 

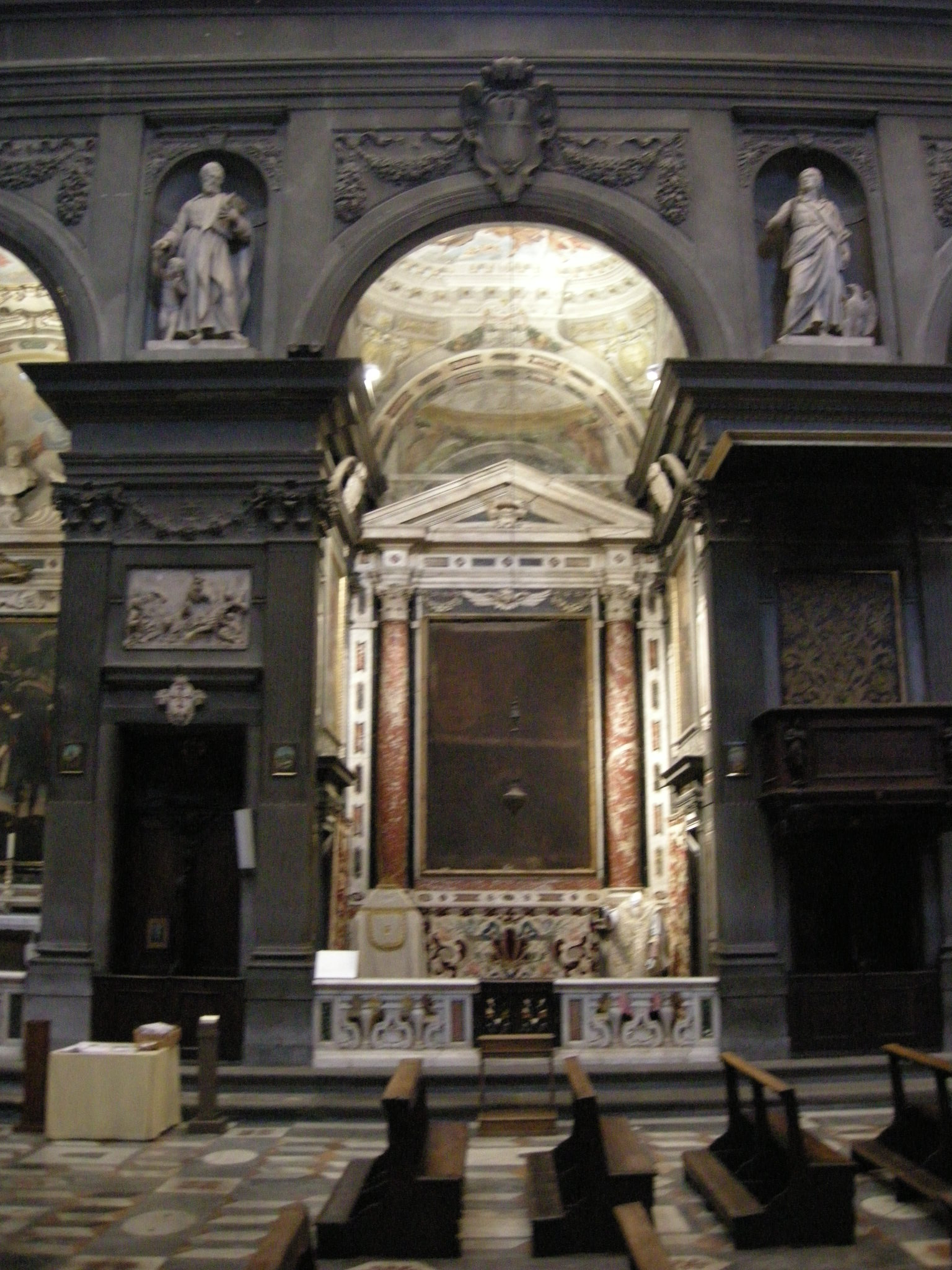
Cappella Franceschi
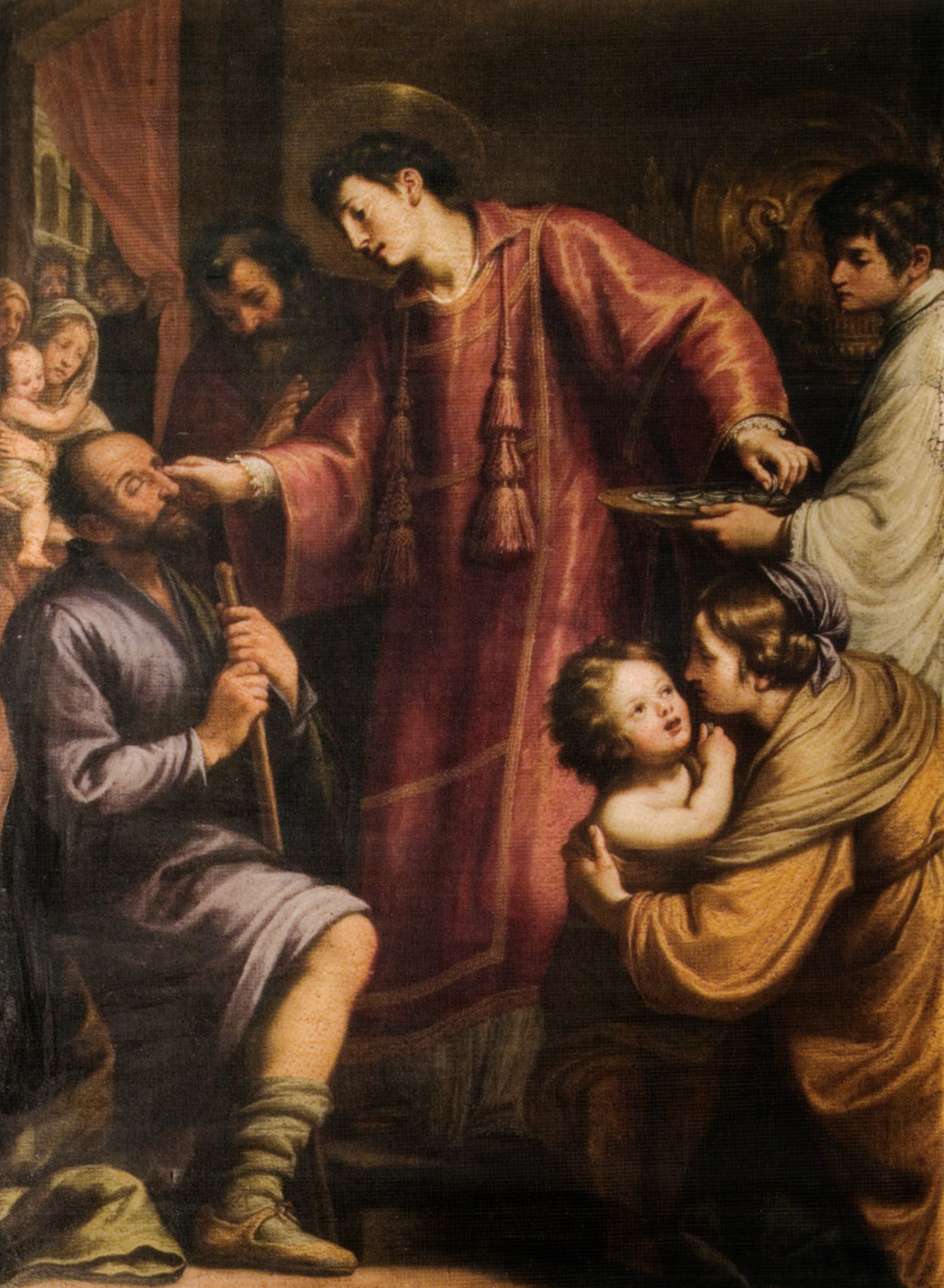
Matteo Rosselli, San Lorenzo che distribuisce i beni della chiesa ai poveri e risana un cieco
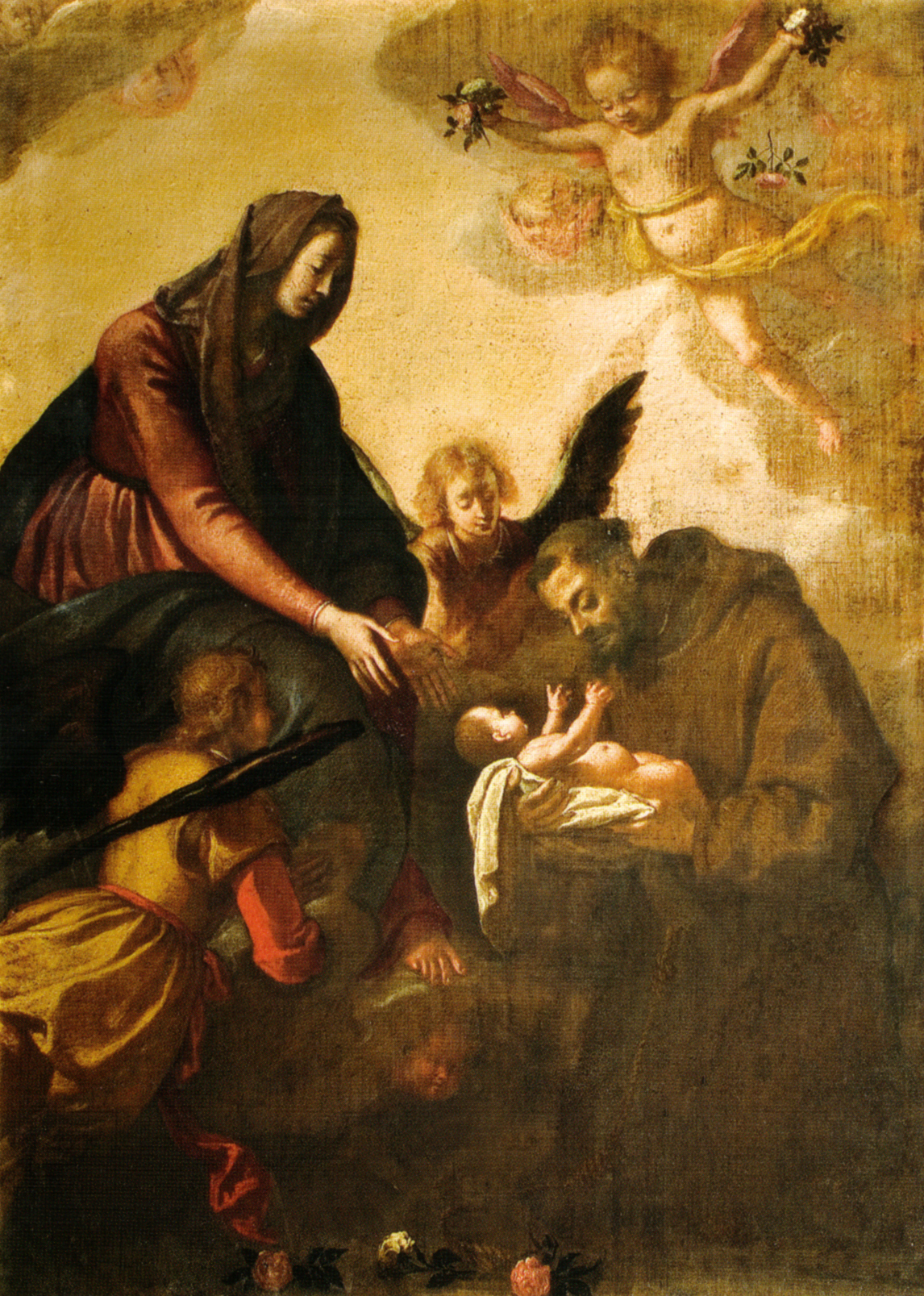
Jacopo Chimenti detto l'Empoli, Madonna che porge il Bambino a san Francesco
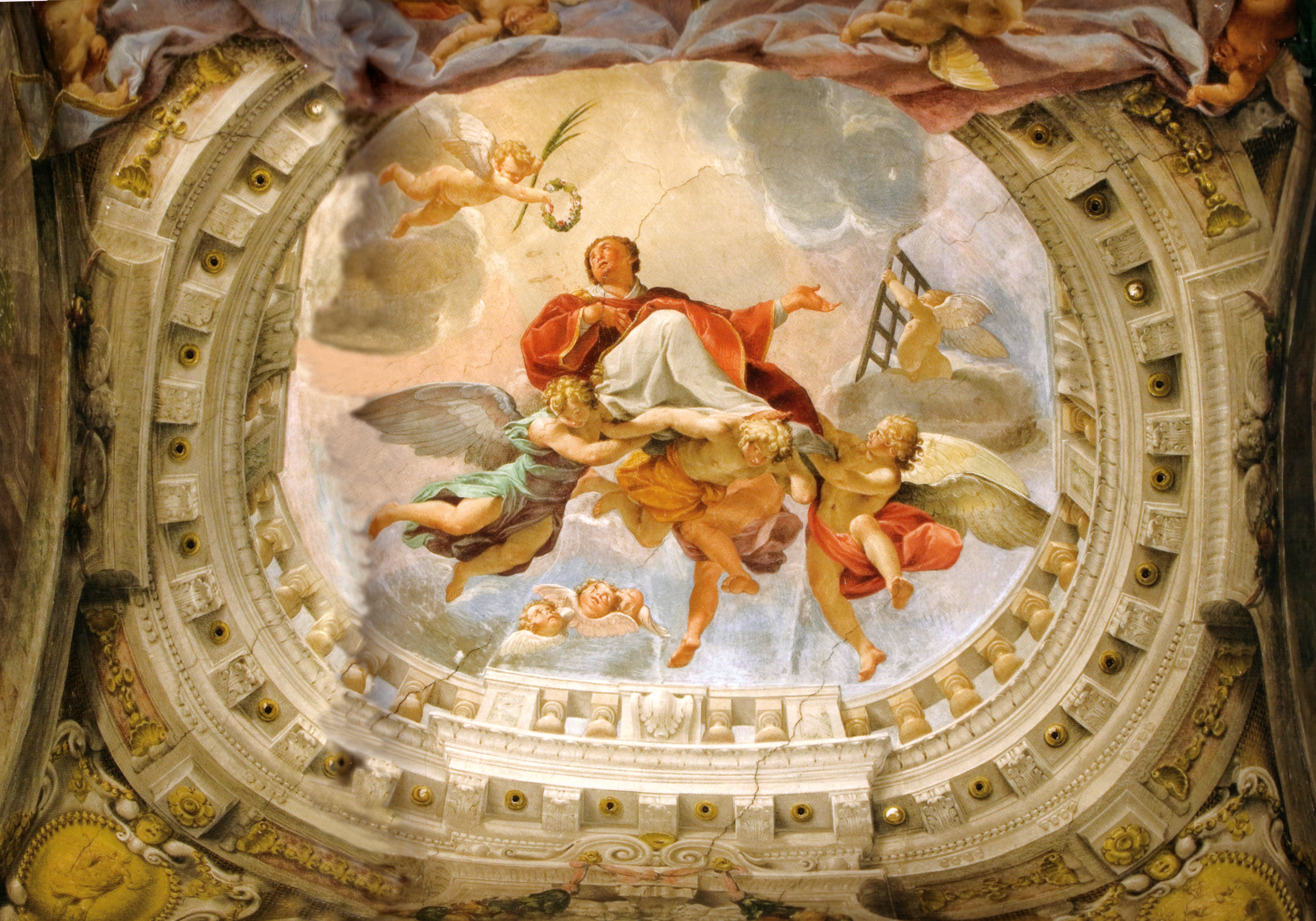
Angelo Michele Colonna, Gloria di san Lorenzo

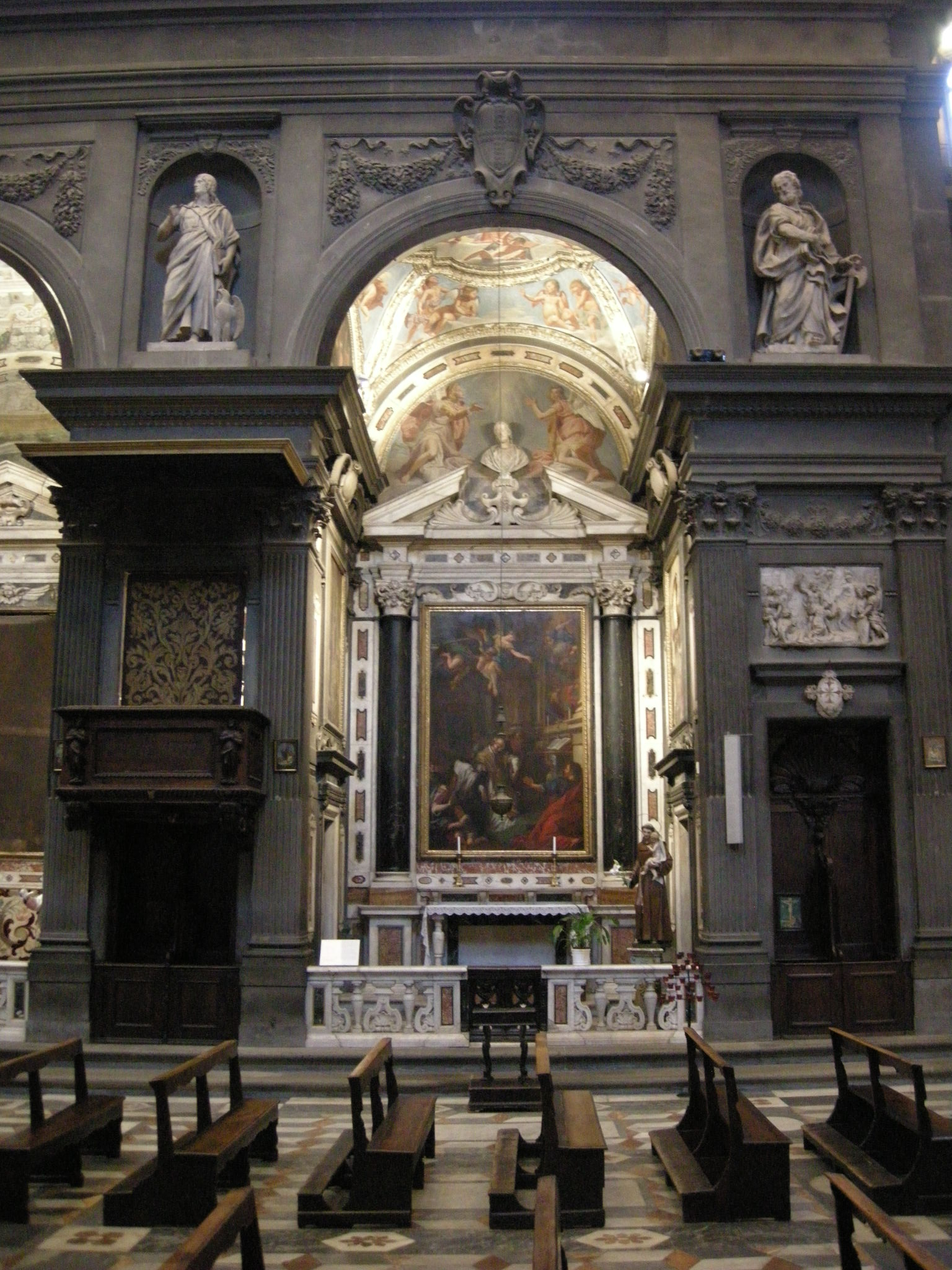
Cappella Ardinghelli
La Cappella Ardinghelli è quella più vicina all'altare sul lato sinistro ed è dedicata all'Assunzione di Maria, anche se dopo l'estinzione familiare i Teatini decisero di ri-dedicarla a Sant'Andrea Avellino, collocando come pala d'altare la Morte di Sant'Andrea Avellino di Ignazio Hugford (1712). Sul timpano dell'altare un busto di Cristo è opera di Bartolomeo Cennini (prima metà del XVII secolo) e ricorda un aulico stile cinquecentesco. La tela con l'Adorazione degli Angeli, di Francesco Boschi, incornicia un tondo di una Madonna col Bambino: anticamente nel tondo era situata una venerata Madonna di Ambrogio di Baldese, ma oggi vi si trova un'altra opera analoga. La Presentazione al Tempio di Maria di Alfonso Boschi si trova sulla parete opposta (sempre del 1643). La volta e le lunette superiori sono decorate dagli stucchi di Antonio Novelli, mentre i luminosi affreschi furono dipinti da Lorenzo Lippi tra 1642 e 1643: nella lunetta di fondo sono raffigurati Angeli oranti, in cui lo schema neo quattrocentesco si combina con i modelli di Santi di Tito. Nelle lunette laterali sono due Concerti di angeli che, seppur non molto visibili, mostrano, insieme al suo consueto purismo grafico e formale, un naturalismo in chiaro derivato dal Gentileschi ma anche dalle interpretazioni toscane del caravaggismo. Nella volta è l'Incoronazione di Maria, capolavoro di perizia grafica nella resa degli scorci, inondata di una luce chiara che accende i colori vivaci e saturi, in un risultato quasi neo bronzinesco.
Tra le cappelle Ardinghelli e Franceschi esiste un piccolo vano che contiene il sepolcro di Serafina Pezzuoli, ragazza morta di malattia nel 1628 e additata ad esempio di accettazione serena della malattia e offerta delle proprie sofferenze per la salvezza delle anime. Il suo monumento fu scolpito da Alessandro Malavisti e decorato da un tondo con ritratto di Carlo Dolci nel 1642.

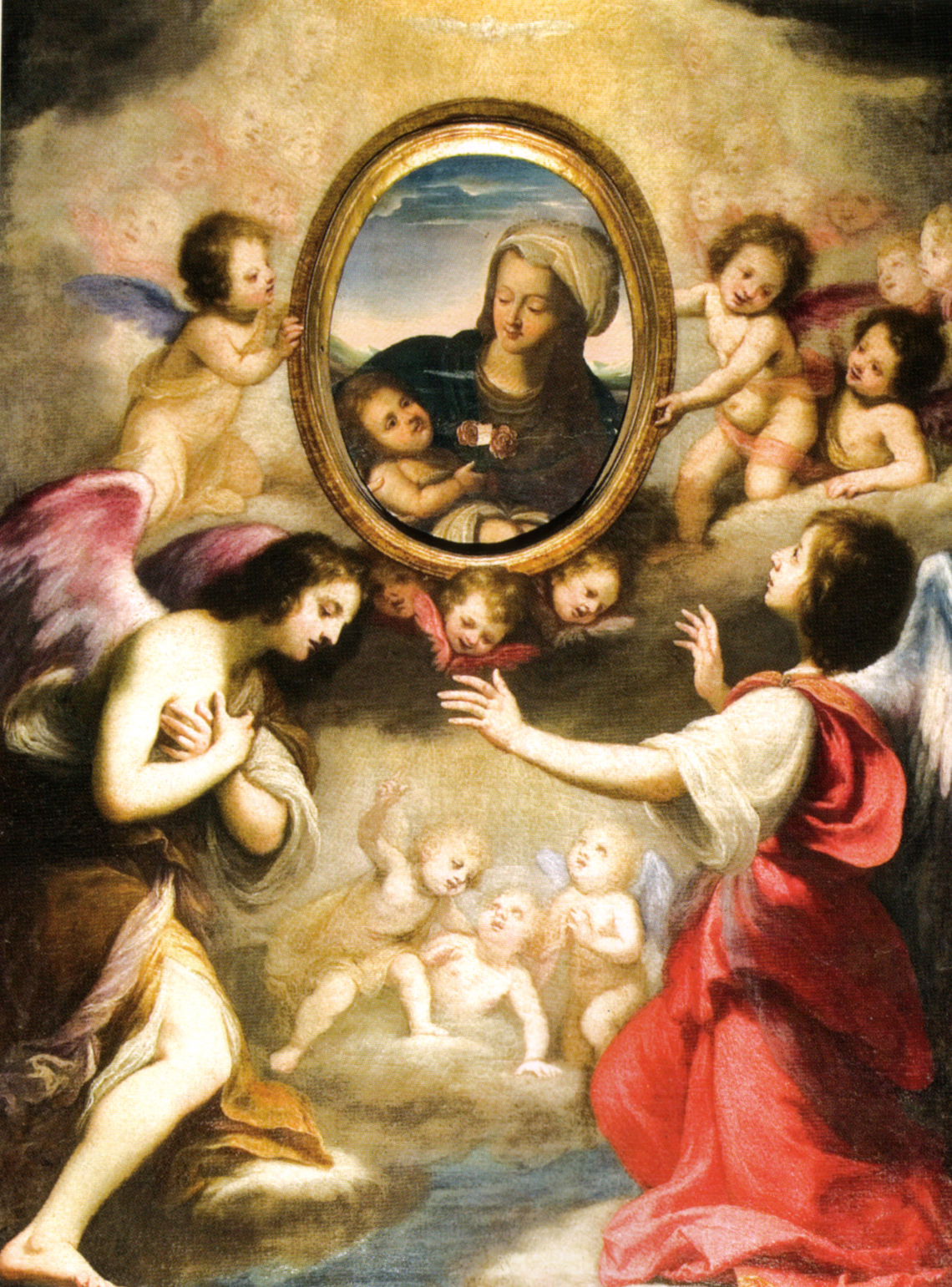
Francesco Boschi, Adorazione di angeli
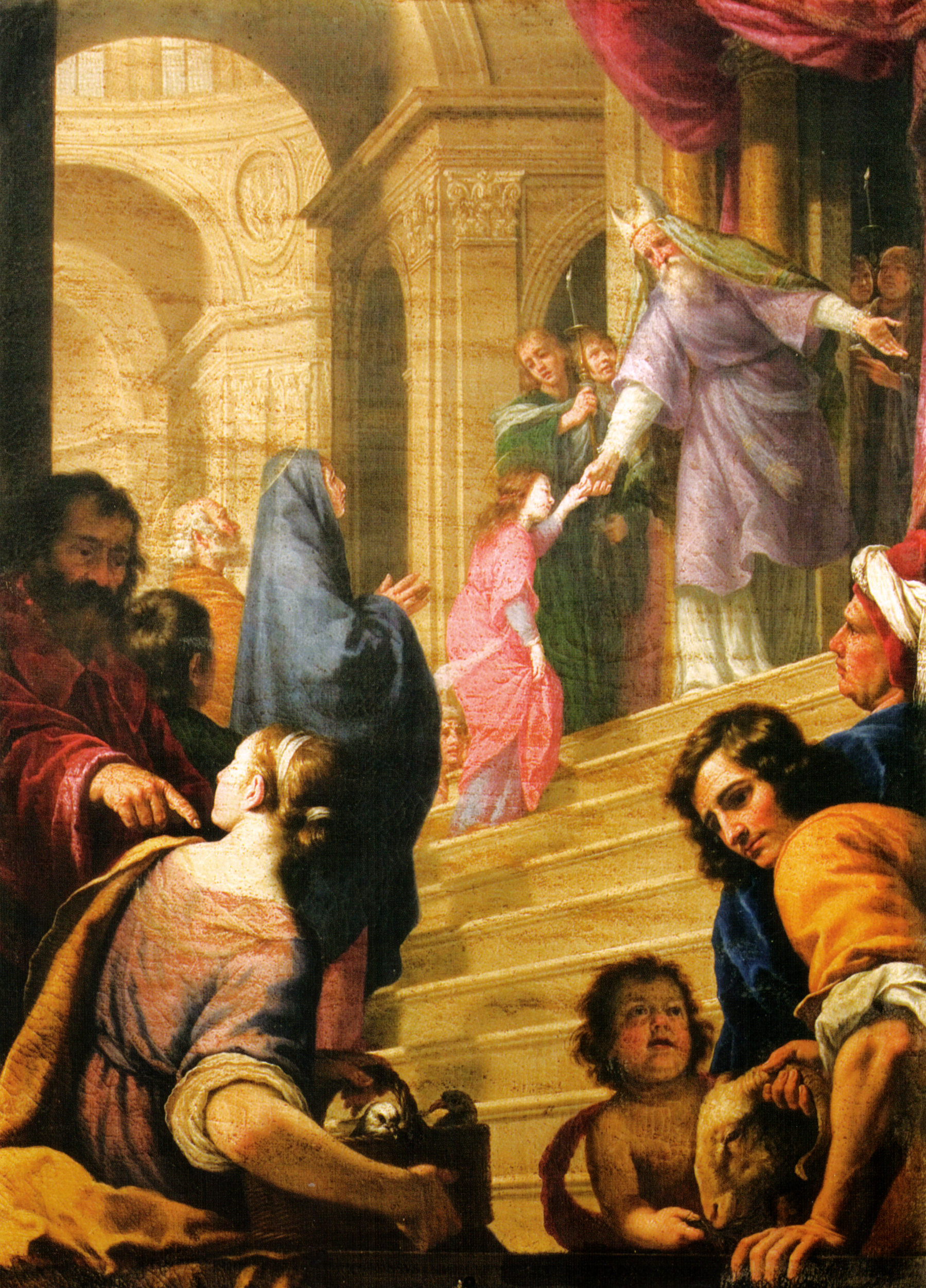
Alfonso Boschi, Presentazione di Maria al Tempio
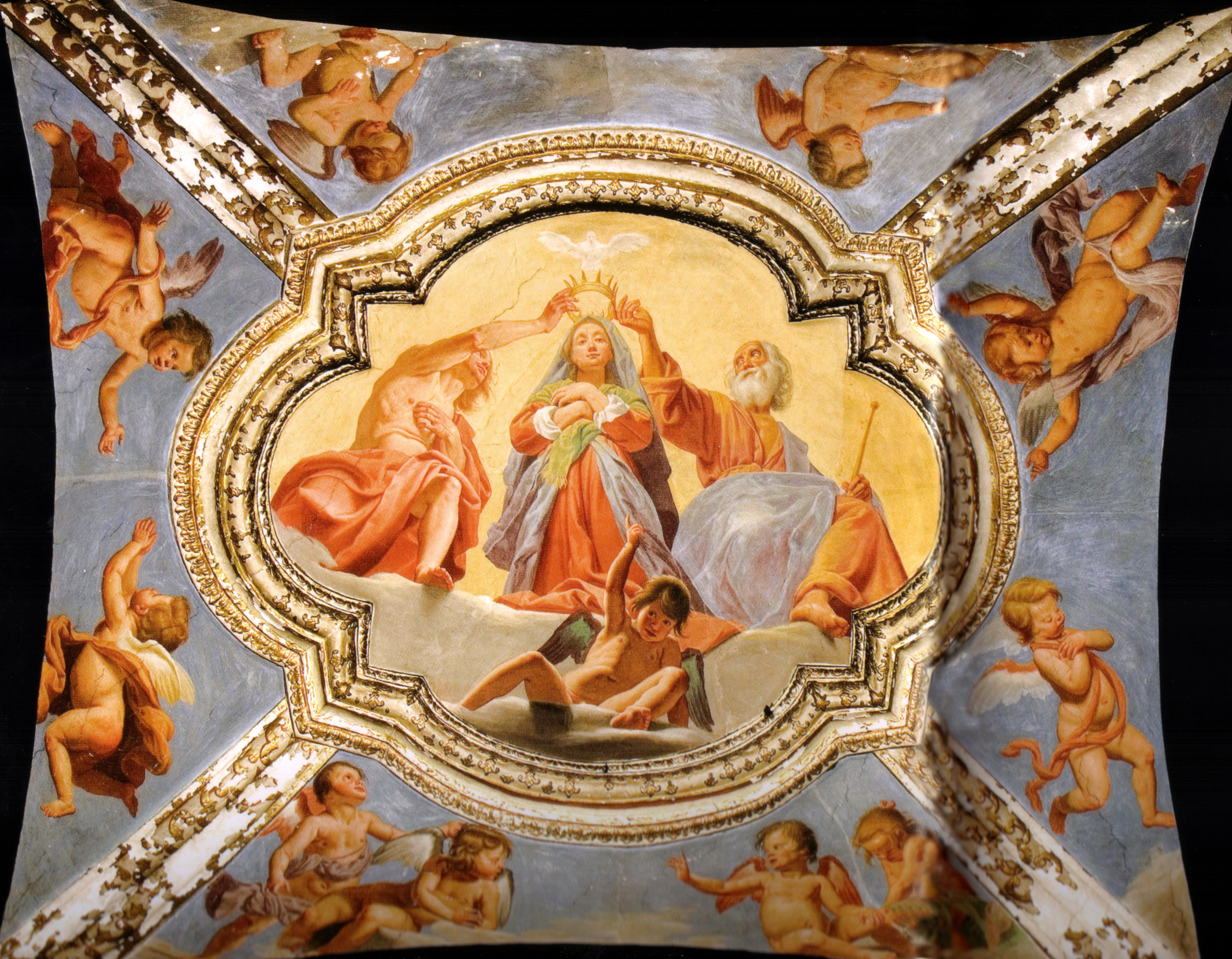
Lorenzo Lippi, Incoronazione della Vergine
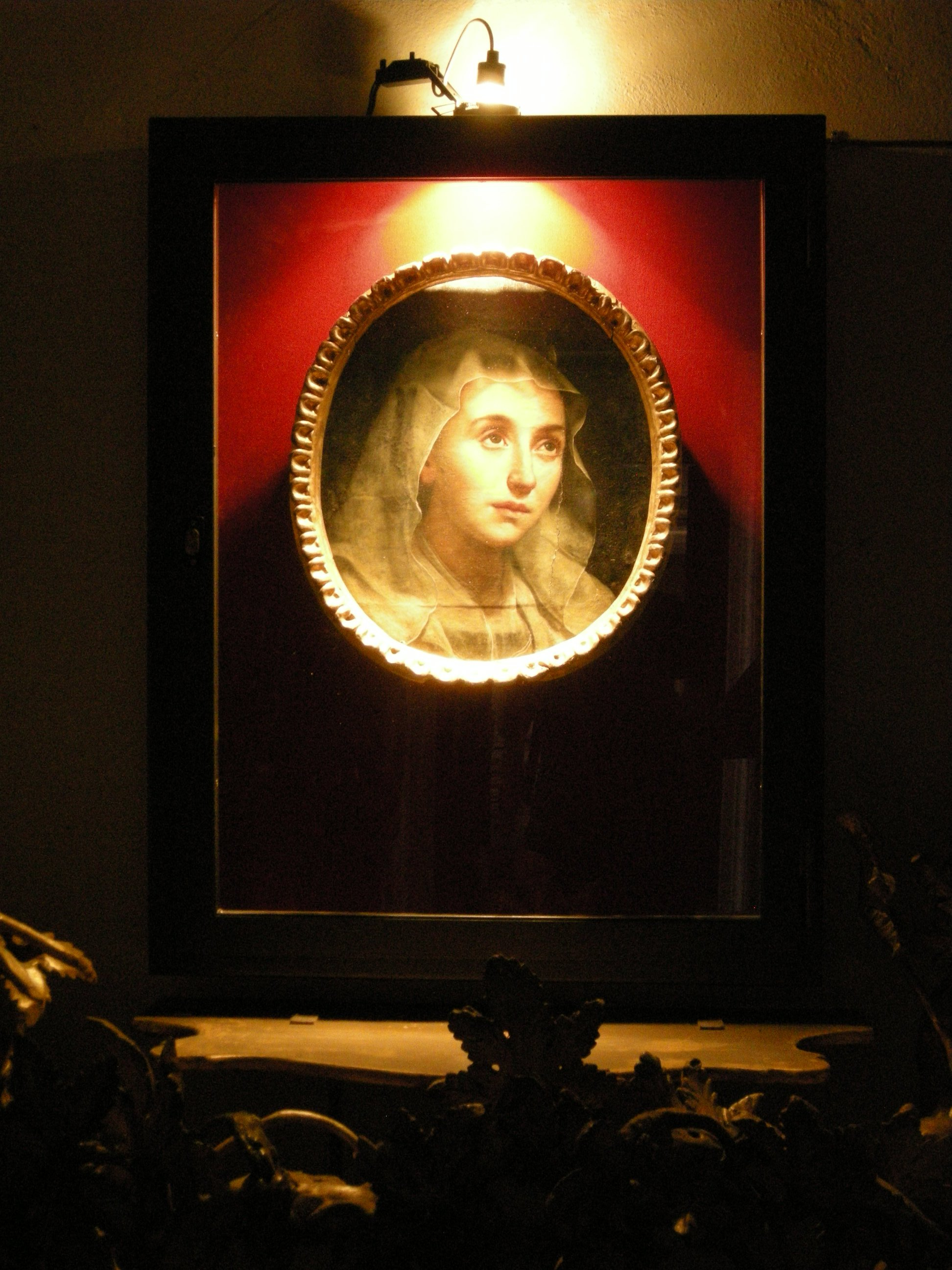
Il Ritratto di Serafina Pezzuoli di Carlo Dolci

#### Il transetto

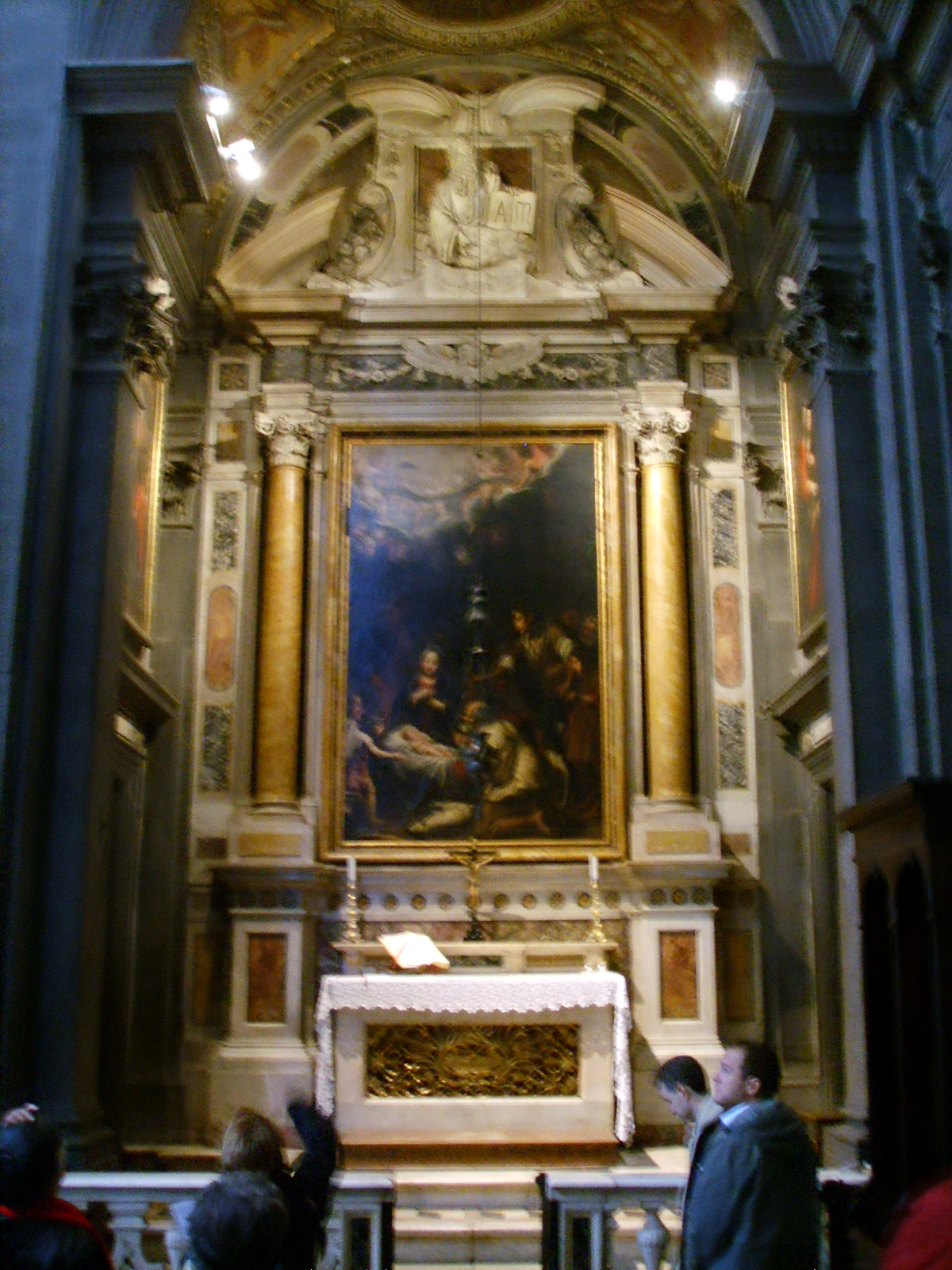
La Cappella della Natività

Sul transetto destro e sinistro si apre una cappella per lato, entrambe di patronato della famiglia Bonsi, la maggiore finanziatrice della chiesa dopo i Medici. A entrambe le testate del transetto sono posti i monumenti funerari di esponenti della famiglia, in particolare di due vescovi di Béziers, sede episcopale e cardinalizia riservata alla famiglia Bonsi sin dal 1576: Giovanni e Pietro Bonsi. I due monumenti in marmi policromi sono opera di Antonio Ginestrelli, che nel 1633 creò anche le cornici a tarsia marmorea per i dipinti sovrastanti. A destra si trova l'Adorazione dei Magi di Ottavio Vannini, adiacente alla Cappella della Natività; a sinistra l'Imperatore Eraclio che riporta la Santa Croce a Gerusalemme con il Patriarca Zaccaria di Giovanni Bilivert, autore anche della lunetta con il Volo d'angeli (1632).
Volte e pareti delle testate di transetto sono dipinti con scene teatrali di fine Seicento: a destra Visione di San Gaetano che riceve dalla Madonna il Bambino di Jacopo Chiavistelli (1671) e, sulla volta, l'Annuncio ai Magi e ai Pastori di Filippo Maria Galletti; a sinistra San Gaetano riceve i segni della Passione di Gesù, sempre del Chiavistelli, e la quadratura della Croce in Gloria tra i Santi del Galletti.
Cappella della Natività
Situata al braccio destro, fu la prima ad essere decorata nella chiesa, su disegno dell'architetto Alessandro Malvisti, e fece da modello per tutte le altre. Gli stucchi dorati della volta sono di Sebastiano Pettirossi (1631), autore anche del busto di Dio Padre nel fastigio dell'altare. Le tele che raffigurano la Natività al centro e la Visitazione a destra sono di Matteo Rosselli (firmate e datate 1631), mentre la tela di sinistra con l'Annunciazione è di Fabrizio Boschi (1632) come gli Angeli nella volta. Le due lunette con la Madonna che porge il Bambino a San Francesco in quella a destra e con Santa Cristina assistita in carcere da due angeli nell'altra a sinistra, sono invece opere coeve del giovane Lorenzo Lippi, riconoscibile nel nitido naturalismo sostenuto dall'esattezza grafica, forse su disegno del Rosselli a cui rimandano, in effetti, i tipi delle figure e le pose. Negli sportelli lignei della balaustra, opera di Jacopo Maria Foggini, è inserita entro cappelli vescovili la ruota di mulino, dallo stemma dei Bonsi.

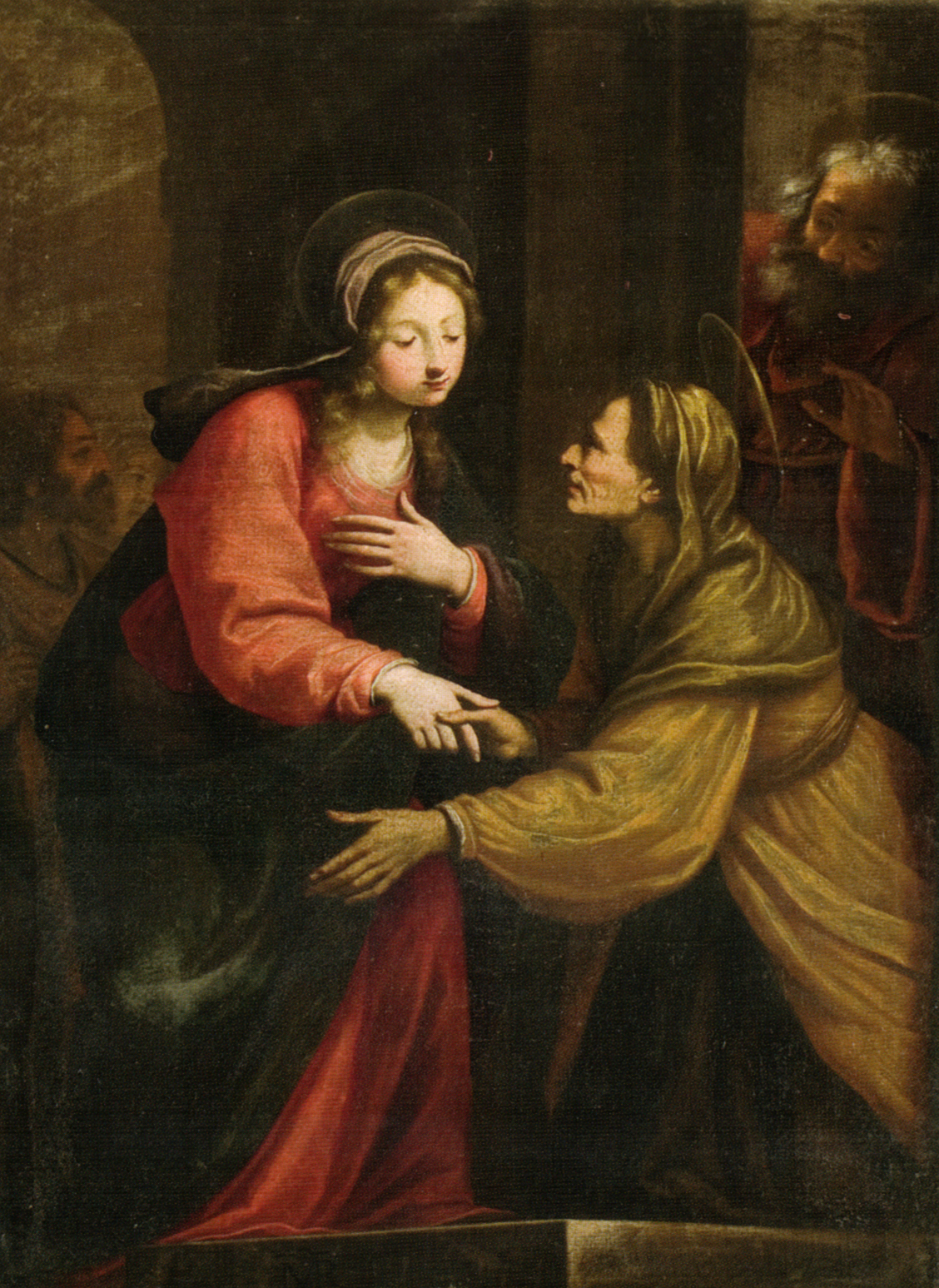
Matteo Rosselli, Visitazione
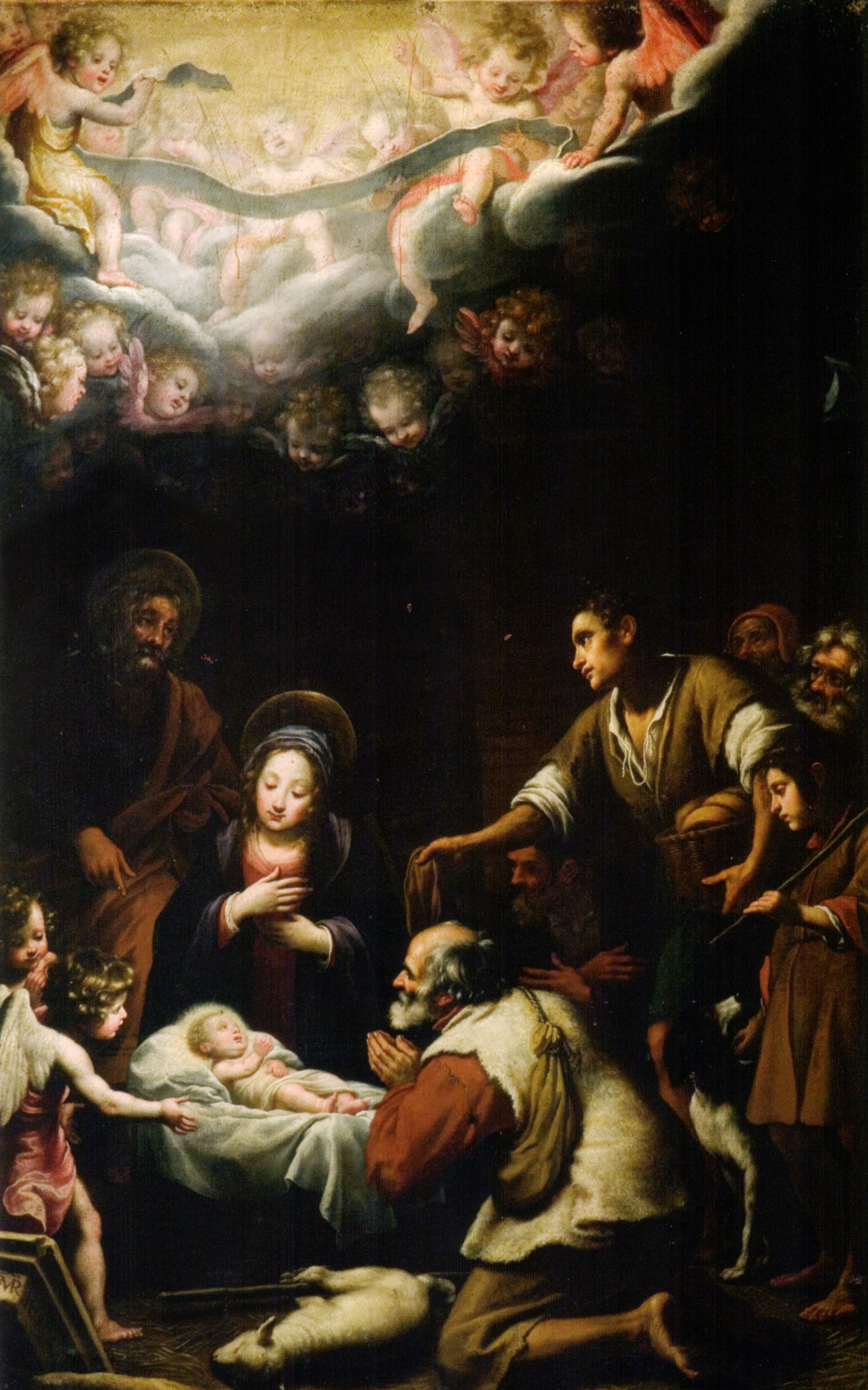
Matteo Rosselli, Natività di Cristo
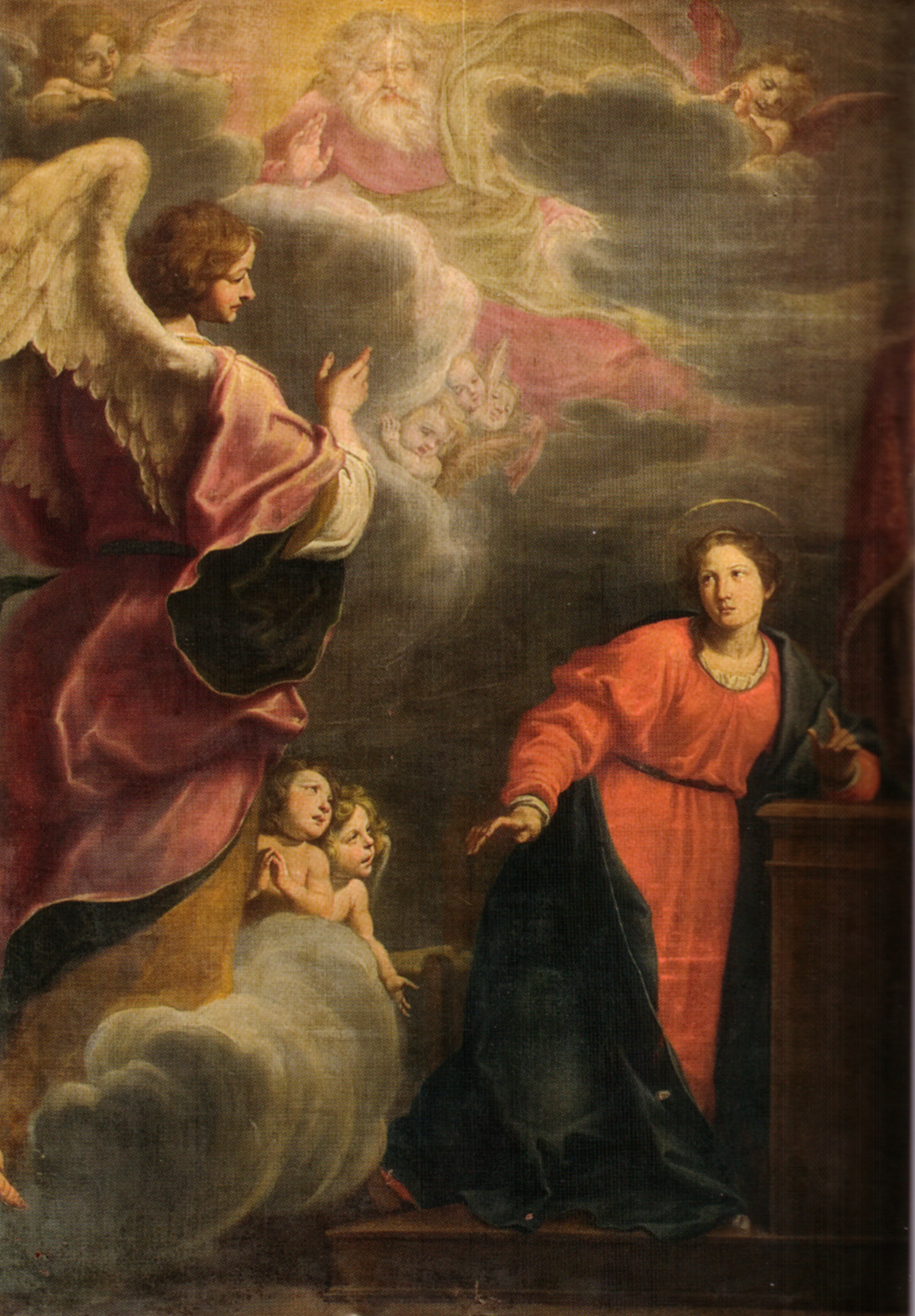
Fabrizio Boschi, Annunciazione

Cappella di Sant'Elena o della Santa Croce

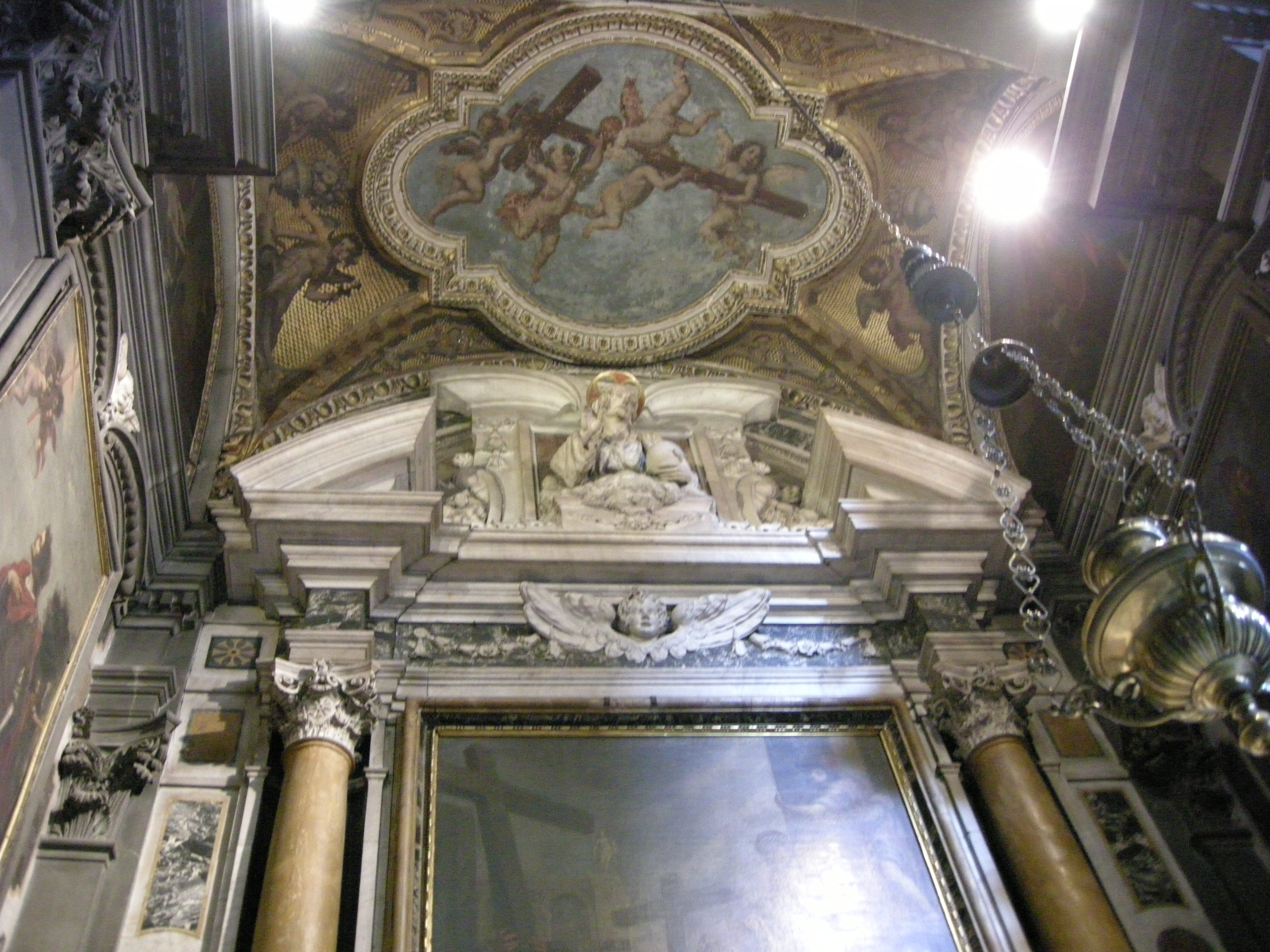
Cappella della Croce, volta

Posta nel transetto sinistro fu opera sempre dell'architetto Malvisti del 1644, da alcuni considerata il suo capolavoro. Le tele laterali sono opera di Jacopo Vignali (Apparizione della Croce a Costantino a sinistra) e di Giovanni Bilivert (Sant'Elena che guida gli scavi per il ritrovamento della Croce a destra), e sono incorniciate da un elaborato motivo in pietra serena. Le lunette laterali sono sempre del Vignali (Decollazione di Santa Lucrezia e Domine quo vadis?), autore anche dell'affresco nella volta con Volo d'angeli con la Croce. Il busto in marmo del Cristo benedicente nel timpano dell'altare è di Sebastiano Pettirossi (1631), che curò anche degli stucchi nella volta.

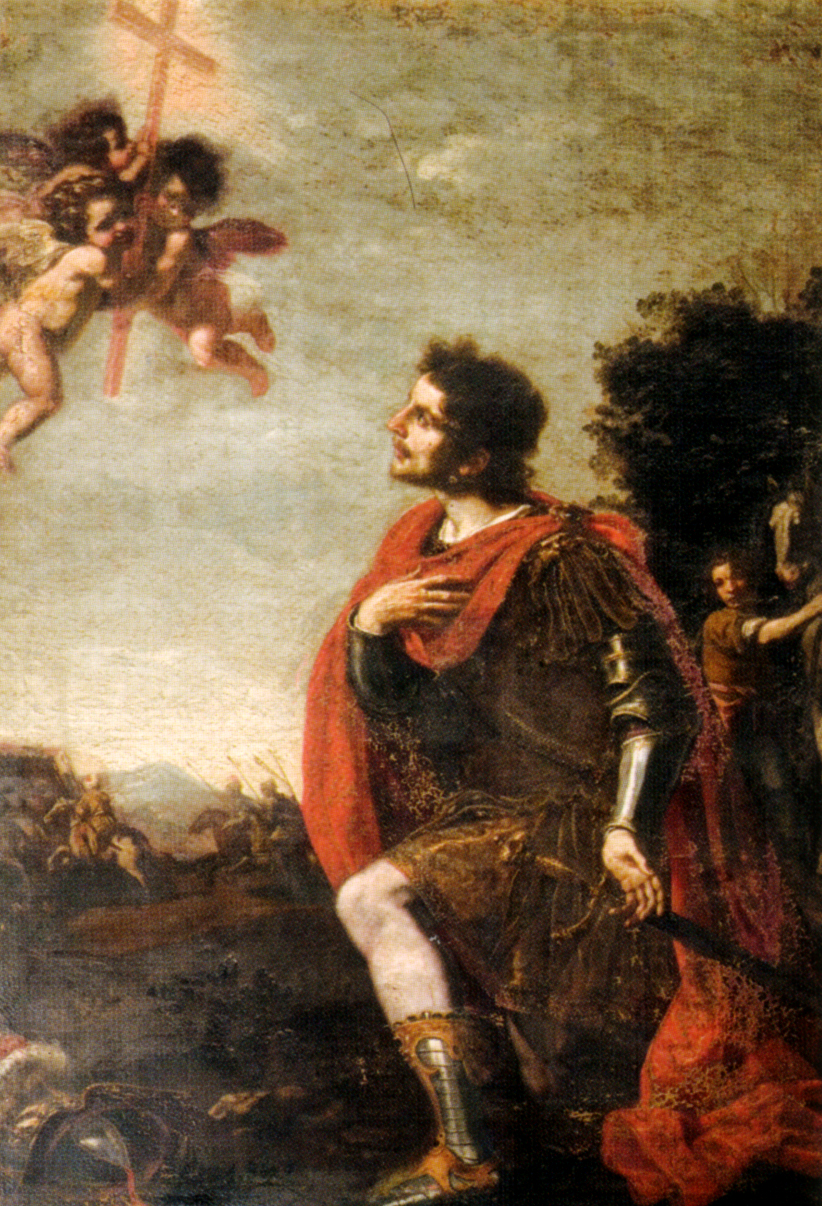
Jacopo Vignali, Apparizione della Croce a Costantino
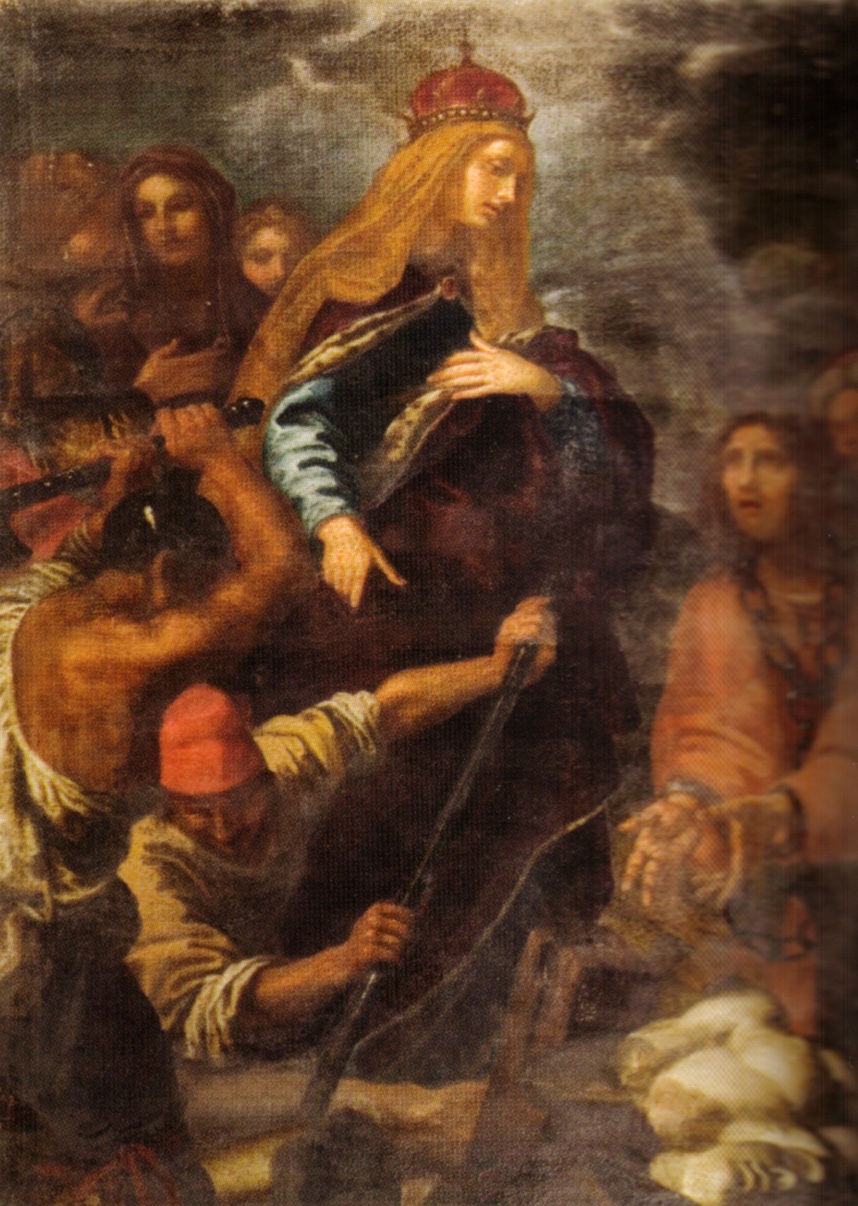
Giovanni Bilivert, Sant'Elena che guida gli scavi per il ritrovamento della Croce
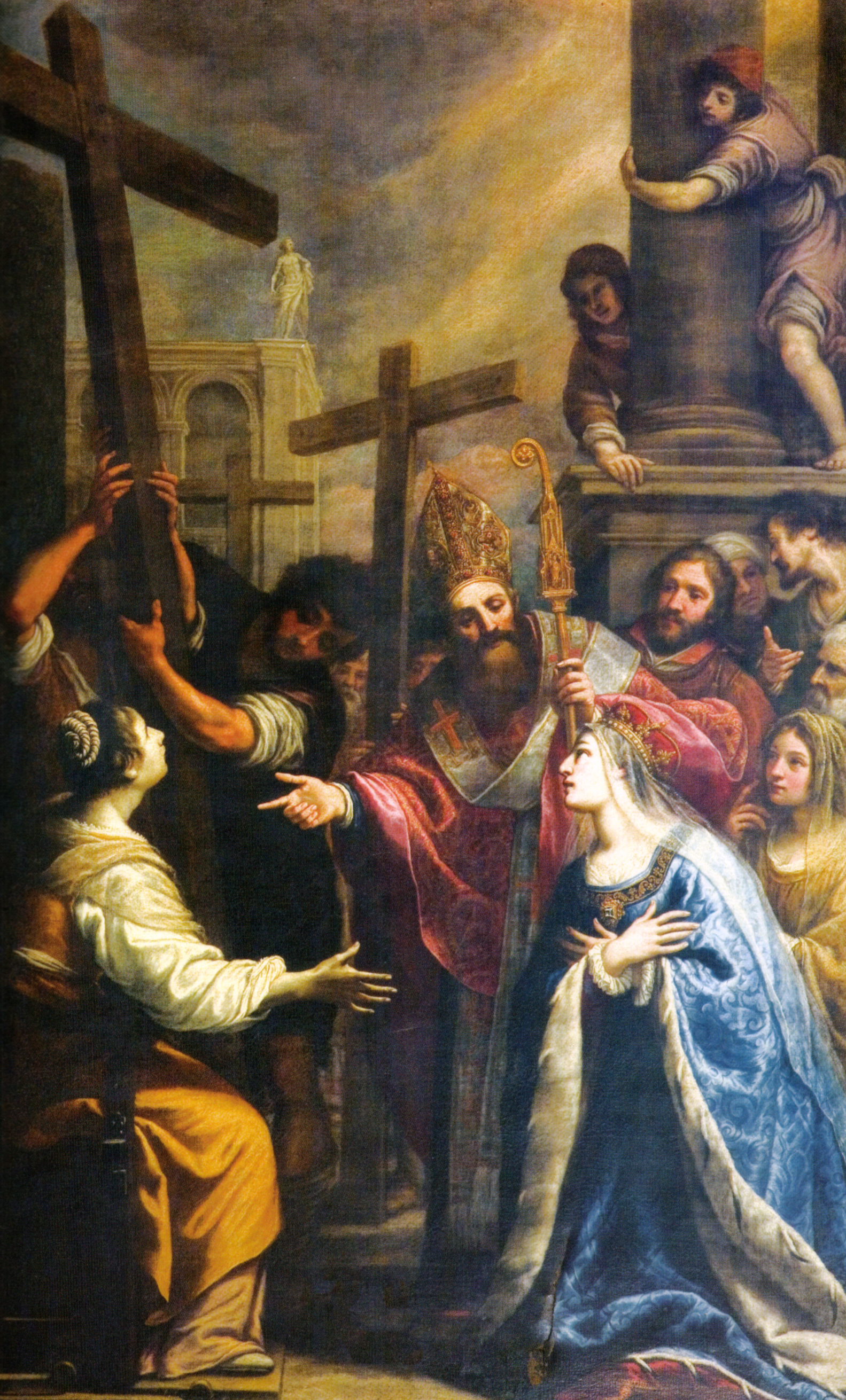
Matteo Rosselli, Rinvenimento della santa Croce

### La sagrestia

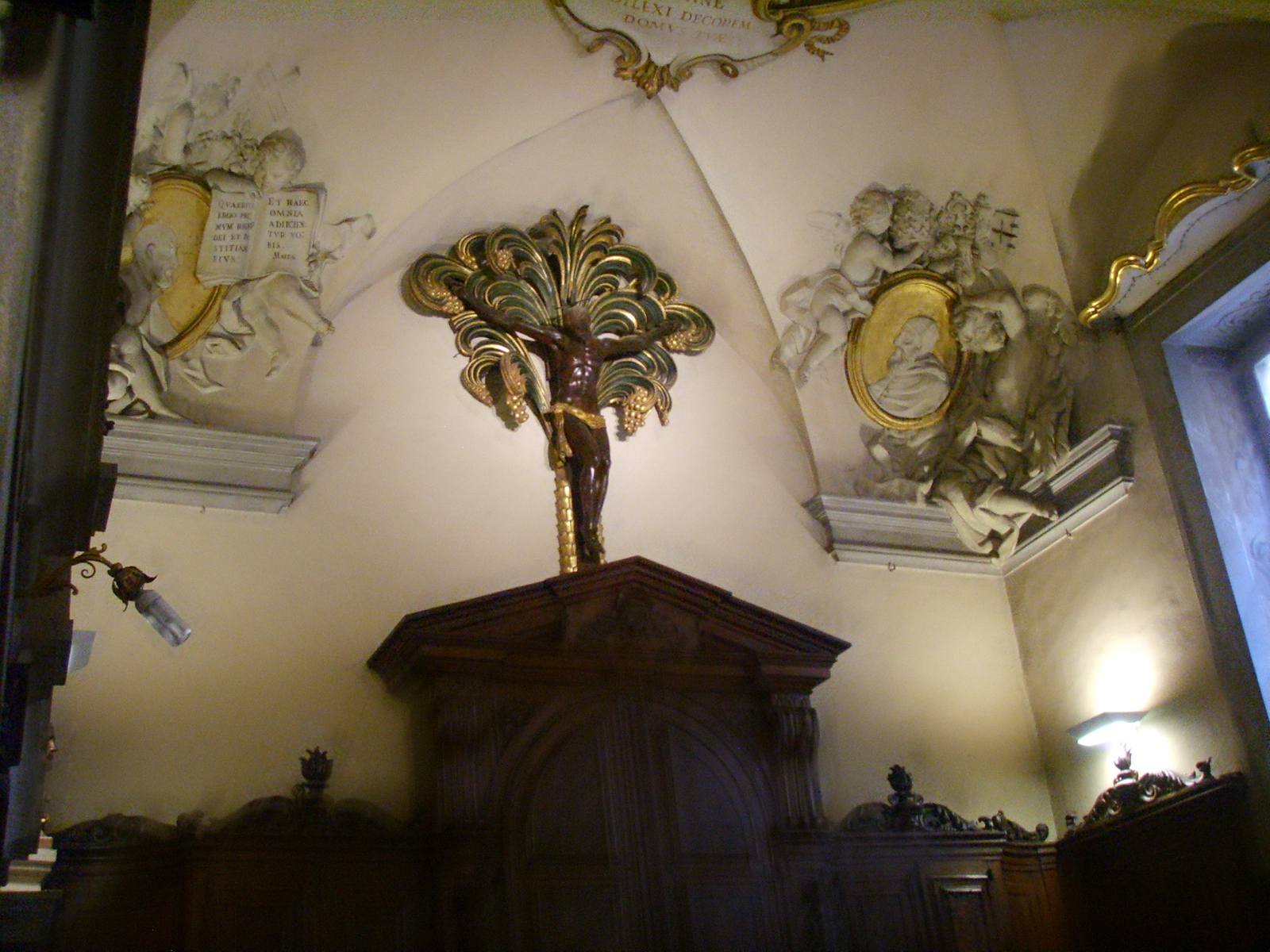
La sagrestia

Si accede alla sacrestia da una porta nella parete destra del coro. Fu eretta nella prima metà dei Seicento e presenta su tre pareti dei grandi armadi lignei settecenteschi, con una decorazione a specchiature geometriche che ne alleggeriscono la struttura imponente. Sul lato nord si aprono quattro porte, con quelle centrali decorate da timpani con busti e oculi che danno luce all'ambiente attiguo, dove si trova il lavabo del 1611 di Orazio Mochi, ispirato alle opere del Buontalenti.
Carlo Marcellini, oltre a disegnare gli armadi, verso la fine del Seicento ridisegnò la decorazione della sagrestia, creando quattro medaglioni a stucco sorretti da putti negli angoli, con i ritratti di San Gaetano di Thiene, sant'Andrea Avellino, Paolo IV Carafa e il beato cardinale Scipione Burali. Il centro del soffitto è decorato dall'affresco di Pier Dandini con San Gaetano che presenta la chiesa alla Trinità accompagnato dalla Fede. Inoltre è conservato nella sagrestia un crocifisso ligneo cinquecentesco attribuito alla scuola del Giambologna e dono di Alessandro de' Medici, futuro papa Leone XI (anticamente si trovava nella nicchia del coro dietro all'altare maggiore finché non venne sostituito da quello del Susini). Singolare è la sua iconografia con la croce che fa tutt'uno con la palma, albero legato alla simbologia del sacrificio e del martirio fin dall'epoca paleocristiana.
La chiesa attualmente è affidata all'Istituto Cristo Re Sommo Sacerdote che vi celebra la Santa messa secondo la forma antica del Rito Romano.

## Galleria d'immagini

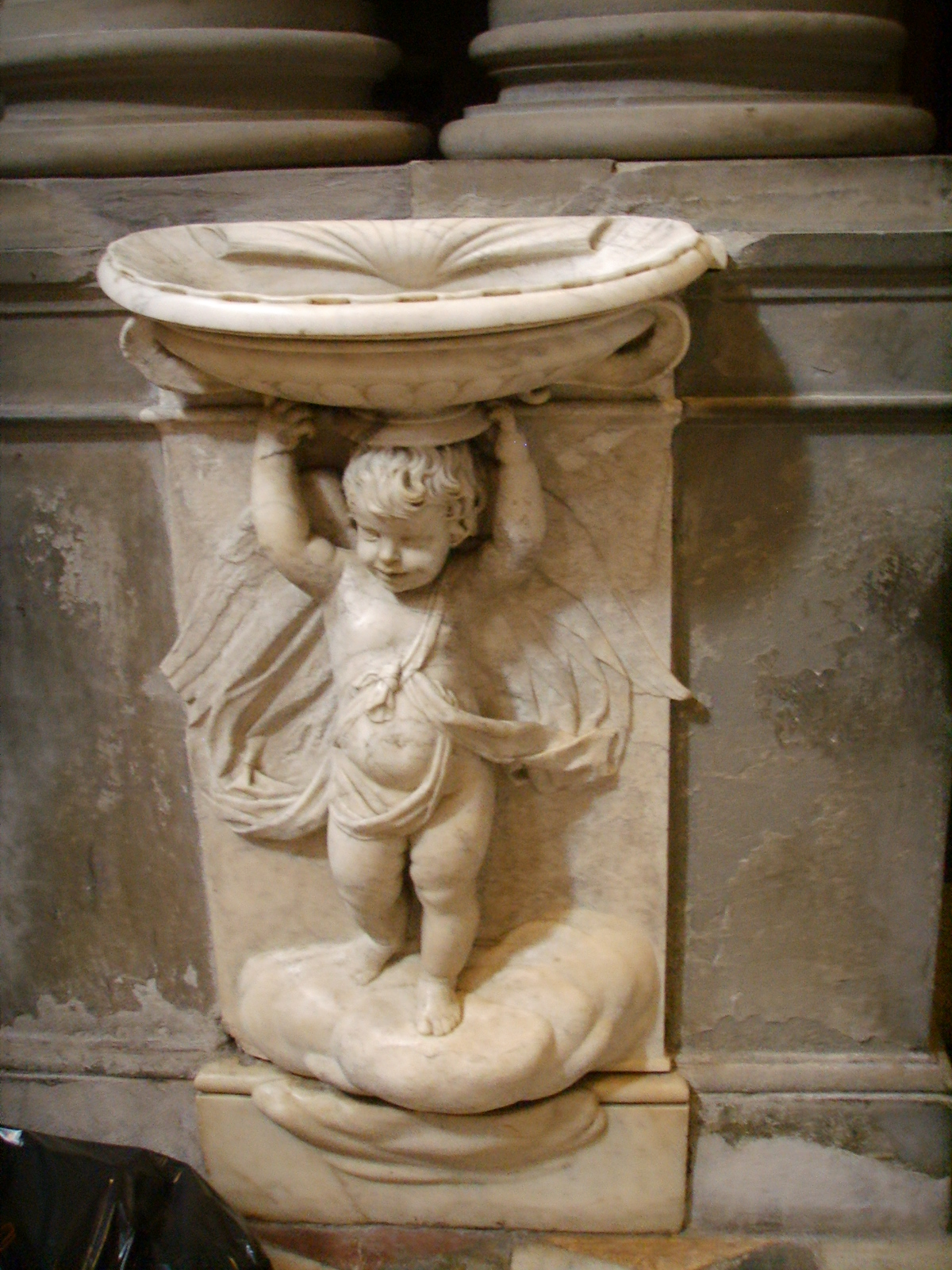
Acquasantiera di Domenico Pieratti
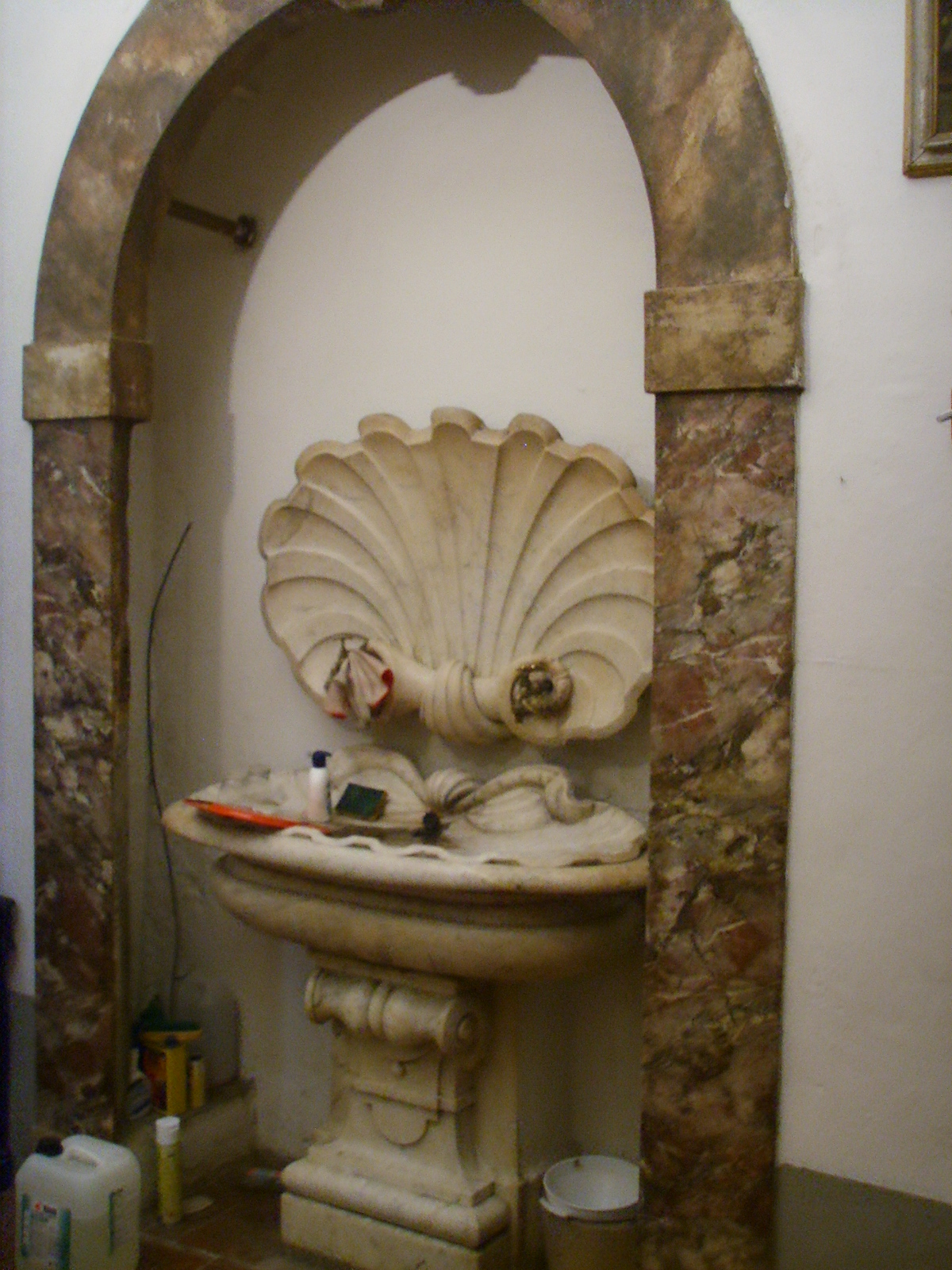
Il lavabo di Orazio Mochi
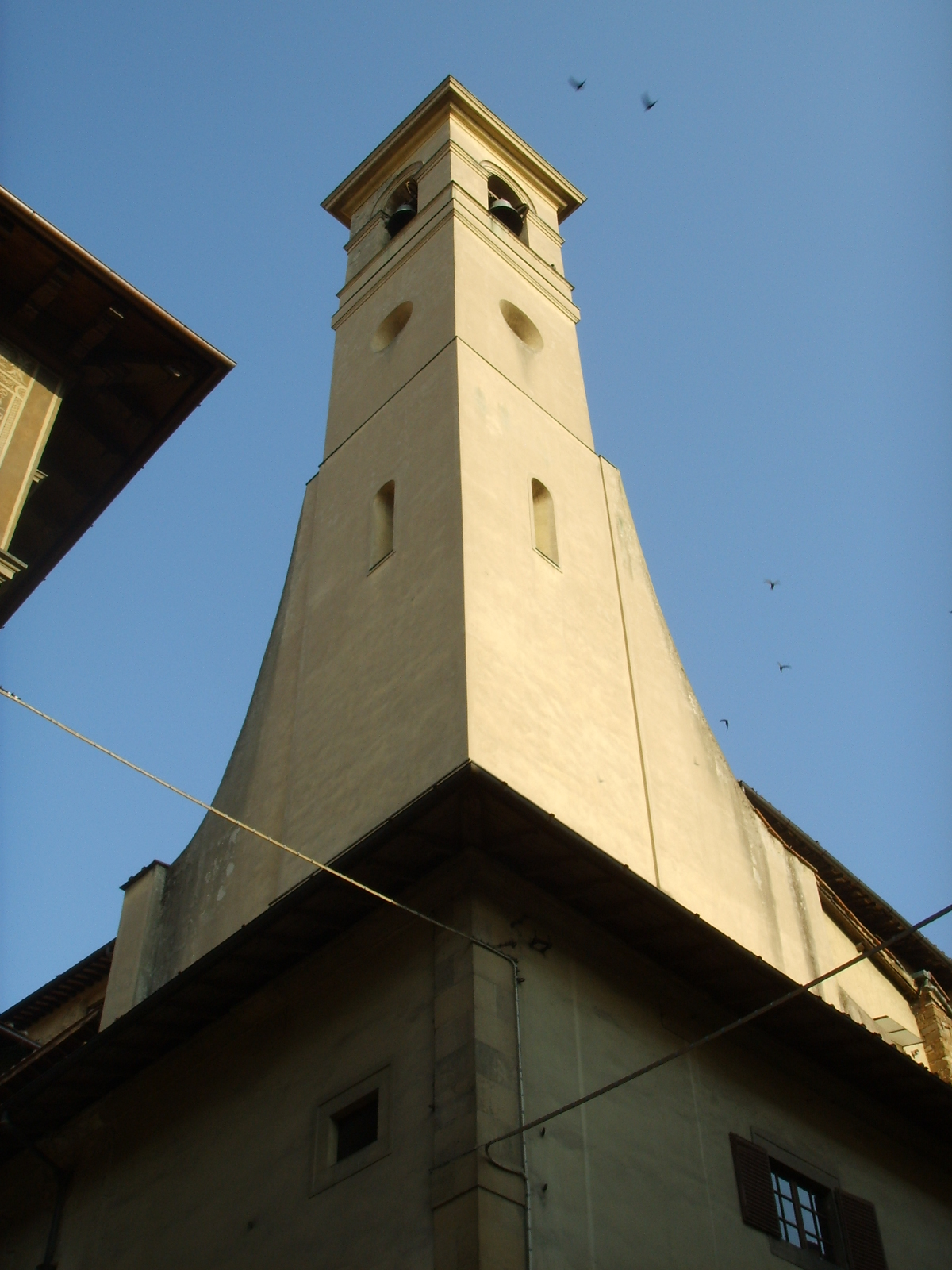
Il campanile
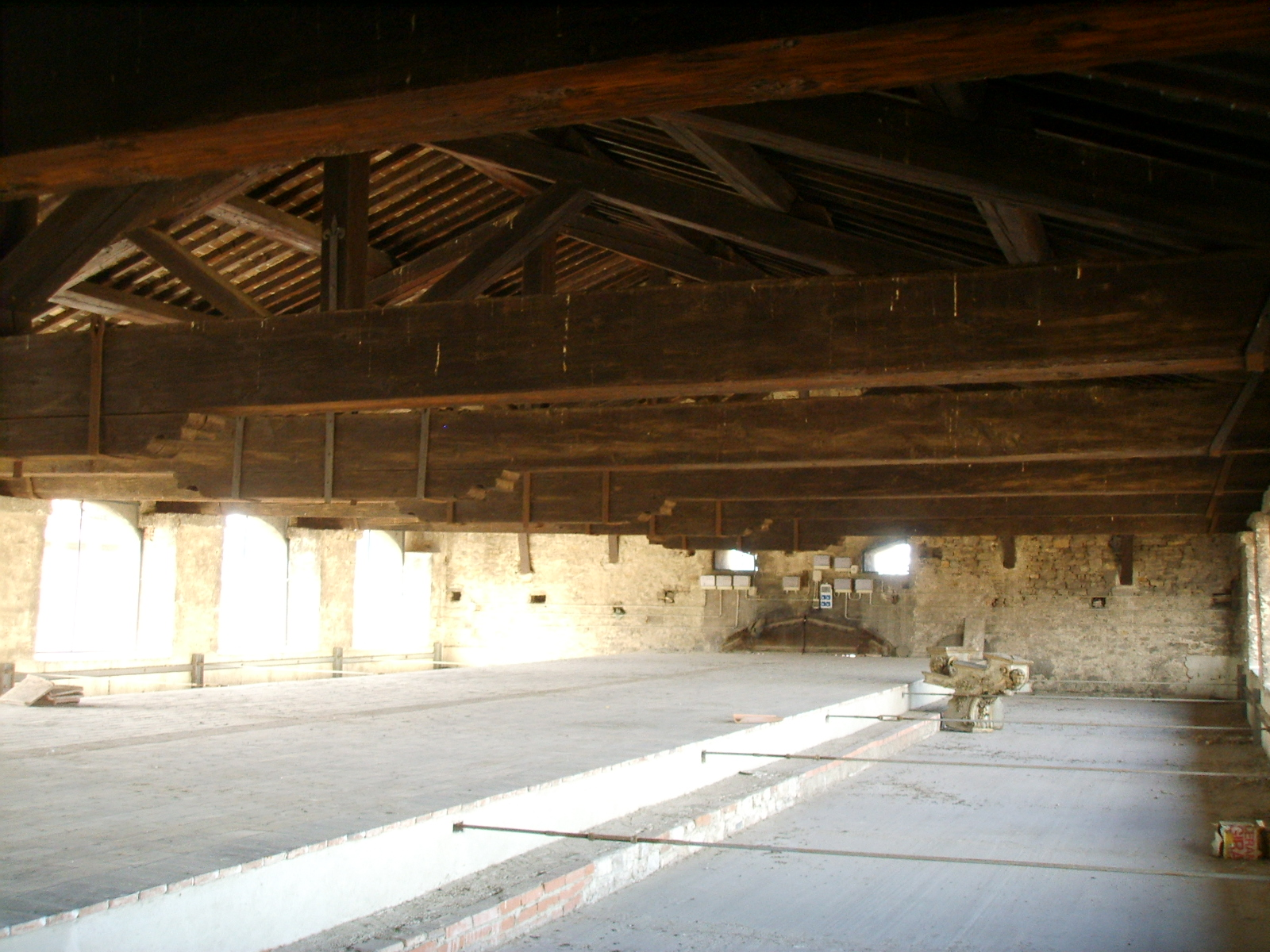
Le capriate sopra la chiesa